# Età delle scoperte

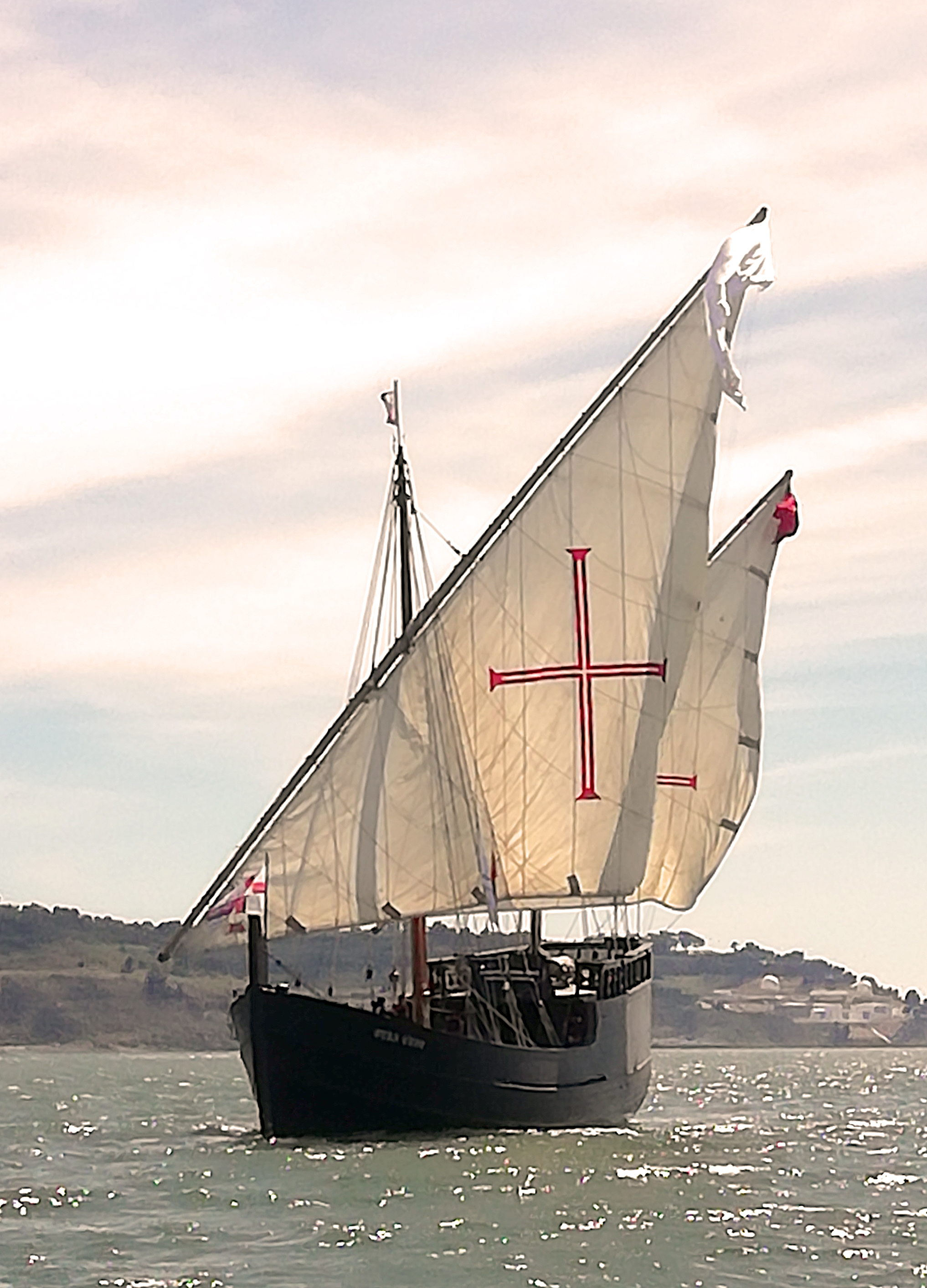
La caravella Vera Cruz (ricostruzione moderna) in navigazione sul fiume Tago a Lisbona.
L'invenzione portoghese della caravella, veliero manovrabile e in grado di intraprendere viaggi oceanici, fu essenziale per l'esplorazione europea dell'oceano Atlantico e l'avvio dell'Età delle scoperte.

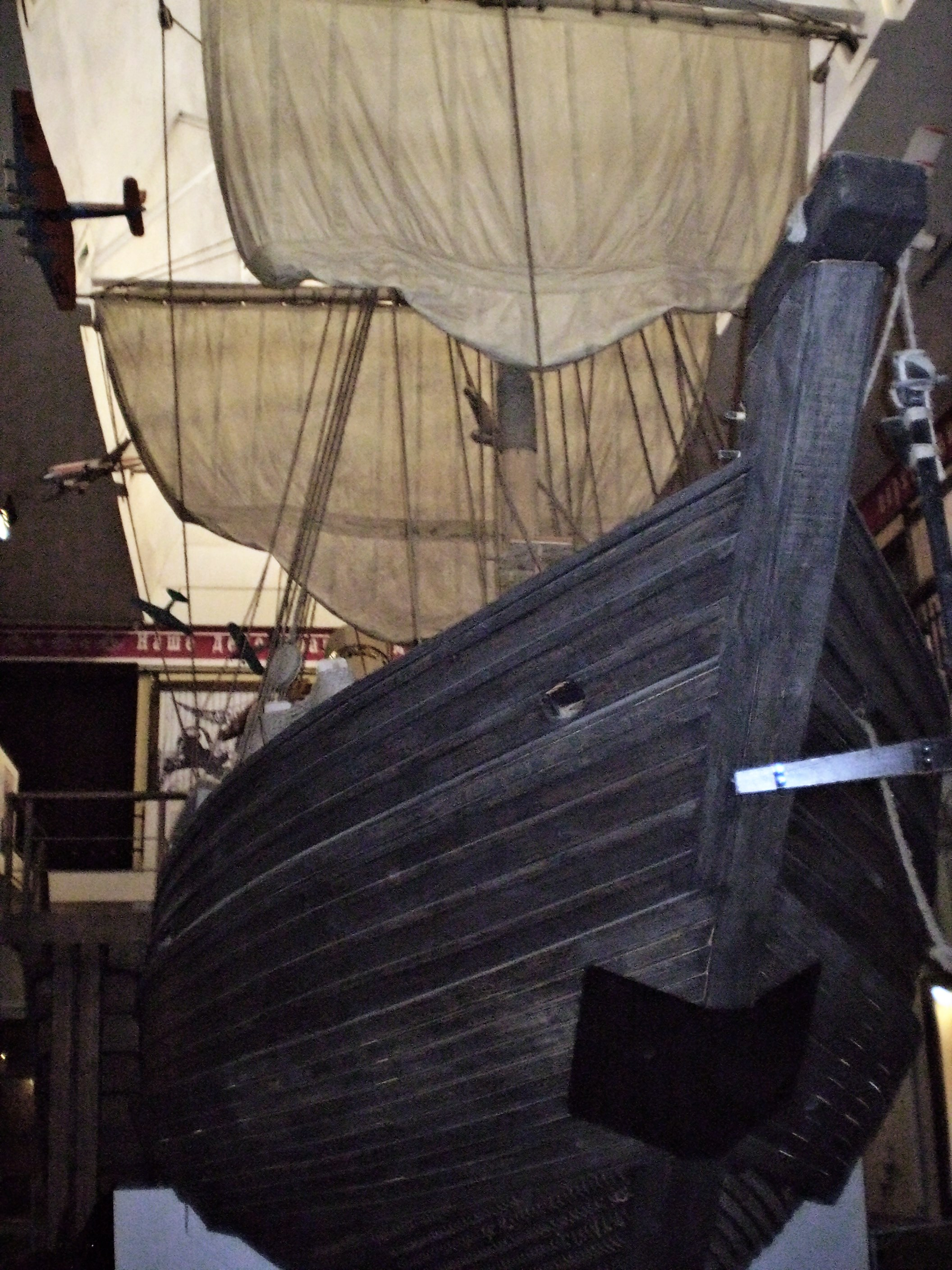
Un Koč del XVII secolo esposto al Museo di Krasnojarsk. I Koč furono i primi rompighiaccio. Inventati nel XI secolo, furono ampiamente utilizzati dai russi nella navigazione circumpolare dell'Artide e lungo i fiumi Siberiani tra il XV e il XVI secolo

Età dell'oro, Età delle esplorazioni geografiche o Rivoluzione geografica sono termini informali e vagamente definiti per indicare il primo periodo moderno, in gran parte sovrapposto alla cosiddetta "Età della vela", che va approssimativamente dal XV al XVIII secolo. In questo periodo, i marinai europei esplorarono regioni di tutto il mondo, la maggior parte delle quali erano già abitate ma sconosciute o quasi ai loro "scopritori". Più recentemente, alcuni studiosi hanno preferito adottare la nomenclatura Periodo di contatto o Età dell'espansione europea.
L'esplorazione marittima, guidata soprattutto dai portoghesi, divenne un potente fattore nella cultura europea, in particolare nell'incontro e nella colonizzazione delle Americhe da parte degli europei. Segna anche una maggiore adozione del colonialismo come politica di governo in diversi Stati europei e, in quanto tale, a volte è sinonimo della prima ondata di colonizzazione europea.
L'esplorazione europea al di fuori del Mediterraneo iniziò con le spedizioni marittime del Portogallo alle Canarie nel 1336. Poco dopo seguirono le scoperte portoghesi degli arcipelaghi atlantici di Madera e delle Azzorre (rivendicati dalla corona portoghese rispettivamente nel 1419 e nel 1427), poi della costa dell'Africa occidentale dopo il 1434, fino all'istituzione della rotta marittima per l'India nel 1498 da parte di Vasco da Gama, oltre ai primi contatti con i territori americani (Azzorre occidentali nel 1452 e Terranova nel 1473) a partire dai Vichinghi. La Corona di Castiglia (Spagna) sponsorizzò invece i viaggi transatlantici di Cristoforo Colombo verso i Caraibi (1492-1504) e la prima circumnavigazione del globo (1519-1522) compiuta da Ferdinando Magellano (completata da Juan Sebastián Elcano). Queste scoperte portarono a numerose spedizioni navali attraverso gli oceani Atlantico, Indiano e Pacifico e a spedizioni terrestri nelle Americhe, in Asia, in Africa e in Australia, che continuarono fino alla fine del XIX secolo, seguite dall'esplorazione delle regioni polari nel XX secolo.
L'esplorazione oceanica europea generò il commercio internazionale e gli imperi coloniali, favorì il contatto tra il Vecchio Mondo (Europa, Asia e Africa) e il Nuovo Mondo (le Americhe), nonché con l'Australia, originando il cosiddetto "scambio colombiano": un ampio trasferimento di piante, animali, cibo, popolazioni umane (compresi gli schiavi), malattie trasmissibili e cultura tra l'emisfero orientale e quello occidentale. L'Età delle scoperte permise la rimodernazione delle mappature del mondo, determinando una nuova visione del globo e il contatto tra civiltà lontane. Contemporaneamente, si propagarono nuove malattie che decimarono popolazioni (fondamentalmente i nativi americani) mai entrate prima in contatto con il Vecchio Mondo. Fu un'epoca fortemente caratterizzata da schiavitù, sfruttamento, conquista militare e dalla crescente influenza economica, tecnologica e culturale dell'Europa sulle popolazioni indigene.

## Etimologia (e speculazioni) della nomenclatura
Il termine consolidato "Età delle scoperte" è ancora comunemente usato. Il concetto di "scoperta" è stato vagliato, mettendo criticamente in luce la storia del termine centrale di questa periodizzazione. Parry ha coniato la nomenclatura alternativa di Età della Ricognizione, poiché non solo fu l'era delle esplorazioni europee in regioni fino ad allora sconosciute, ma ampliò anche la conoscenza geografica e l'empirismo scientifico, in quanto "vide anche le prime grandi vittorie dell'indagine empirica sull'autorità, gli inizi di quella stretta associazione di scienza, tecnologia e lavoro quotidiano che è una caratteristica essenziale del mondo occidentale moderno". Pagden ha asserito che "per tutti gli europei, gli eventi dell'ottobre 1492 costituirono una 'scoperta': qualcosa di cui non avevano alcuna conoscenza si era improvvisamente presentato al loro sguardo." O'Gorman (ispiratore del lavoro di Pagden) sostenne che l'incontro fisico e geografico con nuovi territori fosse meno importante dello sforzo degli europei di integrare questa nuova conoscenza nella loro visione del mondo: la cosiddetta "Invenzione dell'America". Pagden esaminò le origini dei termini "scoperta" e "invenzione" in lingua inglese e nelle lingue romanze. Scoperta deriva da "disco-operio", cioè "scoprire, rivelare, esporre allo sguardo", implicando la preesistenza di ciò che viene rivelato. Non a caso, pochissimi europei dell'epoca usarono il termine "invenzione" e non "scoperta", con la notevole eccezione di Martin Waldseemüller, la cui mappa utilizzò per la prima volta il termine "America".
Il concetto legale centrale della Discovery Doctrine, esposto dalla Corte Suprema degli Stati Uniti nel 1823, si basa sulle affermazioni del diritto delle potenze europee di rivendicare terre durante le loro esplorazioni. Il concetto di "scoperta" è stato utilizzato per rafforzare le rivendicazioni coloniali e l'età della scoperta, ed è stato pertanto contestato a voce alta dalle popolazioni indigene e dai ricercatori, poiché il concetto e la pretesa coloniale di "scoperta" si applicano a terre già caratterizzate da presenza indigena.
Il periodo, chiamato in alternativa Età delle esplorazioni, è stato anche interpretato alla luce del concetto stesso di "esplorazione". La sua comprensione e il suo uso, come per la scienza più in generale, sono stati discussi come strutturati e utilizzati per le imprese coloniali, la discriminazione e lo sfruttamento, combinandosi con concetti come "frontiera" (come nel frontierismo) e destino manifesto, fino all'era contemporanea dell'esplorazione spaziale.
In alternativa, il termine e il concetto di "contatto", come in primo contatto, sono stati usati per sfumare la nomenclatura del periodo, che diverrebbe così Età/Periodo del Contatto, da intendersi come prima parte di un progetto.

## Panoramica

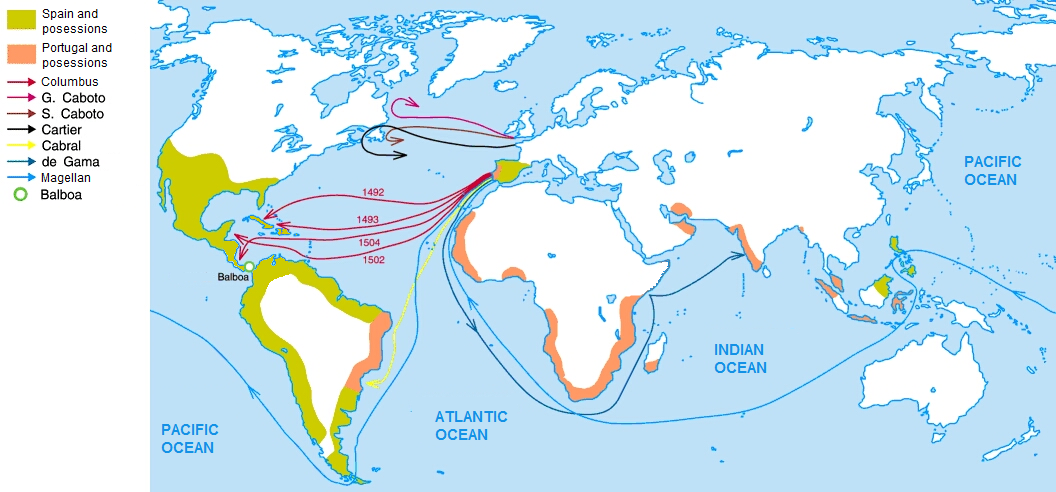
Mappa con le principali rotte dell'Età delle scoperte

I portoghesi iniziarono l'esplorazione sistematica della costa atlantica africana nel 1418, sotto il patrocinio dell'infante Enrico d'Aviz, noto ai posteri come Enrico il Navigatore. Svilupparono un veliero manovrabile, leggero e veloce, la caravella, con la quale poterono sfidare, oltre alle correnti, anche i venti oceanici. Sfruttando tali innovazioni, nel 1488 Bartolomeo Diaz doppiò il Capo di Buona Speranza, aprendo la via marittima verso l'oceano Indiano.
Nel 1492, i re cattolici di Spagna finanziarono il piano del marinaio genovese Cristoforo Colombo, che intendeva raggiungere le Indie orientali navigando verso ovest attraverso l'Atlantico. Colombo approdò su un continente sconosciuto alla maggior parte degli europei, sebbene già esplorato e temporaneamente colonizzato dai norvegesi circa 500 anni prima, e che in seguito venne chiamato "America" in onore dell'esploratore Amerigo Vespucci, il primo a comprendere che si trattava di un "Nuovo Mondo". Per prevenire conflitti tra Portogallo e Spagna, furono emanate quattro bolle papali per dividere il mondo in due regioni di esplorazione/influenza, nelle quali ogni regno titolare aveva diritti esclusivi di rivendicazione sulle terre scoperte; tali disposizioni confluirono poi nel celebre Trattato di Tordesillas, ratificato da papa Giulio II.
Nel 1498 una spedizione portoghese comandata da Vasco da Gama raggiunse l'India doppiando l'Africa, aprendo così il commercio diretto con l'Asia. Mentre altre flotte esplorative venivano inviate dal Portogallo in Nord America, negli anni successivi le armate portoghesi dell'India estesero la rotta oceanica orientale, toccando talvolta il Sud America e inaugurando così un circuito dal Nuovo Mondo all'Asia (a partire dal 1500, sotto il comando di Pedro Álvares Cabral), ed esplorando le isole atlantiche meridionali e quelle dell'oceano Indiano meridionale. Ben presto i portoghesi navigarono ancora più a est, giungendo alle Isole delle Spezie (1512) e in Cina l'anno successivo. Il Giappone fu invece raggiunto solo nel 1543. Nel 1513 lo spagnolo Vasco Núñez de Balboa attraversò l'istmo di Panama e raggiunse l'"altro mare" dal Nuovo Mondo, portando in Europa le prime notizie sull'oceano Pacifico. I vettori occidentale e orientale delle esplorazioni si sovrapposero nel 1522, quando una spedizione spagnola guidata dal portoghese Ferdinando Magellano (successivamente dal basco Juan Sebastián Elcano), navigando verso ovest, completò la prima circumnavigazione del globo, mentre i conquistadores spagnoli esploravano l'interno delle Americhe e, più tardi, alcune delle isole del Pacifico meridionale.
Dal 1495 francesi e inglesi si unirono alla corsa alle esplorazioni, sfidando il monopolio iberico sul commercio marittimo e cercando nuove rotte, prima verso le coste occidentali del Nord e Sud America, a partire dalla prima spedizione inglese guidata da Giovanni Caboto nel 1497, seguita da quelle francesi, e nel Pacifico attorno al Sud America. Gli olandesi si unirono alla "contesa" nel corso del XVI secolo, emulando i portoghesi sulla rotta Africa-India. Scoprirono l'Australia nel 1606, la Nuova Zelanda nel 1642 e le Hawaii nel 1778. Nel frattempo, tra il 1580 e il 1640, i russi esplorarono e conquistarono quasi tutta la Siberia e, negli anni 1730, giunsero fino in Alaska.

### Cronologia
Segue un breve riepilogo delle principali tappe del periodo:
| Anno | Evento                                                                            | Esploratore                | Armatore                   | Note                                                                                                   |
| ---- | --------------------------------------------------------------------------------- | -------------------------- | -------------------------- | --- |
| 1434 | Superamento del Capo Bojador e verifica della possibilità di veleggiare più a sud | Gil Eanes                  | Enrico il Navigatore       | Scoperta nell'ambito della circumnavigazione dell'Africa                                               |
| 1482 | Scoperta ed esplorazione del fiume Congo                                          | Diogo Cão                  | Giovanni II del Portogallo | Scoperta nell'ambito della circumnavigazione dell'Africa                                               |
| 1488 | Doppio del Capo di Buona Speranza e scoperta del passaggio per l'oceano Indiano   | Bartolomeo Diaz            | Giovanni II del Portogallo | Completatamento parziale della circumnavigazione dell'Africa                                           |
| 1492 | Raggiungimento delle Indie Occidentali passando da ovest                          | Cristoforo Colombo         | Re Cattolici               | Spedizione pensata per raggiungere le Indie orientali passando da ovest; in realtà, era un Nuovo Mondo |
| 1498 | Raggiungimento delle Indie Orientali via mare circumnavigando l'Africa            | Vasco da Gama              | Manuele I del Portogallo   | Completamento della circumnavigazione dell'Africa e raggiungimento delle Indie Orientali.              |
| 1500 | Scoperta del Brasile                                                              | Pedro Álvares Cabral       | Manuele I del Portogallo   | Scoperta accidentale delle coste brasiliane durante la seconda Armata d'India (Cabral, 1500)           |
| 1512 | Scoperta delle Isole delle Spezie e dell'Australasia (Pacifico occidentale)       | Albuquerque, Abreu, Serrão | Manuele I del Portogallo   | |
| 1513 | Scoperta dell'oceano Pacifico                                                     | Vasco Núñez de Balboa      | Ferdinando II d'Aragona    | |
| 1520 | Scoperta del passaggio dall'Atlantico al Pacifico                                 | Ferdinando Magellano       | Carlo I di Spagna          | Durante la prima circumnavigazione del globo; lo stretto verrà denominato "Stretto di Magellano"       |
| 1521 | Scoperta delle Filippine                                                          | Ferdinando Magellano       | Carlo I di Spagna          | |
| 1522 | Prima circumnavigazione del globo                                                 | Magellano ed Elcano        | Carlo I di Spagna          | |
| 1606 | Scoperta dell'Australia                                                           | Willem Janszoon            | VOC                        | |
| 1642 | Scoperta della Nuova Zelanda                                                      | Abel Tasman                | VOC                        | |
| 1773 | Scoperta delle isole dell'Antartide                                               | James Cook                 | Giorgio III d'Inghilterra  | |
| 1778 | Scoperta delle isole Hawaii                                                       | James Cook                 | Giorgio III d'Inghilterra  | |

## Contesto

### Aumento del commercio europeo
La caduta dell'Impero romano d'Occidente interruppe buona parte dei collegamenti tra l'Europa e l'Asia. L'Europa cristiana era in gran parte in ristagno economico e commerciale rispetto ai musulmani, che rapidamente conquistarono e incorporarono vasti territori in Medio Oriente e Nordafrica. Le crociate per riconquistare la Terra Santa dai musulmani produssero effimeri risultati militari, ma riallacciarono i contatti tra l'Europa e il Medio Oriente, nonché con le preziose merci ivi fabbricate o commerciate. Dal XII al XV secolo, l'economia europea fu trasformata dall'interconnessione delle rotte commerciali fluviali e marittime, portando l'Europa a creare significative reti commerciali.
Prima del XII secolo, i principali ostacoli al commercio a est dello stretto di Gibilterra erano il controllo musulmano di vaste aree, compresa la penisola iberica, e i monopoli commerciali delle cosiddette "Repubbliche marinare" italiane, in particolare la Repubblica di Venezia e la Repubblica di Genova. La Reconquista spezzò però la morsa musulmana su Gibilterra: il Portogallo si emancipò dal controllo arabo con l'assedio di Lisbona già nel 1147, mentre i restanti regni iberici iniziarono a impegnare sistematicamente gli arabi. Il declino della forza navale del califfato fatimide, iniziato prima della prima crociata, aiutò invece Venezia, Genova e Pisa a dominare il commercio nel Mediterraneo orientale, creando nuove realtà politiche in cui erano i mercanti a dominare la politica. Le repubbliche marinare seppero anche sfruttare il declino della potenza navale bizantina seguito alla morte dell'imperatore Manuele I Comneno (1180), ultimo di una dinastia che aveva stipulato diversi importanti trattati con gli italiani, monopolizzando la rete commerciale bizantina. La conquista normanna dell'Inghilterra (1066) consentì il commercio pacifico nel Mare del Nord. La Lega anseatica, una confederazione di corporazioni mercantili nel nord della Germania lungo il Mare del Nord e il Mar Baltico, fu determinante nello sviluppo commerciale della regione. Nel XII secolo, le Fiandre, l'Hainault e il Brabante producevano i migliori tessuti del nord Europa, il che incoraggiava i mercanti genovesi e veneziani a salpare direttamente dal Mediterraneo attraverso lo stretto di Gibilterra e risalendo la costa atlantica. Nicolòzzo Spinola effettuò il primo viaggio diretto documentato da Genova alle Fiandre nel 1277.

### Tecnologia: il design della nave e la bussola

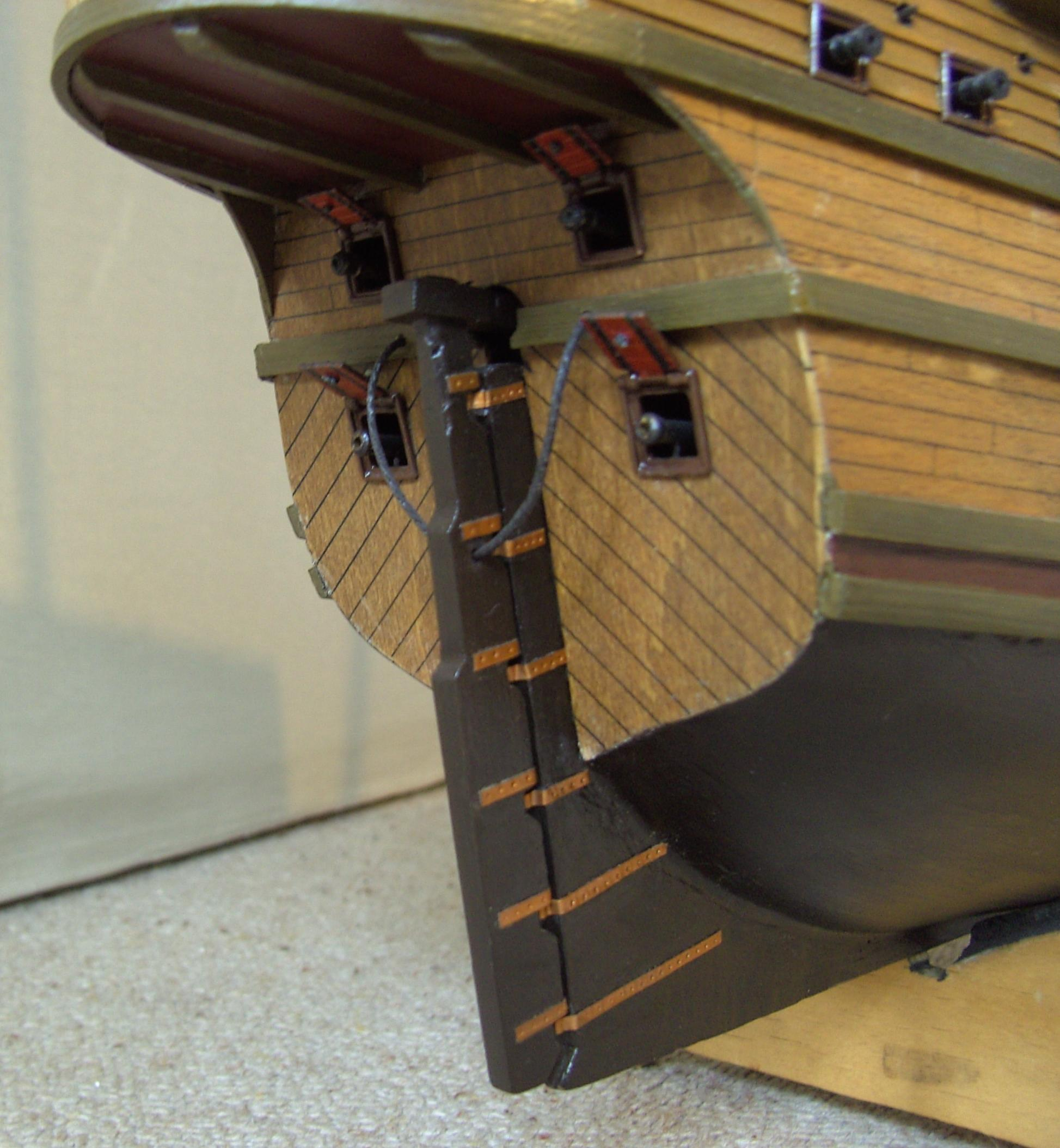
Timone di poppa "a perno e ghiozzo" dell'ammiraglia della Lega anseatica Adler von Lübeck (1567-1581)

I progressi tecnologici che promossero l'Età delle scoperte furono l'adozione della bussola magnetica e lo sviluppo di nuove tipologie di navi.
La bussola rappresentò un'aggiunta agli antichi metodi di navigazione basati sugli avvistamenti del sole e delle stelle. Utilizzata dai marinai cinesi fin dall'XI secolo, era stata adottata dagli arabi nell'Oceano Indiano e si diffuse in Europa alla fine del XII o all'inizio del XIII secolo. Il suo utilizzo per la navigazione nell'Oceano Indiano è menzionato per la prima volta nel 1232. La prima menzione d'uso in Europa risale al 1180. Gli europei usavano una bussola "a secco", con un ago su un perno. Anche la carta dei venti fu un'invenzione europea.
L'evoluzione delle navi fu soprattutto "strutturale" e produsse una nuova generazione di natanti diversi per propulsione e architettura. Anzitutto, la propulsione a vela divenne predominante grazie all'introduzione massiccia della vela triangolare. L'origine di questa innovazione fu sicuramente asiatica: i malesi inventarono la cosiddetta "vela spazzatura", realizzata con stuoie intrecciate rinforzate da bambù, diversi secoli prima dell'era cristiana. Al tempo della dinastia Han (206 a.C. - 220 d.C.), i cinesi usavano tali vele, avendone derivato la tecnologia dai contatti con i malesi che visitavano la loro costa meridionale. Usavano anche la vela al terzo o vela tanja. Tali strumenti resero possibile navigare controvento lungo la costa occidentale africana. L'innovazione ispirò gli arabi a ovest e i polinesiani a est nello sviluppo rispettivamente della vela latina propriamente detta e della vela "chela di granchio". Sempre in Asia, le navi crebbero di dimensioni. I giavanesi costruivano navi mercantili oceaniche chiamate Djong almeno dal I secolo d.C., lunghe più di 50 metri e con opera morta di 4-7 metri. Trasportavano 700 persone insieme a più di 10.000 hú (斛) di carico, pari a circa 250-1.000 tonnellate secondo le stime attuali. Costruite con più tavole per resistere alle tempeste, avevano 4 vele più una civada. I giavanesi raggiunsero l'Impero del Ghana già nell'VIII secolo con queste navi.
Fondamentale fu poi lo sviluppo tecnologico del timone. Ai vecchi timoni "a remo", discendenti del cosiddetto "remo di governo", si sostituì il timone fissato al dritto di poppa con cardini di ferro. L'innovazione (già testimoniata nell'Inghilterra del XII secolo) raggiunse il suo pieno potenziale solo dopo l'introduzione della poppa verticale e della nave a vele complete nel XIV secolo. Per anni gli storici hanno ritenuto che la tecnologia del timone montato a poppa in Europa e nel mondo islamico, introdotta dai viaggiatori nel Medioevo, provenisse dalla Cina, ma in tempi recenti tale ipotesi è stata messa in discussione, rilevando le oggettive differente tra il sistema di montaggio del timone cinese e quello europeo. Questo processo evolutivo portò a nuove navi che, nonostante le loro grandi dimensioni, richiedevano equipaggi ridotti e potevano percorrere lunghe distanze senza fermarsi. I costi di spedizione a lunga distanza diminuirono pertanto significativamente entro il XIV secolo. Natanti più primitivi ma comunque più economici, come le cocche nordeuropee o le galee mercantili mediterranee, restarono in uso ancora a lungo.

### Prime conoscenze geografiche e mappe

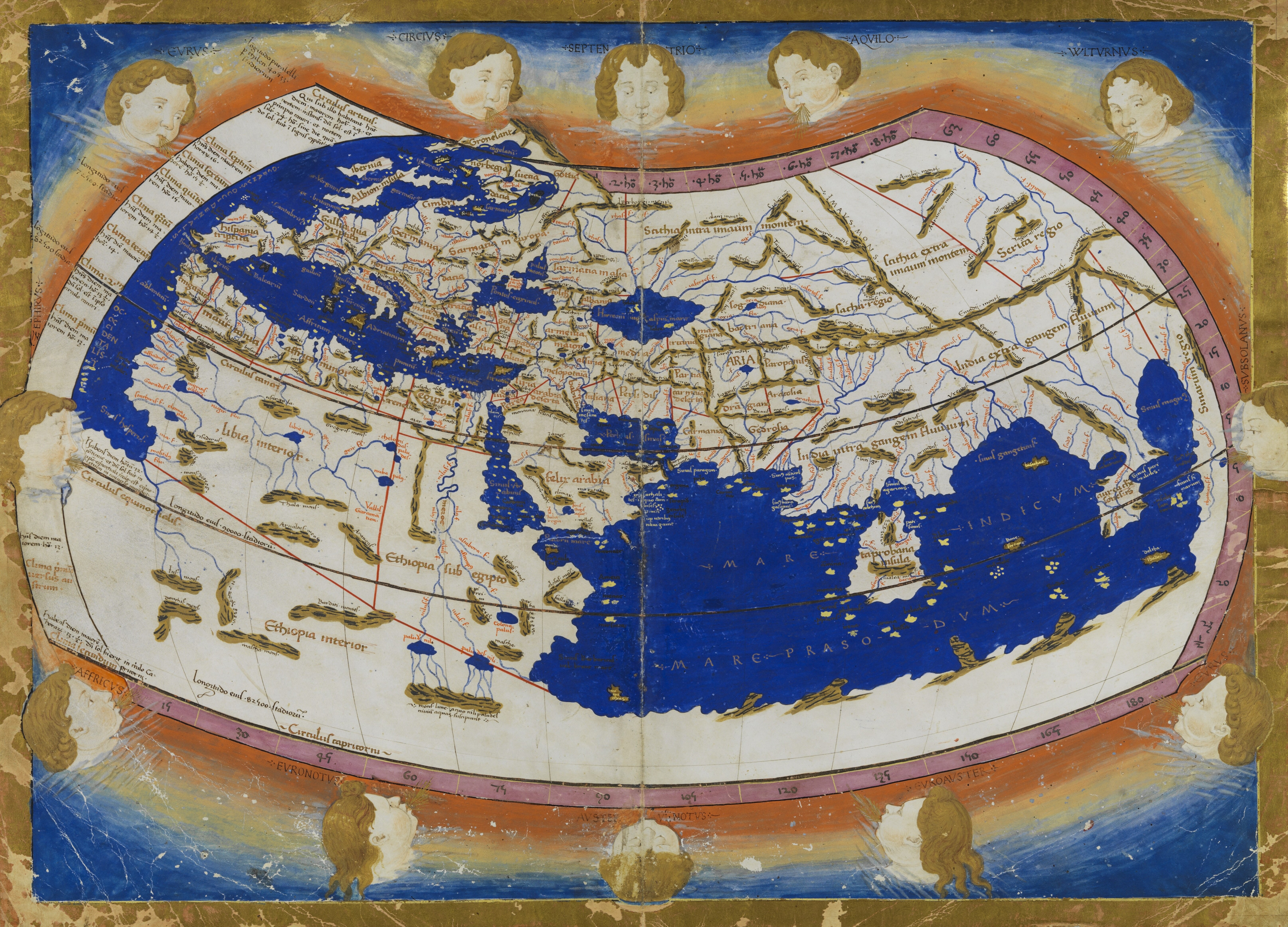
Planisfero tolemaico (II secolo) riproposto nel XV secolo da Nicolaus Germanus

Il Periplus Maris Erythraei (40 o 60 d.C.) descrisse un percorso recentemente scoperto attraverso il Mar Rosso verso l'India, con un dettagliato elenco dei mercati nelle città intorno al Mar Rosso, al Golfo Persico e nell'Oceano Indiano, anche lungo la costa orientale dell'Africa. Afferma che "al di là di questi luoghi l'oceano inesplorato curva verso ovest e, percorrendo le regioni a sud dell'Etiopia, della Libia e dell'Africa, si confonde con il mare occidentale (oceano Atlantico?)". La conoscenza medievale europea dell'Asia al di là di Bisanzio era ricavata da resoconti parziali, spesso oscurati da leggende, risalenti al tempo delle conquiste di Alessandro Magno e dei Diadochi.
Un'altra fonte erano le reti commerciali ebraiche dei radhaniti, stabilite come intermediari tra l'Europa e il mondo musulmano durante il periodo degli stati crociati.
Nel 1154 il geografo arabo Muhammad al-Idrisi creò una descrizione del mondo e una mappa, la Tabula Rogeriana, alla corte del re Ruggero II di Sicilia; tuttavia l'Africa vi era solo parzialmente descritta perché gli arabi stessi ne avevano conoscenza limitata. Sebbene ci fossero segnalazioni del grande Sahara africano, la conoscenza per gli europei si limitava alle coste del Mediterraneo e poco altro, poiché il blocco arabo del Nord Africa precludeva l'esplorazione dell'entroterra. La conoscenza della costa atlantica africana era frammentaria e derivava principalmente da antiche mappe greche e romane, a loro volta basate sulla conoscenza cartaginese e sull'esplorazione romana della Mauritania. Il Mar Rosso era poco conosciuto e solo i contatti commerciali delle repubbliche marinare (in particolare Venezia) favorivano la raccolta di conoscenze marinare più accurate.
Le rotte commerciali dell'Oceano Indiano erano monopolio degli arabi. Tra il 1405 e il 1421, l'imperatore Yongle della Cina Ming sponsorizzò una serie di missioni tributarie a lungo raggio sotto il comando di Zheng He (Cheng Ho). Le flotte visitarono l'Arabia, l'Africa orientale, l'India, il sud-est asiatico e la Thailandia, ma i viaggi, riportati da Ma Huan, un viaggiatore e traduttore musulmano, furono interrotti bruscamente dopo la morte dell'imperatore e non ebbero seguito, poiché la dinastia Ming avviò il cosiddetto Haijin, una politica di isolazionismo (vedi seguito).
Nel 1400 una traduzione latina della Geographia di Tolomeo giunse in Italia da Costantinopoli. La riscoperta della conoscenza geografica romana fu una rivelazione, sia per la creazione di mappe sia per la visione del mondo, sebbene rafforzasse l'idea che l'oceano Indiano fosse privo di sbocchi con altri mari.

### Commercio europeo medievale (1241-1438)

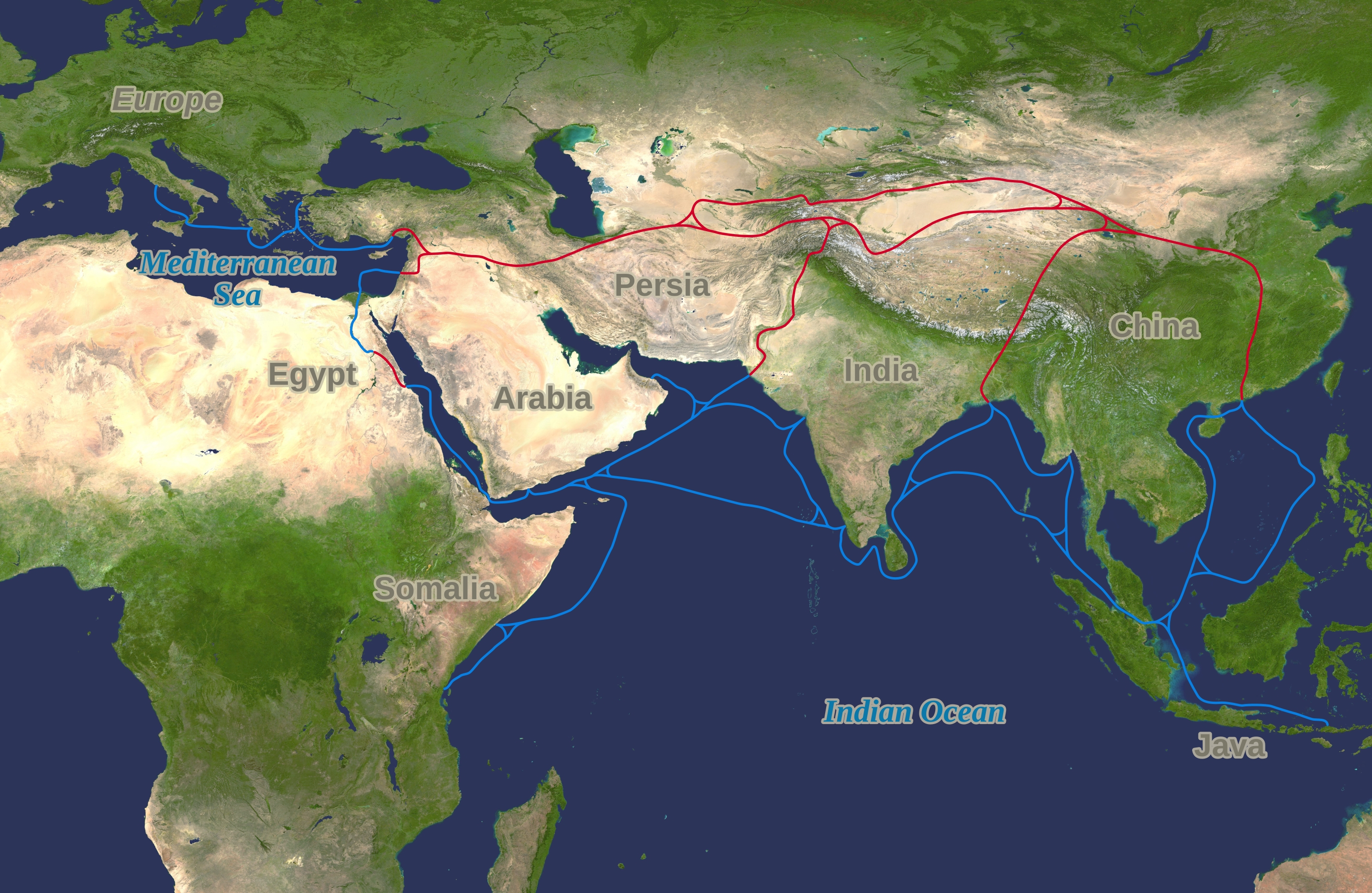
La Via della Seta e le rotte commerciali delle spezie successivamente bloccate dall'Impero ottomano nel 1453 stimolando l'esplorazione per trovare rotte marittime alternative

Il preludio all'Età delle scoperte furono le spedizioni europee che attraversarono l'Eurasia via terra nel tardo Medioevo. I mongoli avevano minacciato l'Europa, ma gli stati mongoli unificarono anche gran parte dell'Eurasia e, dal 1206 in poi, la Pax Mongolica consentì rotte commerciali sicure e linee di comunicazione estese dal Medio Oriente alla Cina. Mercanti europei ne approfittarono per esplorare l'Oriente. La maggior parte di essi era italiana, poiché il commercio tra l'Europa e il Medio Oriente era monopolio delle repubbliche marinare. Gli stretti legami italiani con il Levante suscitarono grande curiosità e interesse commerciale verso i paesi più orientali.
Sono poche le testimonianze di mercanti del Nord Africa e della regione mediterranea attivi nell'Oceano Indiano nel tardo medioevo.
Le ambasciate cristiane inviate a Karakorum durante le "invasioni mongole della Siria" ottennero maggiori informazioni geografiche sul mondo. Fu per primo Giovanni da Pian del Carpine, inviato da papa Innocenzo IV al Gran Khan, a viaggiare fino in Mongolia e ritornarne (1241-1247). Nello stesso periodo, il principe russo Jaroslav di Vladimir, e successivamente i suoi figli Aleksandr Nevskij e Andrea II di Vladimir, si recarono nella capitale mongola. Pur avendo forti implicazioni politiche, i loro viaggi non hanno lasciato resoconti dettagliati. Seguirono altri viaggiatori, come il francese André de Longjumeau e il fiammingo Guglielmo di Rubruck, che raggiunsero la Cina attraverso l'Asia centrale. Il veneziano Marco Polo dettò un resoconto dei viaggi in tutta l'Asia dal 1271 al 1295, sostenendo di essere stato ospite alla corte della dinastia Yuan di Kublai Khan; noto come Il Milione, il successo editoriale fu di portata europea.

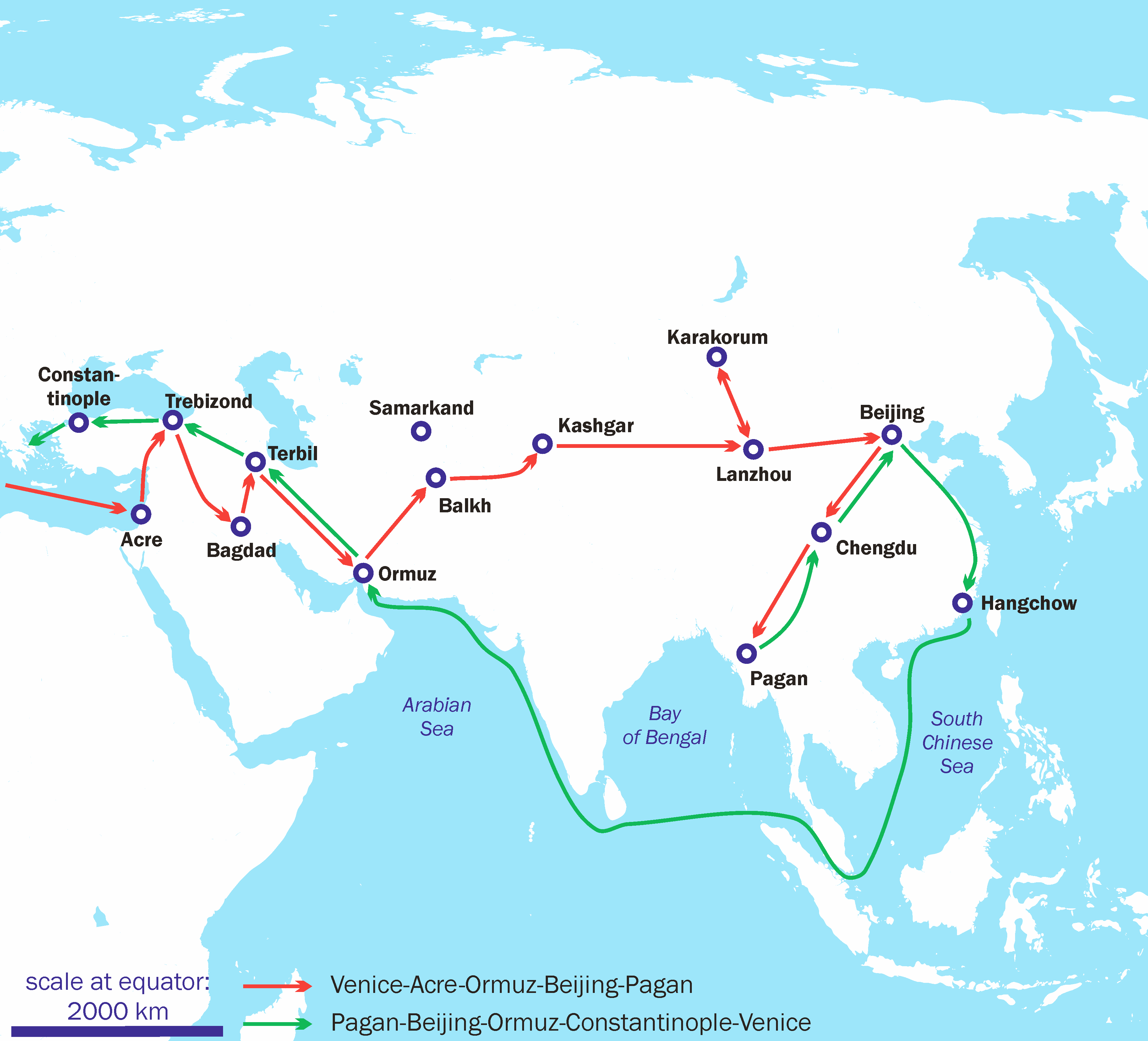
Itinerario di Marco Polo (1271-1295)

La flotta musulmana a guardia dello stretto di Gibilterra fu sconfitta nel 1291 dai genovesi, che tentarono poi la prima esplorazione atlantica: i fratelli Ugolino e Vadino Vivaldi salparono da Genova con due galee, ma scomparvero al largo delle coste marocchine, alimentando i timori dei viaggi oceanici. Dal 1325 al 1354, uno studioso marocchino di Tangeri, Ibn Battuta, viaggiò attraverso il Nord Africa, il deserto del Sahara, l'Africa occidentale, l'Europa meridionale, l'Europa orientale, il Corno d'Africa, il Medio Oriente e l'Asia fino alla Cina. Dettò poi un resoconto dell'impresa, I viaggi, a uno studioso che incontrò a Granada. Tra il 1357 e il 1371, un libro di presunti viaggi compilato da John Mandeville acquisì una popolarità straordinaria. Nonostante la natura inaffidabile e spesso fantasiosa dei suoi resoconti, fu usata come riferimento per l'Oriente, l'Egitto e il Levante in generale, affermando l'antica credenza che Gerusalemme fosse l'Axis mundi, il "centro del mondo".
Dopo il periodo delle relazioni timuride con l'Europa, nel 1439 Niccolò Da Conti pubblicò un resoconto dei suoi viaggi come mercante musulmano in India e nel sud-est asiatico; più tardi, tra il 1466 e il 1472, il russo Afanasij Nikitin di Tver' si recò in India e raccolse la sua esperienza nel Choždenie za tri morja ("Viaggio attraverso i tre mari").
Questi viaggi via terra ebbero scarso effetto immediato. L'Impero mongolo crollò con la stessa rapidità con cui si era formato e la rotta verso est tornò difficile e pericolosa. La peste nera del XIV secolo contribuì a bloccare viaggi e commerci. Infine, l'ascesa dell'Impero ottomano limitò ulteriormente le possibilità del commercio terrestre europeo con l'Asia.

### Le spedizioni oceaniche cinesi (1405-1433)

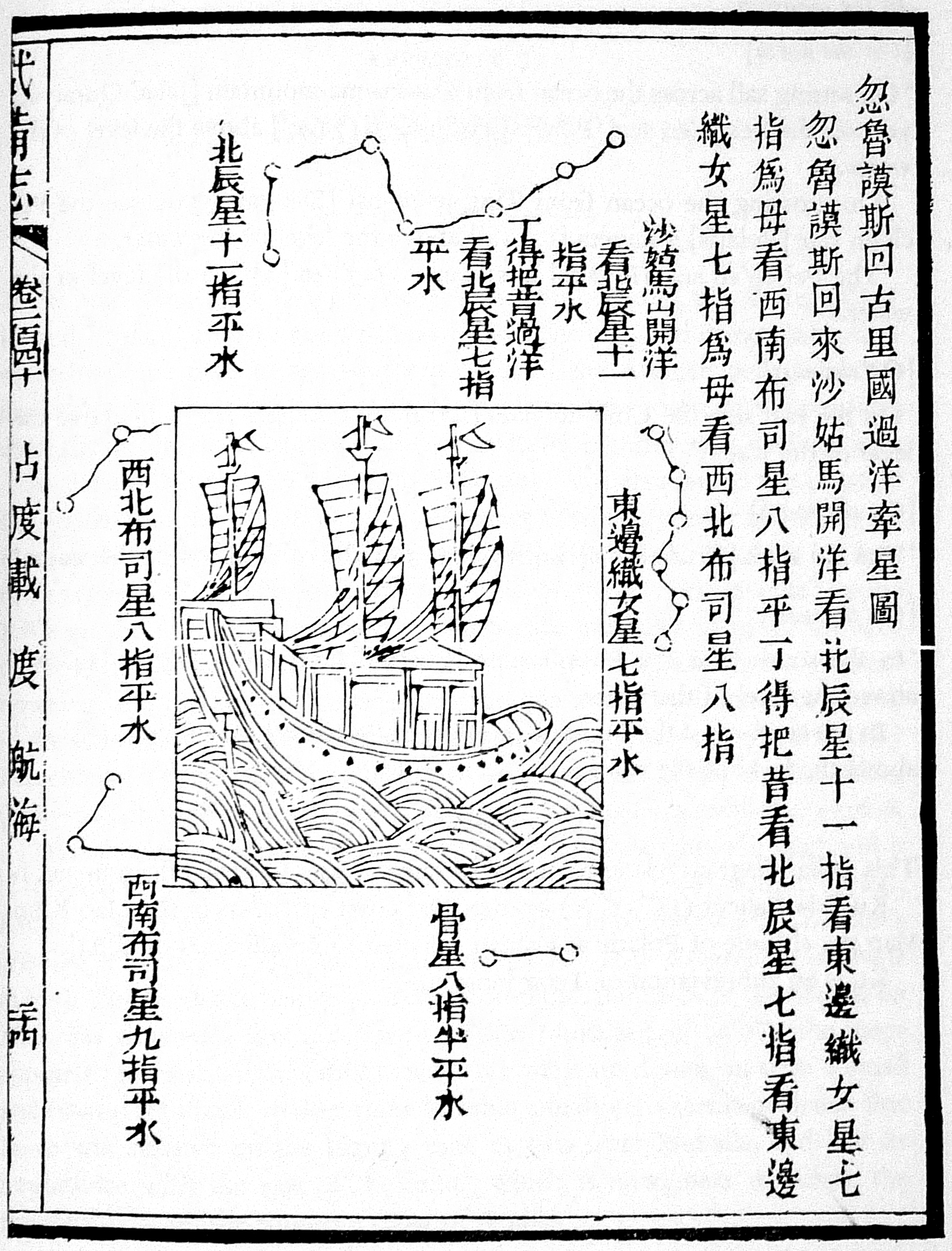
"Mappa di Mao Kun", ritenuta basata sui viaggi di Zheng He, che mostra le direzioni di navigazione tra i porti dell'Asia sudorientale e fino a Malindi, a Wu Bei Zhi (1628)

I cinesi avevano ampi collegamenti commerciali, terrestri e marittimi, con l'Asia, il Medio Oriente (specialmente l'Egitto) e l'Africa orientale sin dalla dinastia Tang (618-907 d.C.). Tra il 1405 e il 1421, il terzo imperatore Ming, Yongle, sponsorizzò una serie di missioni tributarie a lungo raggio nell'Oceano Indiano al comando dell'ammiraglio Zheng He. Per quanto importanti, questi viaggi non portarono a collegamenti permanenti con i territori d'oltremare a causa della successiva scelta isolazionista della Cina, che pose fine alle spedizioni e alla trasmissione delle conoscenze.
Una grande flotta di nuove giunche fu preparata per queste spedizioni. La più grande di queste giunche – che i cinesi chiamavano bao chuan ("navi del tesoro") – potrebbe aver misurato 121 metri (400 piedi) da poppa a prua e aver imbarcato migliaia di marinai. La prima spedizione partì nel 1405. Furono varate almeno sette spedizioni ben documentate, ognuna più grande e costosa della precedente. Le flotte visitarono l'Arabia, l'Africa orientale, l'India, l'arcipelago malese e la Thailandia (all'epoca chiamata Siam), scambiando merci lungo il percorso. Portavano in dono oro, argento, porcellana e seta che venivano scambiati con struzzi, zebre, cammelli, avorio e giraffe. Dopo la morte dell'imperatore, Zheng He guidò un'ultima spedizione partendo da Nanchino nel 1431 e tornando a Pechino nel 1433. È molto probabile che quest'ultima spedizione sia arrivata fino al Madagascar. I viaggi furono descritti dal traduttore musulmano Ma Huan, che accompagnò Zheng He in tre delle sette spedizioni: il resoconto fu pubblicato come Yingya Shenglan ("Ricognizione delle coste oceaniche") nel 1433.
I viaggi ebbero un effetto significativo e duraturo nell'organizzazione di una rete marittima, utilizzando e creando nodi e condutture, ristrutturando così le relazioni e gli scambi internazionali e interculturali. Furono particolarmente efficaci poiché nessun altro sistema politico aveva esercitato il dominio navale su tutti i settori dell'Oceano Indiano prima di queste imprese. I Ming promossero nodi alternativi come strategia per stabilire il controllo sulla rete. Ad esempio, a causa del coinvolgimento cinese, porti come Malacca (nel sud-est asiatico), Kochi (sulla costa del Malabar) e Malindi (sulla costa swahili) crebbero come alternative chiave ad altri porti importanti e consolidati. L'apparizione della flotta Ming generò ulteriore competizione economico-politica tra i potentati coinvolti nel commercio con la Cina.
I viaggi portarono anche all'integrazione regionale dell'Oceano Occidentale e all'aumento della circolazione internazionale di persone, idee e merci. Fornirono supporto a discorsi cosmopoliti che sbocciarono a bordo della flotta del tesoro Ming, nelle capitali Ming di Nanchino e Pechino e nei banchetti organizzati dalla corte Ming per i rappresentanti stranieri. Diversi gruppi di persone provenienti da tutti i porti si riunivano, interagivano e viaggiavano insieme mentre la flotta del tesoro Ming salpava da e verso la Cina. Per la prima volta nella sua storia, la regione marittima compresa tra la Cina e l'Africa si trovò sotto il controllo di una singola potenza imperiale, creando così uno spazio autenticamente cosmopolita.
Questi viaggi a lunga distanza, non ebbero seguito a causa dell'introduzione della politica di Haijin da parte dei Ming subito dopo la morte di Yongle. I cinesi persero interesse per quelle che chiamavano "terre barbariche" e scelsero un progressivo isolamento. Gli imperatori successivi considerarono le spedizioni dannose per lo Stato: l'imperatore Hongxi pose rapidamente fine alle imprese marittime, mentre l'imperatore Xuande soppresse gran parte delle informazioni sui viaggi di Zheng He, archiviando relazioni e testimonianze e promuovendo una visione più chiusa e autarchica della società cinese.
In questo modo, mentre l'Europa si avviava verso una nuova stagione di esplorazioni oceaniche e scoperte geografiche, la Cina – dopo aver dimostrato di possedere capacità tecniche, navali e organizzative superiori – decise deliberatamente di abbandonare ogni politica espansionistica oltremare, lasciando agli europei il ruolo di protagonisti nella successiva globalizzazione dei commerci e dei contatti tra i continenti.

## Oceano Atlantico (1419-1507)

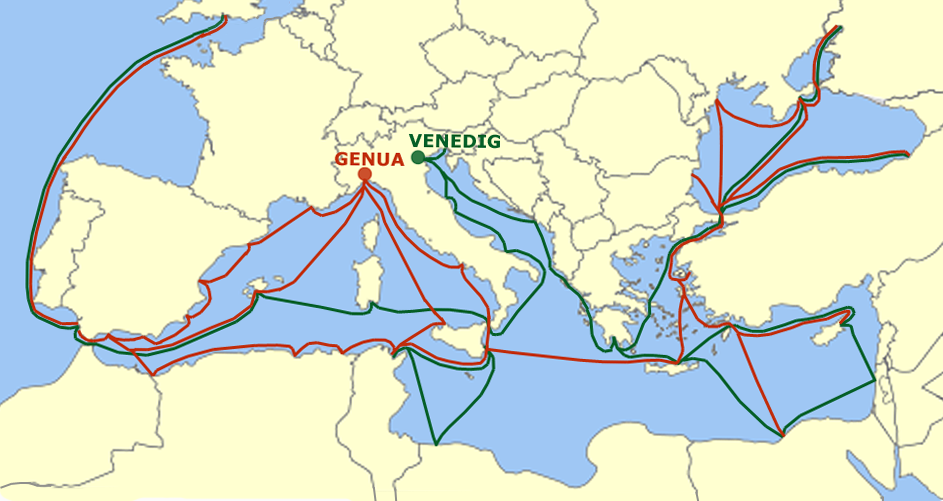
Rotte commerciali marittime genovesi (rosso) e veneziano (verde) nel Mediterraneo e nel Mar Nero

Dall'VIII al XV secolo, le repubbliche marinare detennero il monopolio del commercio europeo con il Medio Oriente di seta e spezie (cioè spezie alimentari, incenso, erbe, droghe e oppio), traendone enormi benefici. Le spezie erano tra i prodotti più costosi e richiesti del Medioevo, poiché venivano utilizzate nella medicina medievale, nei riti religiosi, nella cosmesi e nella profumeria, oltre che come additivi alimentari e conservanti. Erano tutti prodotti importati dall'Asia e dall'Africa.
Commercianti musulmani dello Yemen e dell'Oman monopolizzavano le rotte marittime dell'Oceano Indiano, da Ormus nel Golfo Persico e Gedda nel Mar Rosso fino ai grandi empori commerciali dell'India, principalmente Kozhikode, e da lì fino all'Estremo Oriente. Dal Medio Oriente, le rotte carovaniere raggiungevano le coste del Mediterraneo. I mercanti veneziani distribuivano queste merci in Europa fino all'ascesa dell'Impero ottomano, che con la conquista di Costantinopoli nel 1453 escluse gli europei da importanti rotte combinate terra-mare.
Costretta a ridurre le proprie attività nel Mar Nero a causa del conflitto con Venezia, Genova si focalizzò sul commercio nordafricano di grano e olio d'oliva (apprezzato anche come fonte di energia) e sulla ricerca di argento e oro, di cui gli europei avevano un costante deficit, poiché la moneta era unilateralmente consumata per importare prodotti dall'Oriente. Diverse miniere europee furono contestualmente esaurite e la mancanza di lingotti portò allo sviluppo di un complesso sistema bancario per gestire i rischi nel commercio. La prima vera banca statale, il Banco di San Giorgio, fu fondata proprio a Genova nel 1407. Navigando fino a Bruges (Fiandre) e in Inghilterra, i genovesi finirono per stabilire comunità in Portogallo, che seppe trarre profitto dalla loro esperienza e competenza finanziaria.
La navigazione europea era stata fino ad allora limitata al semplice cabotaggio, guidato da portolani e carte nautiche che indicavano solo rotte costiere comprovate attraverso punti di riferimento visibili dalla costa: i marinai partivano da un punto noto, seguivano la rotta della bussola e cercavano di identificare la loro posizione in base ad altri punti di riferimento. Per le prime esplorazioni oceaniche, gli europei occidentali utilizzarono la bussola, i progressi nella cartografia e nell'astronomia; strumenti di navigazione arabi come l'astrolabio e il quadrante facilitarono la navigazione celeste.

### Esplorazione portoghese

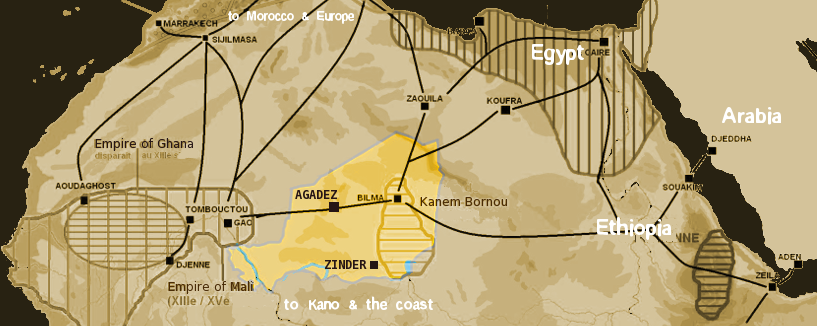
Vie commerciali trans-sahariane c. 1400, con il moderno Niger evidenziato

Nel 1297, re Dionigi del Portogallo s'interessò personalmente alle esportazioni e nel 1317 fece un accordo con il mercante genovese Emanuele Pessagno (pt. Pessanha), nominandolo primo ammiraglio della Marinha Portuguesa, con l'obiettivo di difendere il paese dalle incursioni dei pirati musulmani. Le epidemie di peste bubbonica portarono a un grave spopolamento nella seconda metà del XIV secolo: solo il mare offriva alternative e la maggior parte della popolazione si stabilì nelle zone costiere per pescare e commerciare. Tra il 1325 e il 1357 Alfonso IV del Portogallo incoraggiò il commercio marittimo e ordinò le prime esplorazioni. Le Isole Canarie, già note ai genovesi, furono dichiarate ufficialmente scoperte sotto il patrocinio dei portoghesi ma nel 1344 Castiglia le contese, allargando la rivalità tra i due regni iberici al mare.
Per garantirsi il monopolio sul commercio mediterraneo, gli europei (a cominciare dai portoghesi) tendevano a installare un sistema commerciale basato su forza militare e intimidazione per deviare il commercio su porti controllati ove tassarlo. Fu così che nel 1415 Giovanni I del Portogallo conquistò Ceuta, snodo nevralgico delle vie commerciali trans-sahariane e del commercio lungo la costa africana. Uno dei figli di Giovanni, l'Infante Enrico il Navigatore, realizzò proprio a Ceuta le possibilità di profitto del commercio di spezie, oro e schiavi che per secoli erano state monopolio dei Mori nordafricani.
Enrico voleva sapere fino a che punto si estendevano i territori musulmani in Africa, sperando di aggirarli e commerciare direttamente con l'Africa occidentale via mare e trovare alleati nelle leggendarie terre cristiane a sud come quello del mitico Prete Gianni e per sondare la possibilità di raggiungere le Indie, fonte del lucroso commercio delle spezie, via mare. Sponsorizzò pertanto viaggi lungo la costa della Mauritania, riunendo mercanti, armatori e altre parti interessate nella ricerca di nuove rotte marittime. Ben presto furono raggiunte le isole atlantiche di Madera (1419), colonizzate da João Gonçalves Zarco, e le Azzorre (1427). A quel tempo, gli europei non sapevano cosa si trovasse oltre Capo Non (attuale Cape Chaunar) sulla costa africana e se fosse possibile tornare una volta attraversatolo. I miti nautici mettevano in guardia dai mostri oceanici e da un confine del mondo ma le spedizioni di Enrico sfidarono tali credenze e, a partire dal 1421, la navigazione sistematica lo superò, raggiungendo il ben più ostico Capo Bojador che nel 1434 uno dei capitani di Enrico, Gil Eanes, doppiò sfatandone la leggenda nera.
Enormi benefici portò l'introduzione della caravella a metà del XV secolo, una piccola nave in grado di navigare al vento più di qualsiasi altra in Europa all'epoca. Evolute dalle navi da pesca, le caravelle furono le prime a poter abbandonare il cabotaggio e navigare in sicurezza in aperto Atlantico. Per la navigazione astronomica, i portoghesi utilizzarono le Effemeridi che conobbero una notevole diffusione sempre nel Quattrocento: erano carte astronomiche che tracciavano la posizione delle stelle in un periodo di tempo distinto. Pubblicato nel 1496 dall'astronomo, astrologo e matematico ebreo Abraham Zacuto, l'Almanacco perpetuo includeva alcune di queste tavole per i movimenti delle stelle che hanno rivoluzionato la navigazione, consentendo il calcolo della latitudine. La longitudine esatta, invece, rimase elusiva e i marinai lottarono per determinarla per secoli. Utilizzando la caravella, l'esplorazione sistematica proseguiva sempre più a sud, avanzando in media di un grado all'anno. Il Senegal e la Penisola di Capo Verde furono raggiunti nel 1445 e nel 1446 Álvaro Fernandes si spinse quasi fino all'attuale Sierra Leone.
Nel 1453 la conquista ottomana di Costantinopoli fu un duro colpo per la cristianità e per i rapporti commerciali consolidati che collegavano con l'Oriente. Nel 1455 papa Niccolò V emanò la bolla Romanus Pontifex che rafforzava la precedente Dum Diversas (1452), concedendo le terre e i mari scoperti al di là di Capo Bojador a Alfonso V del Portogallo e ai suoi successori, con diritti di commercio e conquista contro musulmani e pagani, gettando le basi per la visione politica lusitana dell'Atlantico come Mare clausum. Alfonso commissionò nel 1459 il famoso "Mappamondo di Fra Mauro".
Nel 1456 Diogo Gomes raggiunse l'arcipelago di Capo Verde e nel decennio successivo diversi capitani al servizio di Enrico (es. il genovese Antonio de Noli e il veneziano Alvise Da Mosto) scoprirono le restanti isole, occupate durante il secolo, ed entro il 1460 raggiunsero il Golfo di Guinea.

#### Esplorazione portoghese dopo Enrico il Navigatore

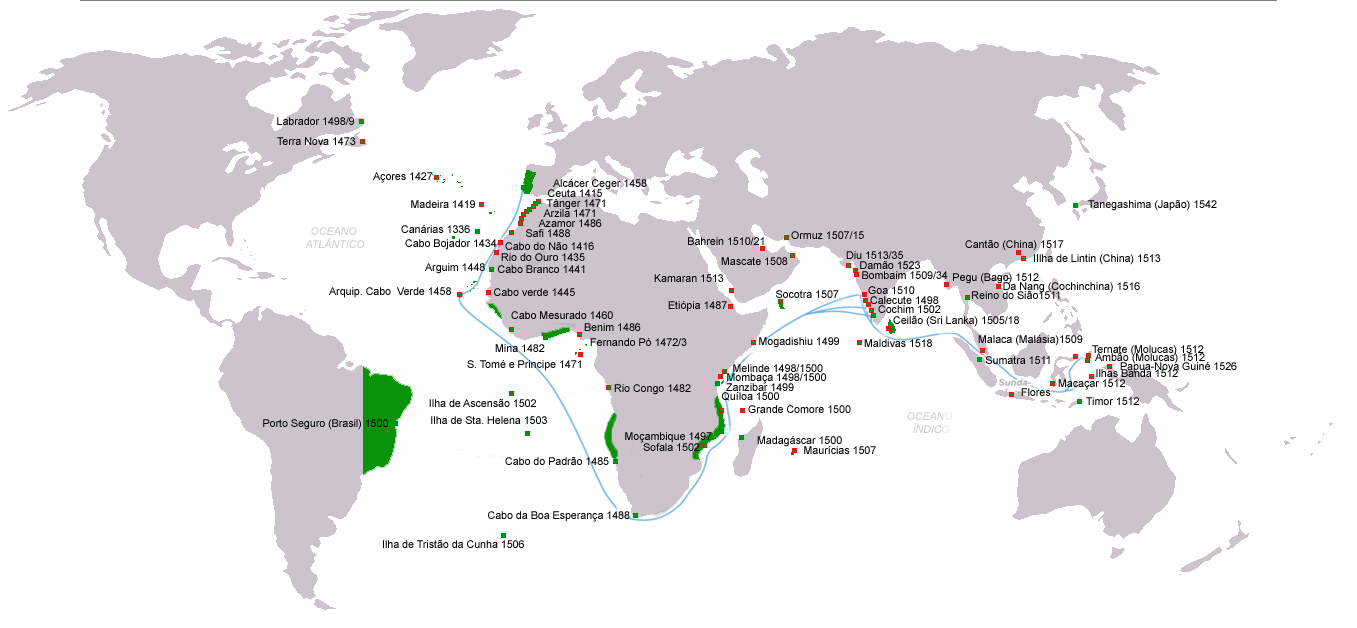
Mappa delle scoperte portoghesi (in verde) al tempo di re Giovanni III del Portogallo

Nel 1460 Pedro da Sintra raggiunse la Sierra Leone. Enrico il Navigatore morì nel novembre di quell'anno dopo di che, viste le magre entrate, la Corona affidò l'esplorazione al mercante di Lisbona Fernão Gomes (1469) che, in cambio del monopolio sul commercio nel Golfo di Guinea, doveva esplorare 161 chilometri di costa all'anno per cinque anni. Con la sua sponsorizzazione, gli esploratori João de Santarém, Pêro Escobar, Lopo Gonçalves, Fernão do Pó e Pedro de Sintra andarono ben oltre l'obiettivo: raggiunsero l'emisfero australe (usavano ormai la Croce del Sud come riferimento per la navigazione celeste) e le isole del Golfo di Guinea, tra cui São Tomé e Príncipe ed Elmina in quella che venne chiamata la "Costa dell'Oro" nel 1471 (odierno Ghana) perché vi fu trovato un fiorente commercio alluvionale di oro tra i nativi e commercianti arabi e berberi.
Nel 1478, durante la guerra di successione castigliana, vicino alla costa di Elmina fu combattuta una grande battaglia tra una flotta castigliana di 35 caravelle e una flotta portoghese per l'egemonia del commercio della Guinea (oro, schiavi, avorio e pepe). La vittoria arrise ai portoghesi, seguita dal riconoscimento ufficiale da parte dei Re Cattolici della sovranità lusitana sulla maggior parte dei territori contesi dell'Africa occidentale, sanciti dal Trattato di Alcáçovas del 1479. Fu la prima "guerra coloniale" tra potenze europee.
Nel 1481, il neo-incoronato Giovanni II del Portogallo costruì il Castello di Elmina per vigilarvi sulla raccolta dell'oro. Nel 1482 il fiume Congo fu esplorato da Diogo Cão che nel 1486 proseguì fino a Cape Cross (odierna Namibia).

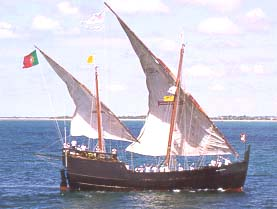
Caravella tipo Caravela latina, la nave introdotta a metà del XV secolo per l'esplorazione oceanica dai portoghesi

La successiva svolta fu nel 1488, quando Bartolomeo Diaz doppiò la punta meridionale dell'Africa, da lui chiamata "Capo delle Tempeste" (pt. Cabo das Tormentas), ancorando a Mossel Bay e poi navigando verso est fino alla foce del Great Fish River, dimostrando che l'Oceano Indiano era accessibile dall'Atlantico contrariamente a quanto sostenuto da Tolomeo. Contemporaneamente Pêro da Covilhã aveva segretamente raggiunto l'Etiopia dopo aver raccolto importanti informazioni sulla costa del Mar Rosso e della Quenia, a supporto dell'imminente ricerca della rotta marittima per le Indie. Il Capo stesso fu ribattezzato dal re Giovanni "Capo di Buona Speranza" (pt. Cabo da Boa Esperança) per il grande ottimismo che pervadeva i portoghesi.
Sulla base di storie posteriori relative alla cosiddetta "Isola fantasma" o Bacalao e delle incisioni su Roccia di Dighton, alcuni ipotizzano che il portoghese João Vaz Corte-Real giunse a Terranova nel 1473 ma si tratta di fonti inaffidabili e/o poco convincenti.

### Esplorazione spagnola: l'approdo di Colombo nelle Americhe

I quattro viaggi di Cristoforo Colombo (1492-1503)

La rivale iberica del Portogallo, il Regno di Castiglia e León, aveva iniziato a stabilire il suo dominio sulle Canarie nel 1402 salvo poi involversi in contese civili e riaprire il conflitto con i musulmani per gran parte del XV secolo. Alla fine del secolo, complice l'unificazione delle corone di Castiglia e Aragona, la Spagna s'impegnò nella ricerca di nuove rotte commerciali oltreoceano. La Corona d'Aragona era stata un importante potentato marittimo nel Mediterraneo, controllando territori nella Spagna orientale, nel sud-ovest della Francia, la Sicilia, Malta, il Regno di Napoli, la Sardegna e financo possedimenti continentali in Grecia. Nel 1492 i Re cattolici di Spagna conquistarono il Sultanato di Granada che forniva alla Castiglia beni africani tramite tributi e decisero di finanziare la spedizione di Cristoforo Colombo nella speranza di aggirare il monopolio del Portogallo sulle rotte marittime dell'Africa occidentale raggiungendo "le Indie " (Asia orientale e meridionale) con una rotta a ovest. Per due volte, nel 1485 e nel 1488, Colombo aveva presentato il progetto a Giovanni II del Portogallo che l'aveva respinto.
La sera del 3 agosto 1492 Colombo partì da Palos de la Frontera con tre navi: una nau, Santa María (anche Gallega, i.e. "Galiziana"), e due caravelle, Pinta ("Dipinta") e Santa Clara poi nota come Niña ("Piccola"). Raggiunse le Canarie, dove fece rifornimento per quello che si rivelò essere un viaggio di cinque settimane attraverso l'oceano, attraversando una sezione dell'Atlantico che divenne nota come Mar dei Sargassi.

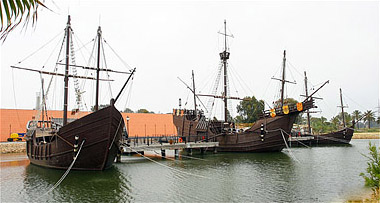
Repliche delle Niña, Pinta e Santa María a Palos de la Frontera, Spagna

La terra fu avvistata il 12 ottobre 1492 e Colombo chiamò l'isola (una delle isole dell'arcipelago delle Bahamas ma quale è ancora oggetto di contesa) San Salvador, in quelle che pensava essere le Indie Orientali. Colombo esplorò poi la costa nord-orientale di Cuba (28 ottobre) e la costa settentrionale di Hispaniola entro il 5 dicembre. Fu ricevuto dal cacicco degli Guacanagaríx che gli permise di costruire un insediamento.
Colombo lasciò 39 uomini e fondò La Navidad in quella che oggi è Haiti. Prima di tornare in Spagna, rapì 10/25 indigeni che portò con sé. Solo 7/8 di questi "indiani" arrivarono vivi in Spagna ove fecero una certa impressione a Siviglia.
Al ritorno, una tempesta costrinse Colombo ad attraccare a Lisbona (4 marzo 1493) ma dopo una settimana in Portogallo salpò per la Spagna e il 15 marzo 1493 arrivò a Barcellona, dove fece rapporto alla regina Isabella e al re Ferdinando. La notizia della sua scoperta di nuove terre si diffuse rapidamente in tutta Europa.
Colombo e altri esploratori spagnoli furono inizialmente delusi dalle loro scoperte: a differenza dell'Africa o dell'Asia, gli isolani dei Caraibi avevano poco da commerciare. Le isole divennero così il fulcro di sforzi di colonizzazione. Fu solo quando fu esplorato il continente che la Spagna trovò la ricchezza che andava cercando.

### Trattato di Tordesillas (1494)

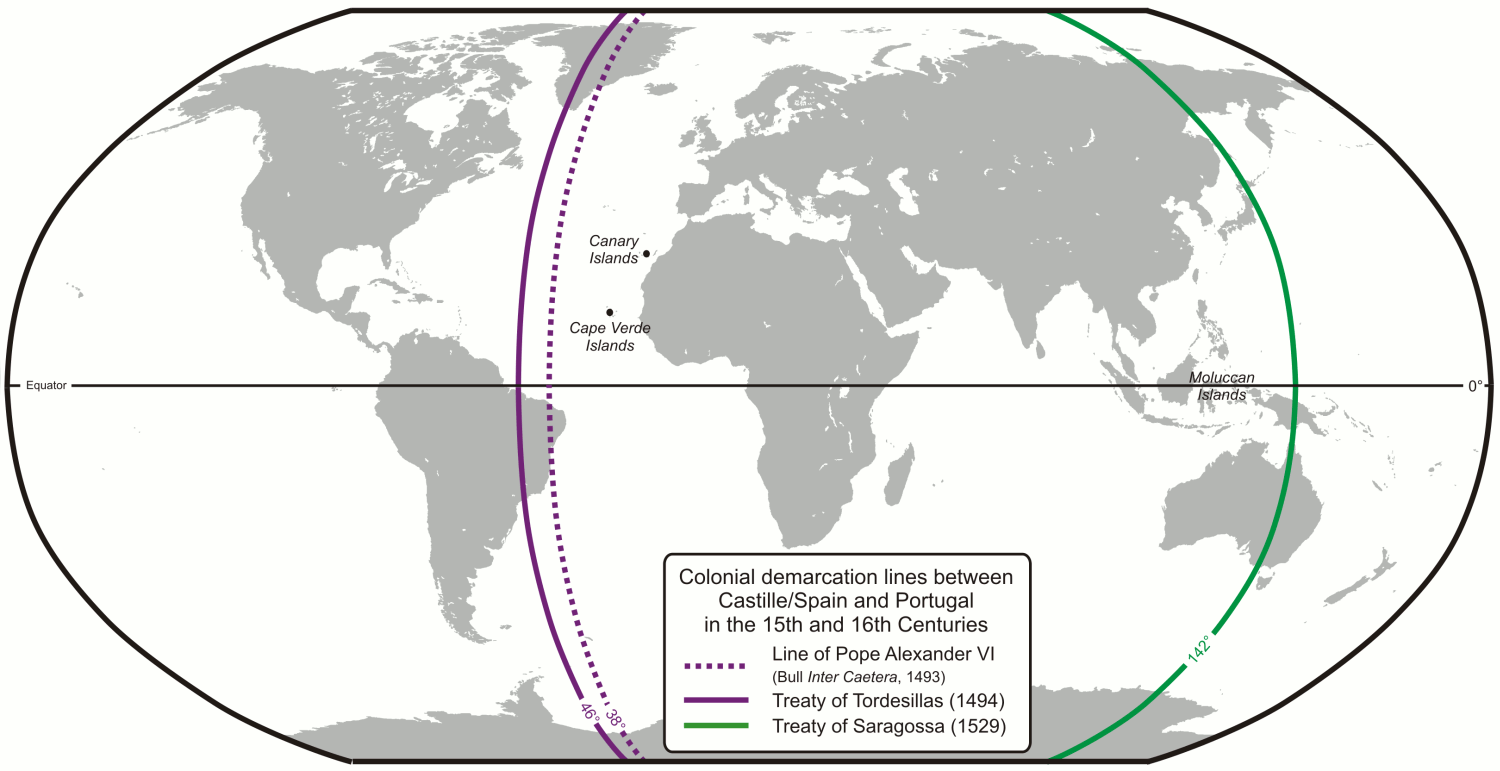
Il meridiano del Trattato di Tordesillas del 1494 (viola) e il successivo antimeridiano delle Isole Molucche (verde), fissato al Trattato di Saragozza (1529)

Poco dopo il ritorno di Colombo da quelle che in seguito sarebbero state chiamate le "Indie Occidentali" si rese necessaria una divisione di influenza per evitare conflitti tra spagnoli e portoghesi. Il 4 maggio 1493, due mesi dopo l'arrivo di Colombo, i Re Cattolici ricevettero la bolla Inter Caetera dello spagnolo papa Alessandro VI che affermava che tutte le terre a ovest e a sud di una linea da polo a polo 100 leghe a ovest e a sud delle Azzorre o delle isole di Capo Verde spettavano alla Castiglia e, in seguito, a tutti i continenti e le isole allora appartenenti all'India. Non menzionava il Portogallo che non poteva rivendicare terre appena scoperte a est della linea.
Giovanni II del Portogallo non era soddisfatto dell'accordo: gli concedeva troppo poca terra e ostacolava la sua rotta per l'India, il suo obiettivo principale. Negoziò direttamente con Ferdinando e Isabella per spostare la linea a ovest e rivendicare così le terre appena scoperte a est di essa.
L'accordo fu raggiunto nel 1494 con la firma del Trattato di Tordesillas che divise il mondo tra le due potenze. I portoghesi ricevettero tutto al di fuori dell'Europa a est di una linea che correva 370 leghe a ovest di Capo Verde alle isole scoperte da Cristoforo Colombo nel suo primo viaggio, rivendicate per la Castiglia e chiamate Cipangu (attuale Cuba) e Antilia (attuale Hispaniola). Ciò garantì loro il controllo su Africa, Asia e Sud America orientale (Brasile). Gli spagnoli ricevettero tutto ciò che stava a ovest di questa linea. Al momento della negoziazione, il trattato divideva le isole atlantiche note all'incirca a metà, con la linea di demarcazione a circa metà strada tra Capo Verde portoghese e i Caraibi spagnoli.
Pedro Álvares Cabral incontrò nel 1500 quella che oggi è conosciuta come la costa brasiliana, originariamente ritenuta una grande isola. Poiché si trovava a est della linea di demarcazione, la rivendicò per il Portogallo con il benestare spagnolo. Le navi portoghesi navigavano a ovest nell'Atlantico per ottenere venti favorevoli per il viaggio verso l'India e fu così che Cabral giunse in Brasile. Alcuni sospettano che i portoghesi avessero scoperto segretamente il Brasile in precedenza ed è per questo che hanno spostato la linea verso ovest ma non ci sono prove affidabili di ciò. Altri sospettano che Duarte Pacheco Pereira abbia scoperto il Brasile già nel 1498 ma questo non è considerato credibile dagli storici tradizionali.
Più tardi il territorio spagnolo si sarebbe rivelato comprendere vaste aree continentali del Nord e del Sud America, mentre il Brasile portoghese si sarebbe espanso oltre la linea. Altre potenze europee giunsero poi a occupare territori già oggetto del trattato di Tordesillas, ignorandone le disposizioni.

### Le Americhe: il Nuovo Mondo

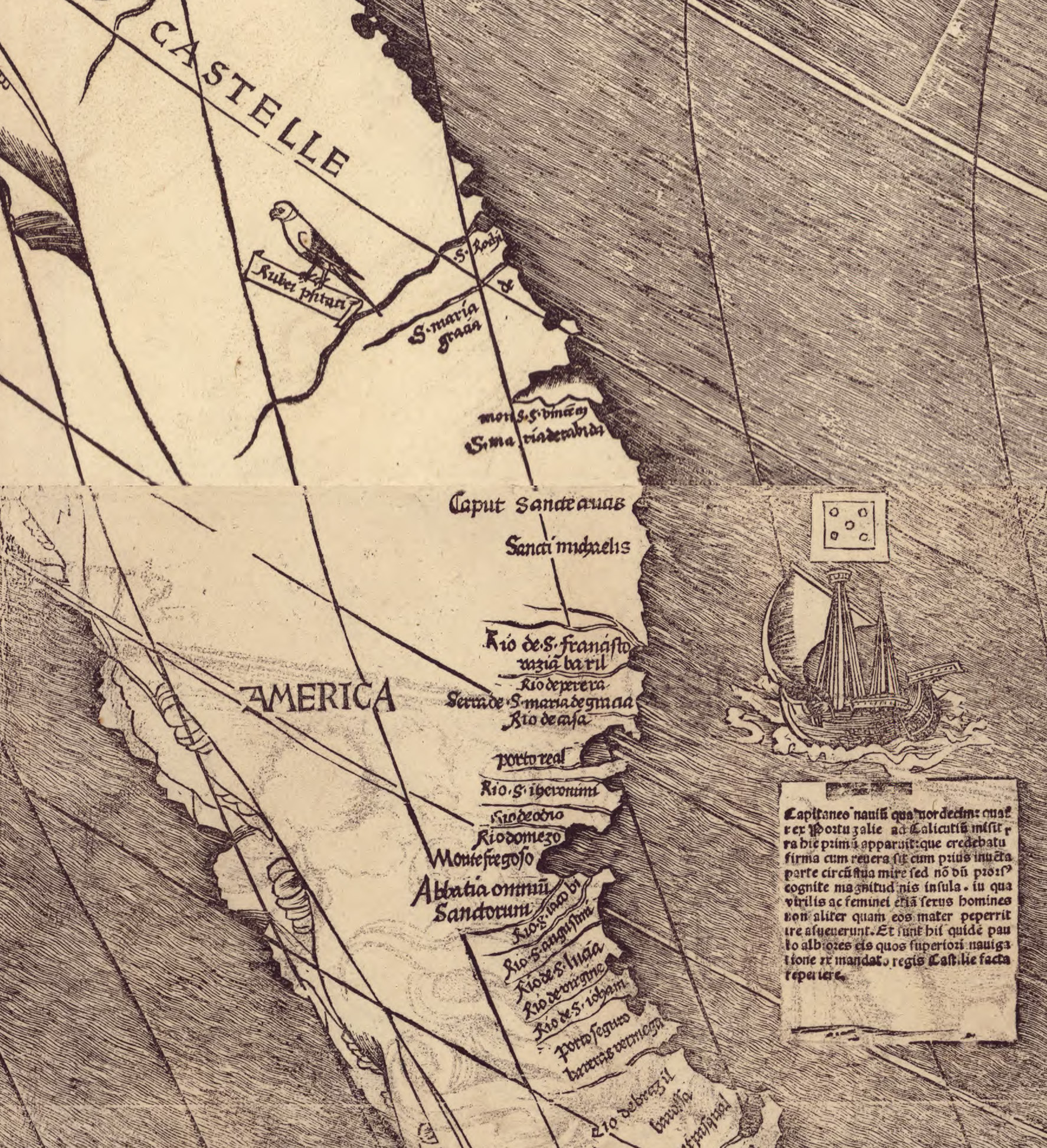
Particolare della mappa di Waldseemüller del 1507 che mostra per la prima volta il nome "America"

Molto poco dell'area divisa da Tordesillas era stato effettivamente esplorato, poiché diviso solo da parametri geografici e non di effettivo controllo politico-militare. Il primo viaggio di Colombo nel 1492 stimolò comunque l'esplorazione marittima delle rotte atlantiche occidentali e, dal 1497, un certo numero di esploratori vi si diresse.

#### Viaggi minori
I viaggi minori o chiamati anche viaggi andalusi sono state una serie di viaggi d'esplorazione durante l'età delle scoperte, in un arco temporale dal 1499 al 1500. Alcuni storici estendono questo periodo fino al 1510, altri fino al 1521.
Si identificano come minori perché non erano finanziati dai grandi imperi ma avevano un'iniziativa privata, con l'obiettivo di trovare oro ed espandere i commerci. Un altro obiettivo era quello di verificare le tesi di Cristoforo Colombo, fermo nella sua tesi di aver raggiunto Cipango, dunque le Indie orientali, talvolta definendo queste terre come il paradiso terrestre, ma che i resoconti di questi viaggi non trovava corrispondenza.

#### Nord America
Nel 1497 l'italiano Giovanni Caboto ottenne lettere patenti dal re Enrico VII d'Inghilterra. Salpando da Bristol, probabilmente sostenuto dalla locale Society of Merchant Venturers, traversò l'Atlantico da una latitudine settentrionale sperando che il viaggio verso le "Indie Occidentali" fosse più breve e approdò da qualche parte nel Nord America, forse in Terranova. Nel 1499 João Fernandes Lavrador, con Pêro de Barcelos, avvistò e battezzò il Labrador per conto del Portogallo. Si recò forse poi a Bristol per navigare in nome dell'Inghilterra. Quasi contemporaneamente (1499-1502) i fratelli Gaspar e Miguel Corte-Real esplorarono e battezzarono le coste della Groenlandia e di Terranova. Entrambe le esplorazioni sono segnalate nel Planisfero di Cantino del 1502.

#### Le "Vere Indie" e il Brasile
Nel 1497, il neo-incoronato Manuele I del Portogallo inviò una flotta esplorativa oltre il Capo di Buona Speranza, realizzando il progetto di Giovanni II di trovare una rotta per le Indie. Nel luglio 1499 si sparse la notizia che i portoghesi erano giunti nelle "vere Indie", quando re Manuele informò i Re Cattolici del felice (o quasi) ritorno della flotta di Gama.
La terza spedizione di Colombo nel 1498 segnò nel frattempo l'inizio della prima riuscita colonizzazione spagnola nelle Indie occidentali, sull'isola di Hispaniola. Nonostante i crescenti dubbi, Colombo si rifiutò di accettare di non aver raggiunto le Indie. Durante il viaggio scoprì la foce dell'Orinoco sulla costa settentrionale del Sud America (attuale Venezuela) e pensò che quell'enorme massa d'acqua dolce provenisse da una massa continentale che era certo fosse l'Asia.
Con l'aumentare della navigazione tra Siviglia e le Indie Occidentali, crebbe la conoscenza delle isole dei Caraibi, dell'America Centrale e della costa settentrionale del Sud America. Una di queste flotte spagnole, quella di Alonso de Ojeda e Amerigo Vespucci nel 1499-1500, raggiunse la costa dell'attuale Guyana, dove i due esploratori si separarono. Vespucci navigò verso sud, scoprendo la foce del Rio delle Amazzoni nel luglio 1499, e raggiungendo i 6°S, nell'attuale nord-est del Brasile.
All'inizio del 1500 Vicente Yáñez Pinzón fu portato fuori rotta da una tempesta e raggiunse quella che oggi è la costa nord-orientale del Brasile il 26 gennaio 1500, esplorando l'estremo sud fino all'attuale stato di Pernambuco. Fu il primo a entrare completamente nell'estuario del Rio delle Amazzoni che chiamò Río Santa María de la Mar Dulce ("Fiume di Santa Maria del mare d'acqua dolce"). La terra era troppo a est per essere rivendicata dagli spagnoli stando a Tordesillas ma la scoperta ingolosì la Spagna: fu organizzato un secondo viaggio di Pinzon nel 1508 (costeggiò la costa settentrionale verso la costa centroamericana in cerca di un passaggio verso Oriente) e un viaggio nel 1515-16 di Juan Díaz de Solís già navigatore di Pinzon. La spedizione del 1515-16 fu stimolata dai rapporti sull'esplorazione portoghese della regione (vedi sotto). Finì quando Solís e alcuni membri del suo equipaggio scomparvero durante l'esplorazione di un Río de la Plata in barca ma ciò che trovò riaccese l'interesse spagnolo e la colonizzazione iniziò nel 1531.
Nell'aprile del 1500, la seconda Armada portoghese dell'India, guidata da Pedro Álvares Cabral, con un equipaggio di capitani esperti, tra cui Bartolomeu Dias e Nicolau Coelho, incontrò la costa brasiliana mentre oscillava verso ovest nell'Atlantico mentre eseguiva una grande "volta do mar" per evitare la bonaccia nel Golfo di Guinea. Il 21 aprile 1500 fu avvistata una montagna e fu chiamata Monte Pascoal, e il 22 aprile Cabral sbarcò sulla costa. Il 25 aprile l'intera flotta entrò in porto battezzando Porto Seguro (it. "Porto Sicuro"). Cabral capì che la nuova terra si trovava a est della linea di Tordesillas e inviò in Portogallo la celebre "Lettera sulla scoperta del Brasile" di Pêro Vaz de Caminha. Credendo che la terra fosse un'isola, la chiamò Ilha de Vera Cruz ("Isola della Vera Croce"). Alcuni storici hanno suggerito che i portoghesi potrebbero aver incontrato il rigonfiamento sudamericano in precedenza durante la navigazione sul "volta do mar", da qui l'insistenza di Giovanni II nel spostare la linea a ovest di Tordesillas nel 1494, quindi il suo sbarco in Brasile potrebbe non essere stato un incidente; anche se la motivazione di John potrebbe essere stata semplicemente quella di aumentare la possibilità di rivendicare nuove terre nell'Atlantico. Dalla costa orientale, la flotta virò poi verso est per riprendere il viaggio verso la punta meridionale dell'Africa e dell'India. Cabral fu il primo capitano a toccare quattro continenti, guidando la prima spedizione che collegava e univa l'Europa, l'Africa, il Nuovo Mondo e l'Asia.
Su invito del re Manuele I del Portogallo, Amerigo Vespucci, un fiorentino che dal 1491 lavorava per un ramo del Banco dei Medici a Siviglia, allestendo spedizioni oceaniche e viaggiando due volte nelle Guiane con Juan de la Cosa nel servizio della Spagna come osservatore a questi viaggi esplorativi verso la costa orientale del Sud America. Le spedizioni divennero ampiamente note in Europa dopo che due resoconti a lui attribuiti, pubblicati tra il 1502 e il 1504, suggerirono che le terre appena scoperte non fossero le Indie ma un "Nuovo Mondo" (lat. Mundus novus) come scritto da Vespucci a Lorenzo il Popolano in una lettera che divenne molto popolare in Europa. Si capì presto che Colombo non era arrivato in Asia ma aveva trovato un nuovo continente, le Americhe, come furono nominate nel 1507 dai cartografi Martin Waldseemüller e Matthias Ringmann in onore di Vespucci.

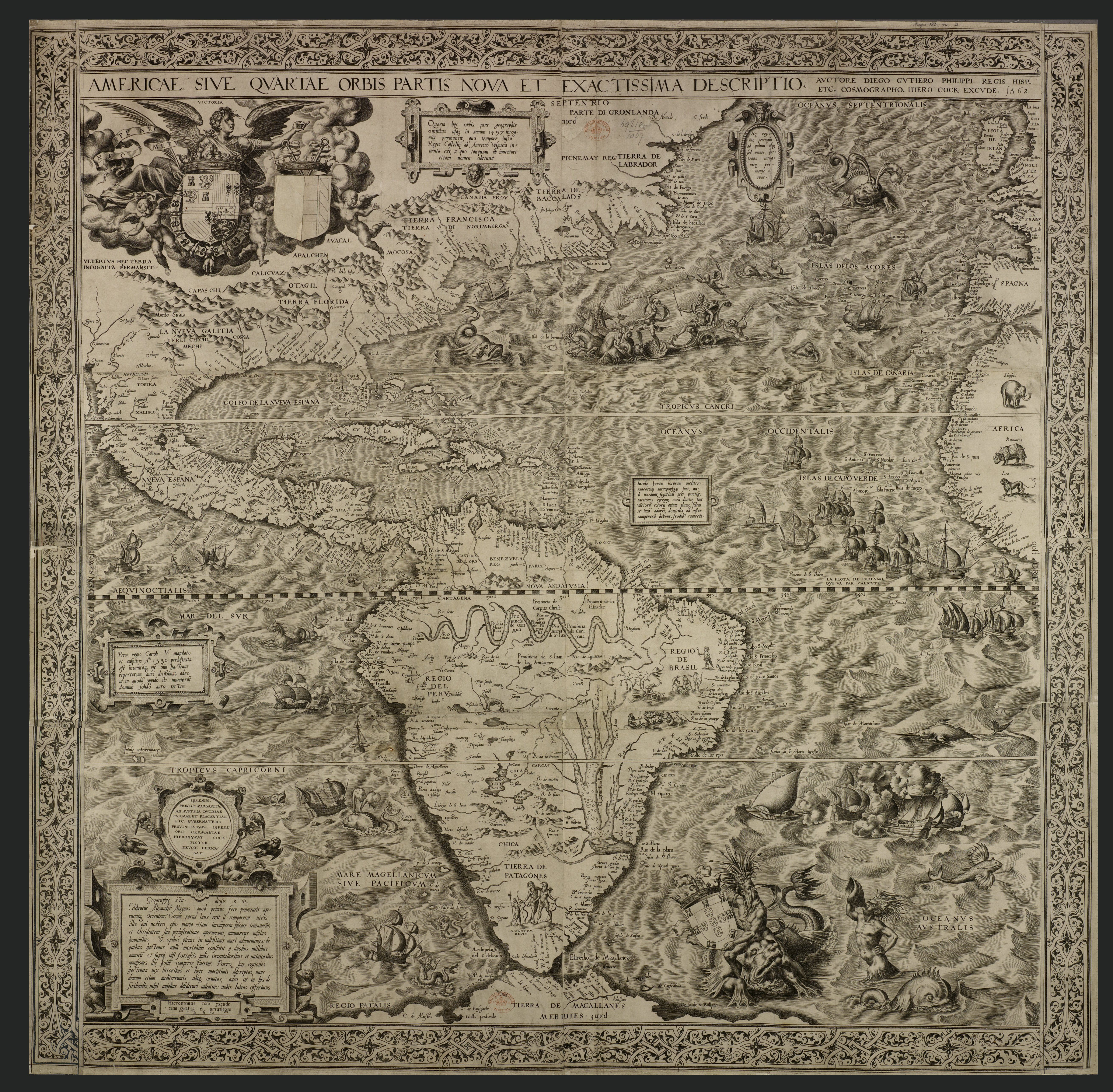
Americae Sive Quartae Orbis Partis Nova Et Exactissima Descriptio di Diego Gutiérrez, la più grande mappa delle Americhe fino al XVII secolo e la prima mappa a utilizzare il nome "California". British Library, Londra.

Nel 1501-1502, una di queste spedizioni portoghesi, guidata da Gonçalo Coelho (e/o André Gonçalves o Gaspar de Lemos), salpò a sud lungo la costa del Sud America fino alla baia dell'attuale Rio de Janeiro. Il resoconto di Vespucci afferma che la spedizione raggiunse la latitudine "Polo Sud elevazione 52° S", alle latitudini "fredde" di quella che oggi è la Patagonia meridionale (forse vicino allo Stretto), prima di tornare indietro. Vespucci scrisse che si diressero verso sud-ovest e verso sud, seguendo "una costa lunga e inflessibile", apparentemente coincidente con la costa sudamericana meridionale. Ciò sembra controverso, poiché nella lettera successiva ha cambiato parte della sua descrizione, affermando uno spostamento, da circa 32° S (Brasile meridionale), a sud-sudest, al mare aperto; ritenendo, però, che arrivassero a 50°/52° S se fosse per sua decisione o per censura di D. Manuel che dovette costringerlo a modificare il suo racconto, perché aveva rivelato fin troppo a Lorenzo de' Medici e di dominio pubblico, è sconosciuto.
Nel 1503, Binot Paulmier de Gonneville, sfidando la politica portoghese del mare clausum, guidò una delle prime spedizioni francesi normanni e bretoni in Brasile. Intendeva navigare verso le Indie Orientali ma vicino al Capo di Buona Speranza la sua nave fu deviata a ovest da una tempesta e sbarcò nell'attuale stato di Santa Catarina (Brasile meridionale), il 5 gennaio 1504.
Nel 1511-1512, i portoghesi João de Lisboa e Estevão de Fróis raggiunsero l'estuario del Río de la Plata, tra l'Uruguay e l'Argentina, e si spinsero fino al Golfo San Matias a 42° S, impresa registrata nel Newen Zeytung auss Pressilandt ("Nuove notizie dalla terra del Brasile"). La spedizione raggiunse un capo che si estendeva da nord a sud che chiamarono "Capo di Santa Maria" (Punta del Este, mantenendo il nome il Capo vicino); dopo il 40°S trovarono un "Capo" o "un punto o luogo che si estende nel mare", e un "Golfo" in giugno e luglio. Dopo aver navigato per quasi 300 km (186 mi) per aggirare il capo, avvistarono di nuovo il continente dall'altra parte e si diressero verso nord-ovest ma una tempesta impedì loro di fare qualsiasi progresso. Respinti dalla tramontana, tornarono indietro. Dà anche le prime notizie del Re Bianco e del "popolo delle montagne" all'interno (l'Impero inca), e un dono, un'ascia d'argento, ottenuta dai Charrúa al loro ritorno ("alla costa o al lato del Brasile "), e "a Ovest" (lungo la costa e l'estuario del Rio de la Plata), e offerto al re Manuele I. Cristoforo de Haro, ebreo sefardita fiammingo, finanziatore della spedizione insieme a Dom Nuno Manuel, poi al servizio della Corona spagnola dopo il 1516, credeva che i navigatori avessero scoperto uno stretto meridionale verso l'ovest e l'Asia.
Nel 1519, una spedizione inviata dalla Corona spagnola per trovare una via per l'Asia fu guidata dall'esperto navigatore portoghese Magellano. La flotta esplorò i fiumi e le baie mentre tracciava la costa sudamericana finché non trovò una via per l'Oceano Pacifico attraverso lo Stretto di Magellano.
Nel 1524-1525, Alejo García, un conquistador portoghese (forse un veterano della truppa di Solís del 1516), guidò una spedizione privata di avventurieri castigliani e portoghesi e circa 2000 indiani Guaraní. Esplorarono i territori dell'attuale Brasile meridionale, Paraguay e Bolivia, utilizzando la rete di sentieri nativi, il Peabiru. Furono i primi europei ad attraversare il Gran Chaco e a raggiungere i territori esterni dell'Impero Inca sulle colline delle Ande, vicino a Sucre.

## Oceano Indiano (1497-1513)

### La rotta di Vasco da Gama verso l'India

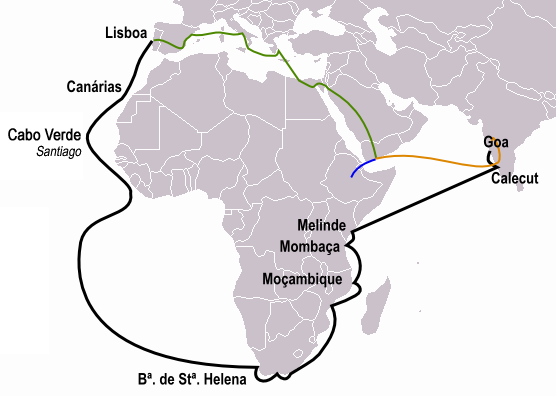
1497-1499 viaggio di Vasco da Gama in India (nero). Viaggi precedenti di Pêro da Covilhã (arancione) e Afonso de Paiva (blu), e il loro percorso comune (verde)

Protetta dalla diretta concorrenza spagnola dal trattato di Tordesillas, l'esplorazione e la colonizzazione portoghesi verso est continuarono rapidamente. Per due volte, nel 1485 e nel 1488, il Portogallo respinse ufficialmente il progetto di Colombo di raggiungere l'India navigando verso ovest: sia perché i consiglieri di re Giovanni II ritenevano che la stima di Colombo d'una distanza di viaggio di 2 400 miglia (3 860 km) fosse basso, sia perché Bartolomeo Diaz partì nel 1487 per doppiare la punta meridionale dell'Africa, tragitto a loro avviso più breve per l'India. Il ritorno di Diaz dal Capo di Buona Speranza nel 1488 e il viaggio di Pêro da Covilhã in Etiopia via terra rivelarono che le ricchezze dell'Oceano Indiano erano accessibile dall'Atlantico e si preparò pertanto una spedizione ad hoc.

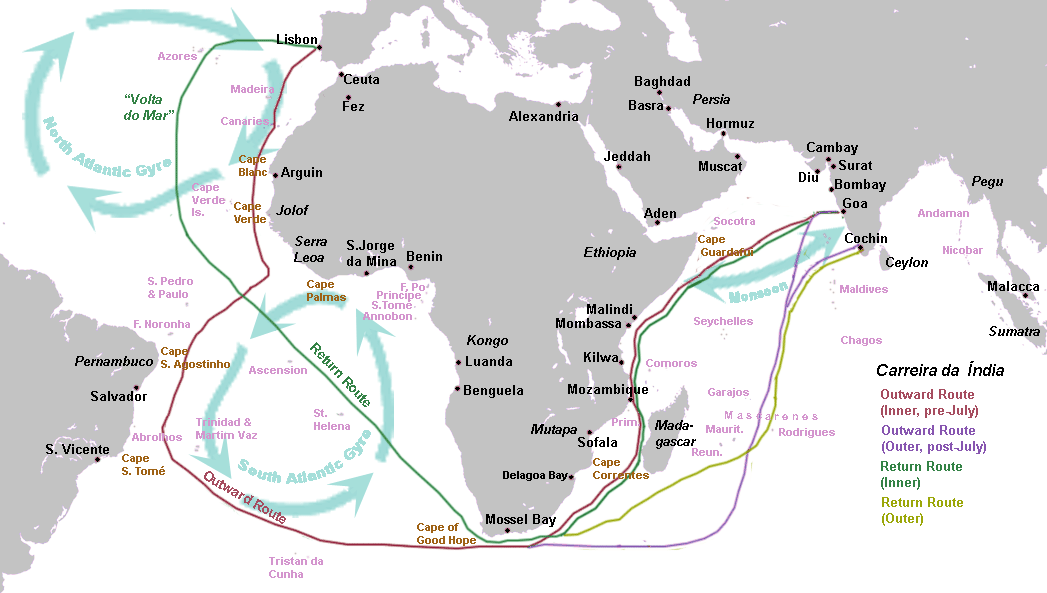
Viaggi di andata e ritorno delle Armate portoghesi dell'India nell'oceano Atlantico e nell'oceano Indiano, con il Giro del Nord Atlantico (Volta do mar) raccolto dai navigatori di Enrico il Navigatore e la rotta di andata dei venti occidentali dell'Atlantico meridionale che Bartolomeo Diaz scoprì nel 1488, seguito ed esplorato dalle spedizioni di Vasco da Gama e Pedro Álvares Cabral

Sotto il patrocinio di re Manuele I del Portogallo, nel luglio 1497 una piccola flotta esplorativa di quattro navi e circa 170 uomini lasciò Lisbona al comando di Vasco da Gama. A dicembre la flotta superò il Great Fish River, dove Diaz s'era fermato, e navigò in acque sconosciute agli europei. Nell'Oceano Indiano, Gama entrò in una regione marittima che aveva tre circuiti commerciali diversi e ben sviluppati. Quello che da Gama incontrò collegava Mogadiscio sulla costa orientale dell'Africa; Aden, all'estremità della penisola arabica; il porto persiano di Hormuz; Cambay, nell'India nord-orientale; e Calicut, nell'India sudorientale. Il 20 maggio 1498 arrivò a Calicut ma ivi i suoi sforzi d'ottenere condizioni commerciali favorevoli furono ostacolati dal basso valore delle sue merci rispetto ai beni di valore ivi scambiati.  Due anni e due giorni dopo la partenza, Gama e un equipaggio sopravvissuto di 55 uomini tornarono in gloria in Portogallo come le prime navi a salpare direttamente dall'Europa all'India.
La Seconda Armata d'India (Cabral, 1500), forte di tredici navi e circa 1500 uomini, prima approdò in Brasile, poi raggiunse l'India e scoprì il Madagascar (1501), parzialmente esplorato da Tristão da Cunha nel 1507. Mauritius fu scoperta nel 1507. Socotra occupata nel 1506. Nello stesso anno Lourenço de Almeida sbarcò in Sri Lanka, l'isola orientale chiamata "Taprobane" in remoti resoconti di Alessandro Magno e del geografo greco del IV secolo a.C. Megastene. Sul continente asiatico le prime feitorias furono stabilite a Kochi e Calicut (1501) e poi a Goa, conquistata dai portoghesi nel 1510.

### Le "Isole delle Spezie" e la Cina

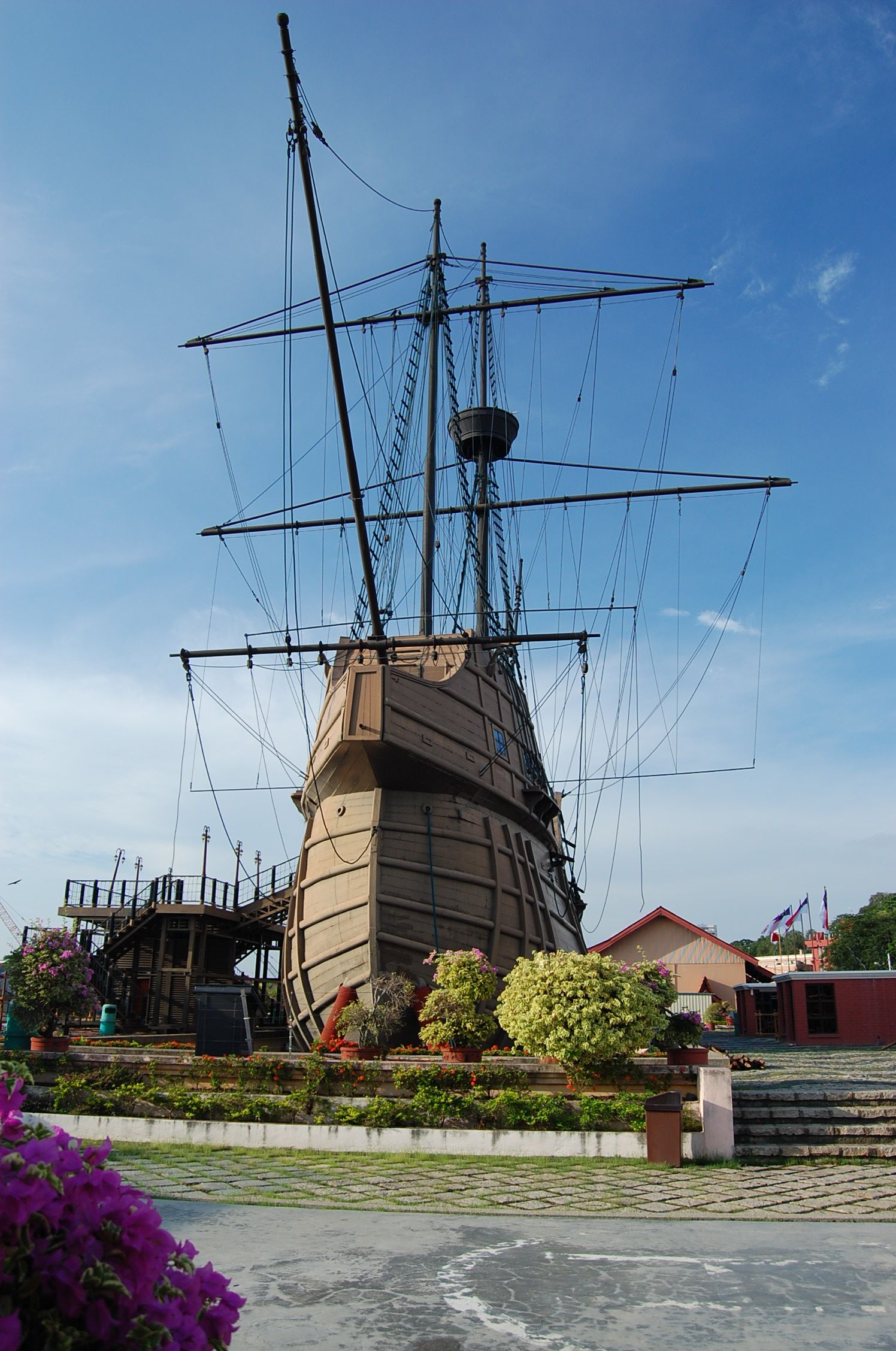
Replica della caracca di Flor de la Mar che ospita il Museo Marittimo di Malacca in Malesia

I portoghesi continuarono a navigare verso est dall'India, entrando in un secondo circuito commerciale dell'Oceano Indiano che da Calicut e Quillon in India puntava al Sud-est asiatico: fondamentalmente Malacca e Palembang. Nel 1511, Alfonso de Albuquerque conquistò Malacca, allora centro del commercio asiatico, e inviò poi missioni diplomatiche più a est: es. Duarte Fernandes fu il primo inviato europeo nel Siam (odierna Thailandia).
Gli europei appresero così l'ubicazione delle fantomatiche "Isole delle spezie": le Molucche, principalmente le Isole Banda, allora l'unica fonte al mondo di noce moscata e chiodi di garofano. Raggiungere queste isole divenne lo scopo ultimo dei portoghesi nell'Oceano Indiano. Albuquerque inviò una spedizione guidata da António de Abreu a Banda (via Giava e le Piccole Isole della Sonda) che vi giunse all'inizio del 1512, dopo aver toccato le isole di Buru, Ambon e Seram. Da Banda, Abreu tornò a Malacca, mentre il suo vice-capitano Francisco Serrão, dopo una separazione forzata da un naufragio, puntò a nord e raggiunse Ambon ove affondò al largo di Ternate ma ottenne licenza di costruire una fortezza-fabbrica portoghese: il Forte São João Baptista de Ternate che inaugurò la presenza portoghese nell'arcipelago malese.
Nel maggio 1513, Jorge Álvares raggiunse la Cina. Sebbene sia stato il primo a sbarcare sull'isola di Lintin nel Delta del Fiume delle Perle, fu però Rafael Perestrello, cugino di Cristoforo Colombo, il primo europeo a sbarcare sulla costa meridionale della Cina continentale e commerciare a Canton nel 1516, al comandando di una nave portoghese con equipaggio malese prelevato da una giunca di Malacca. Fernão Pires de Andrade visitò Canton l'anno dopo (1517) e aprì il commercio con la Cina. I portoghesi furono sconfitti dai cinesi nel 1521 nella battaglia di Tunmen e nel 1522 nella battaglia di Xicaowan, durante la quale i cinesi catturarono cannoni a retrocarica portoghesi e ne decodificarono la tecnologia, chiamandoli Cannoni dei FranchiT, 佛郎機P dal nome "Folangji" (probabilmente derivato dal persiano "Farang") usato dai cinesi per indicare i portoghesi. Dopo alcuni decenni, le ostilità tra portoghesi e cinesi cessarono e nel 1557 i cinesi permisero ai portoghesi di occupare Macao.
Per imporre un monopolio commerciale, Mascate e Hormuz nel Golfo Persico furono sequestrate da Albuquerque rispettivamente nel 1507 e nel 1515. Entrò anche in relazioni diplomatiche con la Persia. Nel 1513, mentre cercava di conquistare Aden, una spedizione guidata da Albuquerque attraversò il Mar Rosso all'interno del Bab el-Mandeb e si rifugiò nell'isola di Kamaran. Nel 1521, una forza sotto António Correia conquistò il Bahrain, inaugurando un periodo di quasi ottant'anni di dominio portoghese dell'arcipelago del Golfo. Nel Mar Rosso, Massaua fu il punto più settentrionale toccato dai portoghesi nel 1541, quando una flotta al comando di Estevão da Gama raggiunse Suez.

## Oceano Pacifico (1513-1529)

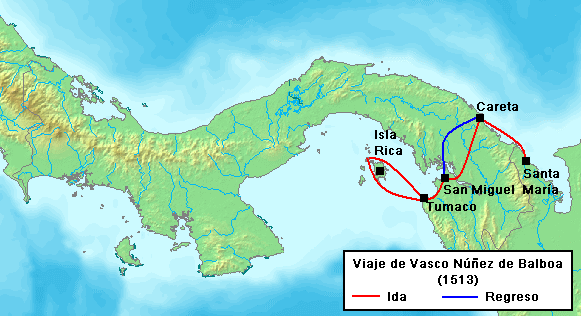
Il viaggio di Vasco Núñez de Balboa nel " Mare del Sud ", 1513

### La spedizione di Balboa nell'Oceano Pacifico
Nel 1513, a circa 40 miglia (64 chilometri) sud di Acandí, nell'attuale Colombia, lo spagnolo Vasco Núñez de Balboa ricevette notizia inaspettata di un "altro mare" ricco di oro. Con poche risorse e utilizzando le informazioni fornite dai cacicchi, attraversò l'istmo di Panama con 190 spagnoli, alcune guide indigene e un branco di cani.
Usando un piccolo brigantino e dieci canoe, navigarono lungo la costa e approdarono. Il 6 settembre, la spedizione fu rinforzata da 1.000 uomini. Combatté diverse battaglie, entrò in una fitta giungla e scalò la catena montuosa lungo il fiume Chucunaque da dove si poteva vedere questo "altro mare". Balboa proseguì e, prima del mezzogiorno del 25 settembre, vide all'orizzonte un mare sconosciuto, diventando il primo europeo ad aver visto o raggiunto il Pacifico dal Nuovo Mondo. La spedizione scese verso la costa per una ricognizione: diventarono così i primi europei a navigare nell'Oceano Pacifico al largo delle coste del Nuovo Mondo. Dopo aver viaggiato più di 110 km (68 mi), Balboa chiamò la baia dove finirono "San Miguel". Chiamò il nuovo mare Mar del Sur (Mare del Sud) poiché avevano viaggiato a sud per raggiungerlo. Lo scopo principale di Balboa nella spedizione era la ricerca di regni ricchi d'oro. A tal fine, attraversò le terre dei cacicchi fino alle isole, nominando la più grande Isla Rica (attuale Isla del Rey). Ha chiamato l'intero gruppo Archipiélago de las Perlas che conservano ancora oggi.

### Successivi sviluppi a est
Nel 1515-1516, la flotta spagnola guidata da Solís navigò lungo la costa orientale del Sud America fino al Río de la Plata che Solís nominò poco prima di morire, mentre cercava di trovare un passaggio per il "Mare del Sud".

### Prima circumnavigazione

Rotta di Magellano - circumnavigazione mondiale di Elcano (1519-1522)

Nel 1516 diversi navigatori portoghesi, in conflitto con il re Manuele I, si riunirono a Siviglia e offrirono i loro servigi il neo-incoronato re di Spagna e Sacro Romano Imperatore Carlo d'Asburgo: gli esploratori Diogo e Duarte Barbosa, Esteban Gómez, Juan Serrano e Ferdinando Magellano; i cartografi Jorge Reinel e Diego Ribero; i cosmografi Francisco e Ruy Faleiro; e il mercante fiammingo Christopher de Haro. Magellano aveva navigato in India fino al 1513 e conosceva sia la rotta per le Molucche sia Francisco Serrão che vi abitava, Ipotizzò che le isole si trovassero nell'area spagnola di Tordesillas, appoggiata su studi dei fratelli Faleiro.
Consapevole degli sforzi spagnoli per trovare una rotta verso l'India navigando a ovest, Magellano presentò il suo piano a re Carlo che, con de Haro, gli finanziò la spedizione. Fu costituita una flotta e navigatori spagnoli come Juan Sebastián Elcano si unirono all'impresa. Il 10 agosto 1519 partirono da Siviglia con una cinque navi (l'ammiraglia Trinidad sotto il comando di Magellano, San Antonio, Concepcion, Santiago e Victoria, la prima era una caravella e tutte le altre classificate come caracche o "nau") e un equipaggio di circa 237 uomini provenienti da diverse regioni d'Europa, con l'obiettivo di raggiungere le Molucche viaggiando verso ovest e condurle sotto la sfera economico-politica della Spagna.

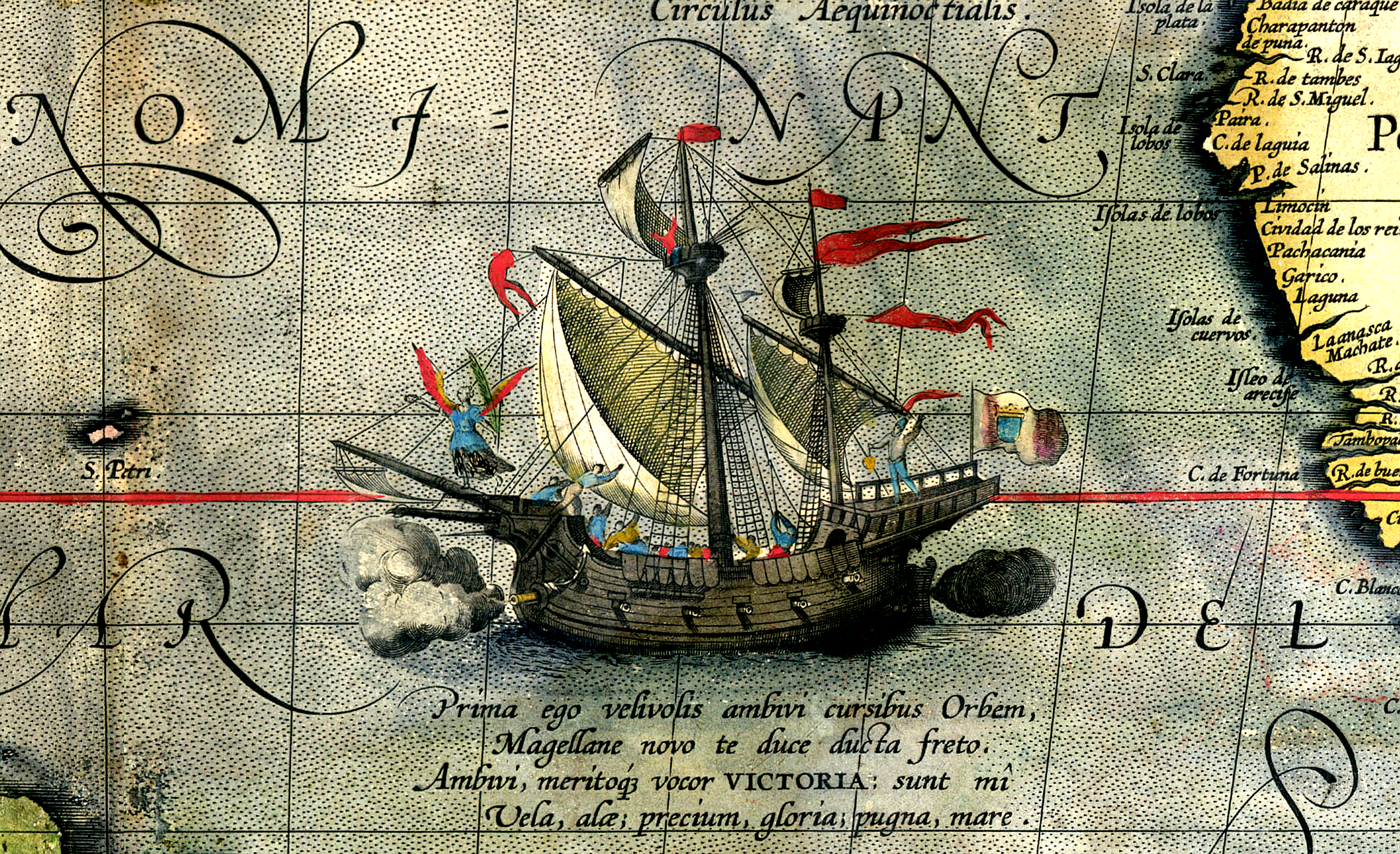
Victoria, l'unica nave ad aver compiuto la prima circumnavigazione mondiale (particolare da Maris Pacifici di Ortelius, 1589)

La flotta navigò sempre più a sud, evitando il Brasile portoghese, e fu la prima a raggiungere la Terra del Fuoco all'estremità delle Americhe. Il 21 ottobre, partendo da Cape Virgenes, iniziò un arduo viaggio attraverso uno stretto di 373 miglia (600 km) che Magellano chiamò Estrecho de Todos los Santos, attuale Stretto di Magellano. Il 28 novembre, tre navi entrarono nel Pacifico, allora chiamato Mar Pacífico per la sua apparente immobilità, e lo traversarono. Magellano morì nella battaglia di Mactan nelle Filippine, lasciando a Elcano il compito di completare il viaggio fino alle Molucche raggiunte nel 1521. Il 6 settembre 1522, la Vittoria tornò in Spagna, completando così la prima circumnavigazione del globo: una sola delle cinque navi partite rientrava in patria con soli 18 uomini d'equipaggio! Altri 17 uomini arrivarono più tardi in Spagna: 12 catturati dai portoghesi a Capo Verde alcune settimane prima, e, tra il 1525 e il 1527, 5 sopravvissuti alla Trinidad. Il veneziano Antonio Pigafetta, assistente di Magellano, tenne un accurato diario di viaggio che è oggi la principale fonte in merito.
La circumnavigazione diede alla Spagna una preziosa conoscenza del mondo e dei suoi oceani che in seguito aiutò nell'esplorazione e nell'insediamento delle Filippine. Sebbene questa non fosse un'alternativa realistica alla rotta portoghese intorno all'Africa (lo Stretto di Magellano era troppo a sud e l'Oceano Pacifico troppo vasto per essere coperto con un solo viaggio dalla Spagna) successive spedizioni spagnole usarono queste informazioni per esplorare il Pacifico e scoprire rotte tra Acapulco, Nuova Spagna (l'attuale Messico) e Manila nelle Filippine: i cosiddetti "Galeoni di Manila".

### Le esplorazioni verso ovest e verso est s'incontrano

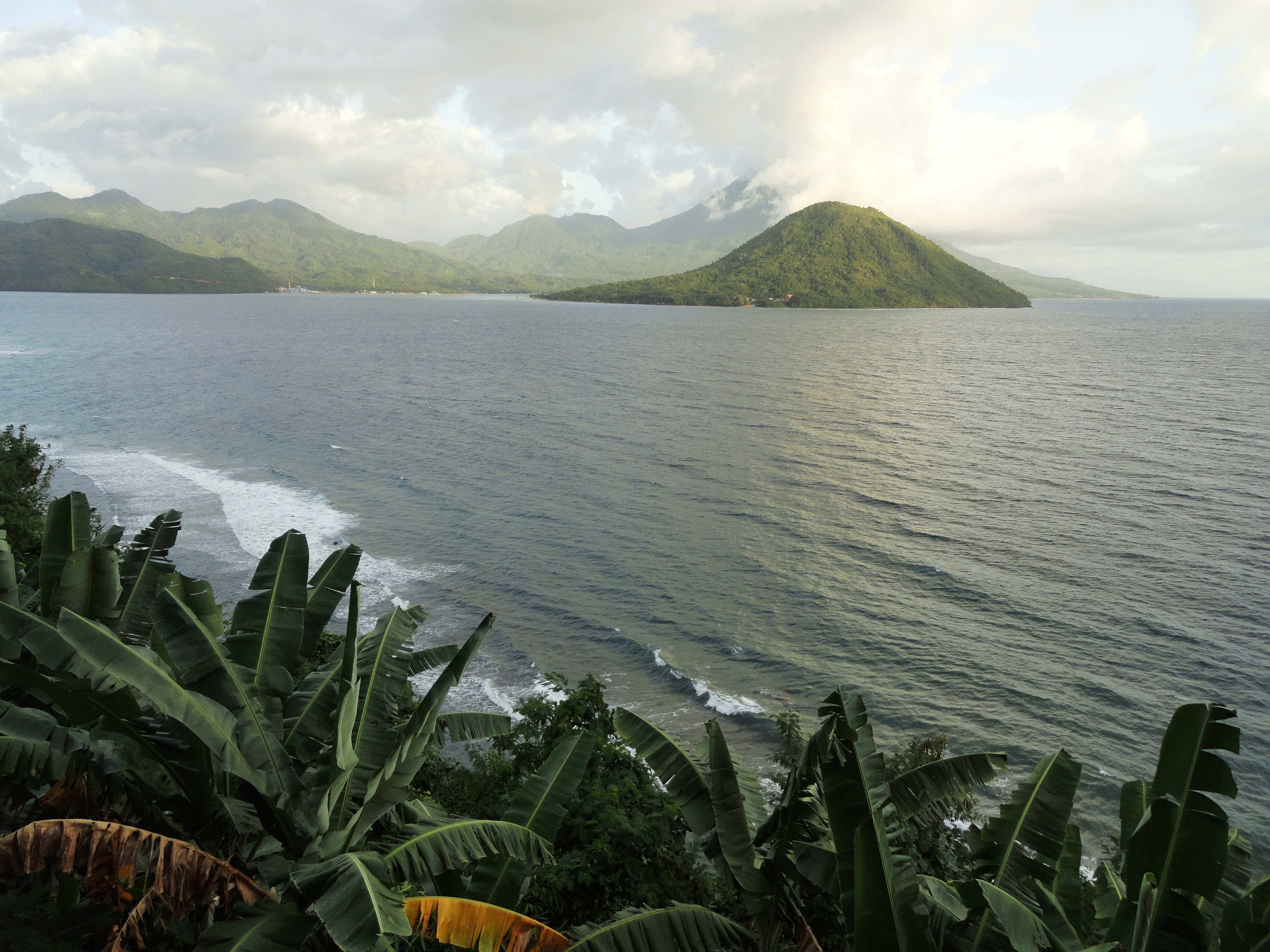
Vista da Ternate alle isole di Tidore nelle Molucche, dove le esplorazioni portoghesi verso est e spagnole verso ovest alla fine si incontrarono e si scontrarono tra il 1522 e il 1529

Come visto, passato Magellano, i portoghesi si precipitarono a catturarne l'equipaggio sopravvissuto e costruirono un forte a Ternate. Nel 1525, Carlo I inviò un'altra spedizione verso ovest per colonizzare le Molucche, sostenendo che si trovavano nella sua zona di Tordesillas. La flotta di 7 navi e 450 uomini era guidata da García Jofre de Loaísa e comprendeva i più illustri navigatori spagnoli: Juan Sebastián Elcano e Loaísa, che persero la vita, e il giovane Andrés de Urdaneta.
Nei pressi dello Stretto di Magellano, una delle navi fu spinta a sud da una tempesta, raggiungendo il 56° S, dove credettero di vedere "la fine della terra": per la prima volta fu attraversato Capo Horn. La spedizione raggiunse le Molucche con grande difficoltà e attraccò a Tidore. Il conflitto con i portoghesi di Ternate fu inevitabile e aprì un decennio di schermaglie.
Poiché non esisteva un limite orientale stabilito da Tordesillas, entrambi i regni organizzarono incontri per risolvere la questione. Dal 1524 al 1529 esperti portoghesi e spagnoli si incontrarono a Badajoz-Elvas per trovare l'esatta posizione dell'antimeridiano di Tordesillas che avrebbe diviso il mondo in due emisferi uguali. Ogni corona nominò tre astronomi e cartografi, tre piloti e tre matematici. Lopo Homem, cartografo e cosmografo portoghese era nel consiglio, insieme al cartografo Diego Ribero della delegazione spagnola. Il consiglio si riunì più volte, senza raggiungere un accordo: la conoscenza a quel tempo era insufficiente per un calcolo accurato della longitudine e ogni gruppo diede le isole al proprio sovrano. La questione fu risolta solo nel 1529, dopo una lunga trattativa, con la firma del Trattato di Saragozza che attribuiva le Molucche al Portogallo e le Filippine alla Spagna.

I tentativi falliti di Saavedra di trovare una rotta di ritorno dalle Molucche alla Nuova Spagna (Messico) nel 1529

Tra il 1525 e il 1528, il Portogallo inviò diverse spedizioni intorno alle Molucche. Gomes de Sequeira e Diogo da Rocha furono inviati a nord dal governatore di Ternate, Jorge de Menezes, e furono i primi europei a raggiungere le Isole Caroline che chiamarono "Isole di Sequeira". Nel 1526, Menezes approdò nelle isole Biak e Waigeo, in Nuova Guinea. Su queste esplorazioni si basa la teoria della scoperta portoghese dell'Australia, una tra le tante teorie sulla scoperta precoce dell'Australia, supportata dallo storico australiano Kenneth McIntyre secondo cui fu scoperta da Cristóvão de Mendonça e Gomes de Sequeira.
Nel 1527, Hernán Cortés, conquistatore del Messico, allestì una flotta per trovare nuove terre nel "Mare del Sud" (oceano Pacifico), chiedendo a suo cugino Álvaro de Saavedra Cerón di prenderne il comando. Il 31 ottobre, Saavedra salpò dalla Nuova Spagna, traversò il Pacifico e puntò a nord fino in Nuova Guinea, allora chiamata Isla de Oro. Nell'ottobre del 1528, una delle navi raggiunse le Molucche. Nel suo tentativo di tornare in Nuova Spagna fu deviato dagli alisei di nord-est, che lo respinsero, così tentò di tornare indietro, a sud. Tornò in Nuova Guinea e navigò verso nord-est, dove avvistò le Isole Marshall e le Isole dell'Ammiragliato, ma fu nuovamente sorpreso dai venti, che lo portarono una terza volta alle Molucche. Questa rotta di ritorno verso ovest era difficile da trovare, ma alla fine fu scoperta da Andrés de Urdaneta nel 1565.

## Spedizioni spagnole nell'entroterra americano (1519-1532)
Voci di isole sconosciute a nord-ovest di Hispaniola avevano raggiunto la Spagna nel 1511 e il re Ferdinando era interessato a prevenire ulteriori esplorazioni. Mentre i portoghesi stavano facendo enormi guadagni nell'Oceano Indiano, gli spagnoli investirono nell'esplorazione dell'entroterra alla ricerca di oro e altre risorse preziose. I membri di queste spedizioni, i famosi conquistadores non erano soldati regolari ma soldati di ventura: provenivano da una varietà di ambienti (artigiani, mercanti, clericali, avvocati, piccola nobiltà e anche schiavi liberati), dovevano procurarsi privatamente l'attrezzatura, eventualmente con un credito su quote del bottino, e non avevano solitamente un addestramento militare professionale, seppur alcuni avessero precedenti esperienze in altre spedizioni.
Nell'entroterra americano gli spagnoli incontrarono imperi indigeni grandi e popolosi come quelli europei. Relativamente piccole spedizioni di conquistadores si allearono con ribelli nativi contro questi imperi. Una volta stabilita la sovranità spagnola e individuate le principali fonti di ricchezza, la corona spagnola si concentrò sulla replica delle istituzioni statali e ecclesiastiche europee in America. Un primo elemento chiave fu la cosiddetta "conquista spirituale" degli indigeni attraverso l'evangelizzazione cristiana. L'economia si strutturò con la cosiddetta encomienda in cui i conquistadores ricevevano beni in tributo e gli indigeni erano costretti a lavori forzati. Una volta scoperti i vasti giacimenti di argento, non solo le economie coloniali del Messico e del Perù furono trasformate ma anche l'economia europea. L'impero spagnolo divenne una grande potenza mondiale. Furono stabilite reti commerciali globali che includevano raccolti di alto valore dalle Americhe mentre argento ispano-americano divenne il motore dell'economia mondiale.
Durante questo periodo, le pandemie eurasiatiche come il vaiolo decimarono i nativi americani.
Nel 1512, per premiare Juan Ponce de León dell'esplorazione del Porto Rico (1508), il re Ferdinando lo esortò a cercare a proprie spese nuove terre delle quali l'avrebbe nominato governatore. Con 3 navi e circa 200 uomini, Léon partì da Porto Rico nel marzo 1513. Ad aprile avvistò la Florida, così chiamata perché era il periodo pasquale ("Florida" in es.), da lui creduta un'isola ma cosa che gli valse il titolo di primo europeo a toccare il suolo continentale americano. Il luogo di sbarco è conteso tra St. Augustine, Ponce de León Inlet e Melbourne Beach. Si diresse a sud per ulteriori esplorazioni e l'8 aprile incontrò una corrente così forte da spingerlo all'indietro: questo fu il primo incontro con la Corrente del Golfo che presto sarebbe diventata la rotta principale per le navi dirette a est che lasciavano le Indie spagnole per l'Europa. Esplorò la costa raggiungendo la baia di Biscayne, Dry Tortugas e poi navigò verso sud-ovest nel tentativo di fare il giro di Cuba, raggiungendo Grand Bahama a luglio.

### Messico: Cortés e l'impero azteco

La penetrazione di Cortés nell'entroterra messicano (1519–1521)

Nel 1517, il governatore di Cuba Diego Velázquez de Cuéllar inviò una flotta al comando di Hernández de Córdoba a esplorare la penisola dello Yucatán. Raggiunsero la costa dove i Maya li invitarono a sbarcare per attaccarli nottetempo e quasi sterminarli. Velázquez allestì un'altra spedizione guidata da suo nipote Juan de Grijalva che navigò verso sud lungo la costa fino a Tabasco, parte dell'impero azteco.
Nel 1518, Velázquez affidò al sindaco della capitale di Cuba, Hernán Cortés, il comando d'una spedizione per sottomettere l'interno del Messico salvo poi ritrattare per screzi personali. Nel febbraio 1519, Cortés partì comunque: con circa 11 navi, 500 uomini, 13 cavalli e un piccolo numero di cannoni sbarcò nello Yucatán, in territorio maya, rivendicando terre per la Spagna. Da Trinidad si recò a Tabasco e vinse una battaglia contro gli indigeni: tra i prigionieri c'era Marina (La Malinche), sua futura amante, che conosceva sia la nahuatl (azteca) sia maya e divenne oltre che interprete anche preziosa consigliera. Fu lei a parlare a Cortés delle ricchezze azteche.
A luglio, Cortés prese il controllo di Veracruz e si pose agli ordini diretti del nuovo re Carlo I di Spagna. Chiese un incontro con l'imperatore azteco Montezuma II che ripetutamente rifiutò. Cortés puntò allora sulla capitale azteca, Tenochtitlán, e lungo la strada si alleò con diverse tribù stanche della sanguinosa tirannide azteca. In ottobre, accompagnato da circa 3.000 Tlaxcalteca, il conquistador marciò verso Cholula, la seconda città più grande del Messico centrale. O per incutere paura agli aztechi che lo aspettavano o (come affermò in seguito) desiderando dare l'esempio ai nativi, massacrò migliaia di notabili disarmati riuniti nella piazza centrale e bruciò parzialmente la città.

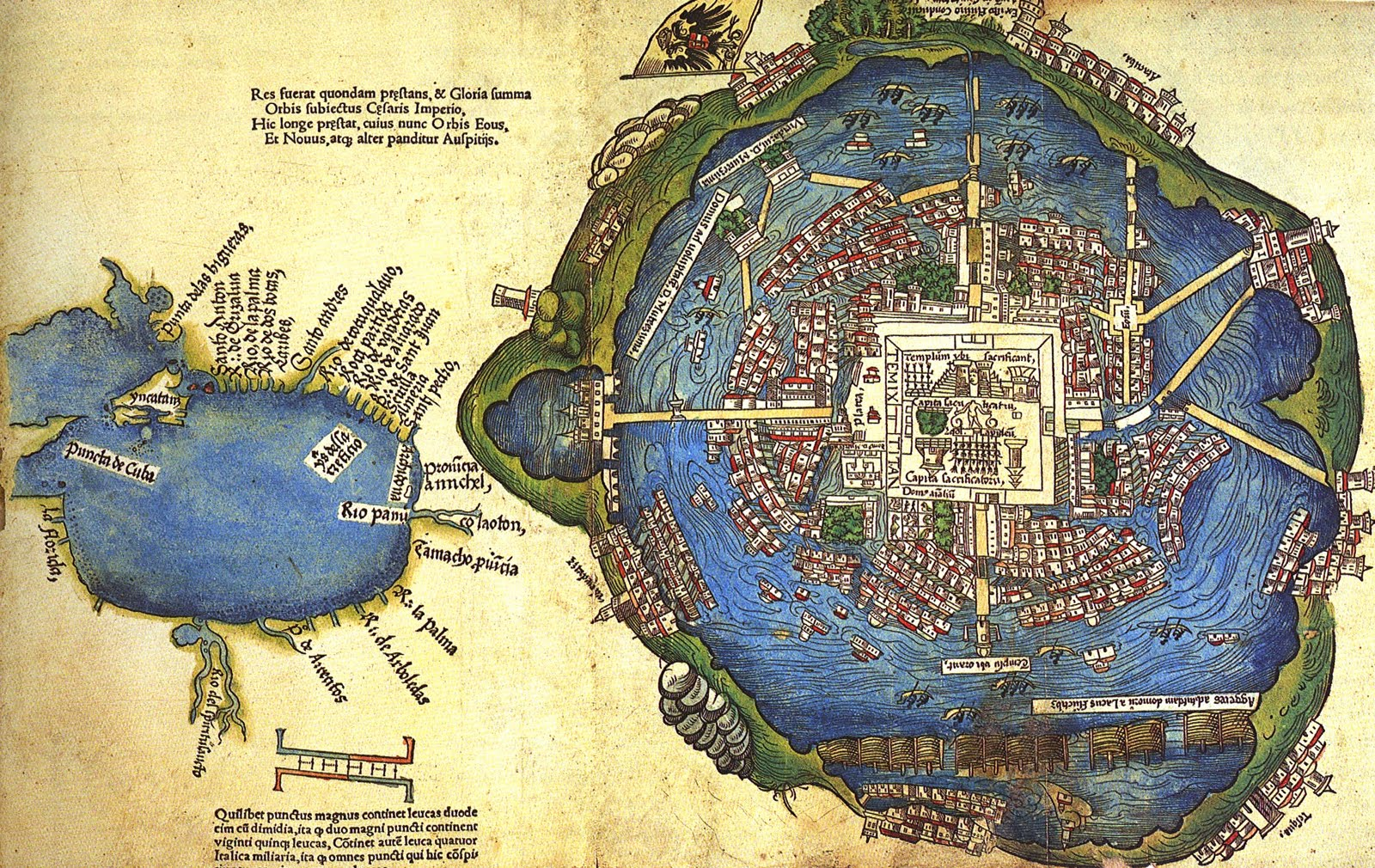
Mappa della città insulare di Tenochtitlán e del Golfo del Messico realizzata da uno degli uomini di Cortés, 1524, Newberry Library, Chicago

Arrivato a Tenochtitlan con un grande esercito, l'8 novembre fu ricevuti pacificamente da Montezuma II che lasciò volutamente entrare Cortés nel cuore dell'impero azteco, sperando di conoscerlo meglio per poi annientarlo. L'imperatore gli fece lauti doni in oro che lo indussero a saccheggiarne grandi quantità. Nelle sue lettere a re Carlo, Cortés affermava che gli Aztechi lo credevano un emissario del dio Quetzalcoatl o il dio stesso, una credenza contestata da alcuni storici moderni. Saputo però che i suoi uomini sulla costa erano stati attaccati dagli aztechi, prese in ostaggio di Montezuma nel suo palazzo, chiedendo un riscatto come tributo per re Carlo.
Velasquez inviò nell'aprile 1520 un'altra spedizione, 1.100 uomini guidati da Pánfilo de Narváez, per opporsi a Cortès che lasciò 200 uomini a Tenochtitlan e prese il resto per affrontare Narvaez, sconfiggendolo e convincendo i suoi uomini a unirsi a lui. A Tenochtitlán, uno dei suoi luogotenenti commise però un massacro nel Grande Tempio, scatenando la ribellione. Cortés tornò rapidamente e tentò di sfruttare Montezuma come paciere ma l'imperatore azteco fu ucciso, forse lapidato dai suoi sudditi. Gli spagnoli fuggirono durante la cosiddetta "Noche Triste", a prezzo del massacro della loro retroguardia e perdendo buona parte del tesoro sino ad allora accumulato. Dopo una battaglia a Otumba, raggiunsero Tlaxcala, avendo perso 870 uomini. Assistito da alleati e rinforzi cubani, Cortés assediò Tenochtitlán e catturò il nuovo imperatore Cuauhtémoc nell'agosto 1521. Debellato l'impero azteco, Cortés rivendicò la città per la Spagna e la ribattezzò Città del Messico.

### Perù: Pizarro e l'Impero Inca

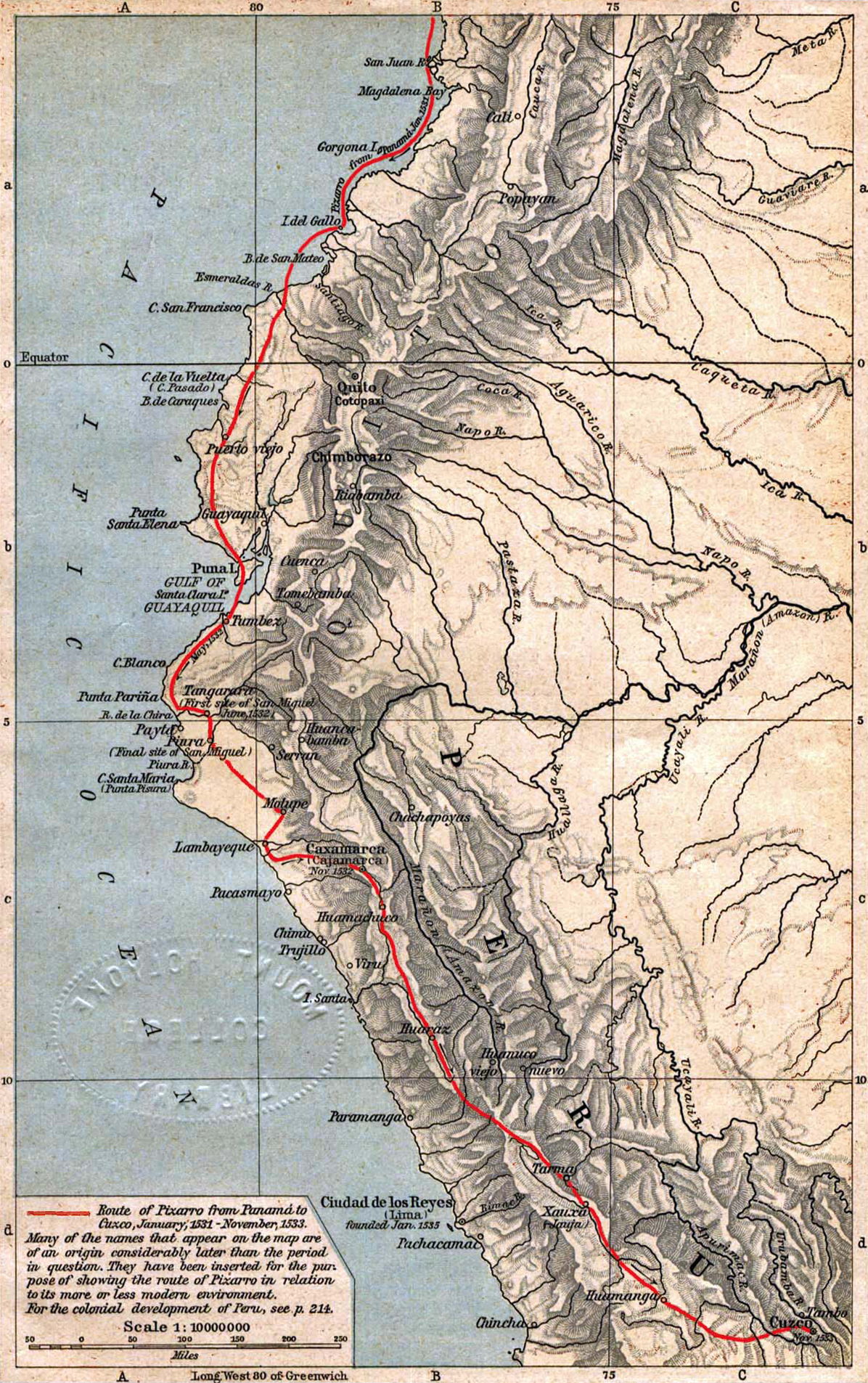
Il percorso di esplorazione di Francisco Pizarro durante la conquista del Perù (1531-1533)

Un primo tentativo di esplorare il Sudamerica occidentale fu intrapreso nel 1522 da Pascual de Andagoya. I nativi gli parlarono d'un territorio ricco d'oro intorno a un fiume chiamato "Pirú". Dopo aver raggiunto il fiume San Juan (Colombia), Andagoya si ammalò e tornò a Panama, dove diffuse notizie sul Pirú come il leggendario El Dorado. Questi, insieme ai resoconti di successo di Cortés, attirarono l'attenzione di Pizarro.
Francisco Pizarro aveva accompagnato Balboa Balboa nella traversata dell'istmo di Panama. Nel 1524 formò una società, la "Empresa del Levante", con il prete Hernando de Luque e il soldato Diego de Almagro per esplorare il sud, accettando di dividere i profitti: Pizarro era il comandante, Almagro il furiere e Luque il finanziatore.
Il 13 settembre 1524 partì la prima delle tre spedizioni alla conquista del Perù con circa 80 uomini e 40 cavalli. Fu un disastro. Arrivarono in Colombia e soccombettero al maltempo, alla fame e alle scaramucce con gli indigeni, in una delle quali Almagro perse un occhio. I toponimi conferiti lungo il percorso, Puerto deseado (porto desiderato), Puerto del hambre (porto della fame) e Puerto quemado (porto bruciato), attestano le difficoltà del viaggio. Due anni dopo, nell'agosto del 1526, partì una seconda spedizione con il riluttante permesso del governatore di Panama: due navi, 160 uomini e diversi cavalli. Dopo aver raggiunto il fiume San Juan si separarono, Pizarro rimase per esplorare le coste paludose e Almagro tornò indietro per chiedere rinforzi. Il pilota principale di Pizarro navigò verso sud e, dopo aver attraversato l'equatore, catturò una zattera da Tumbes: conteneva tessuti, ceramiche e, soprattutto, oro, argento e smeraldi. Al ritorno di Almagro con i rinforzi, ripartirono e, dopo un viaggio difficile contro forti venti e correnti, raggiunsero Atacames dove trovarono una grande popolazione nativa soggetta al controllo dell'Impero inca ma non sbarcarono.
Pizarro rimase al sicuro vicino alla costa, mentre Almagro e Luque tornarono a chiedere ulteriori rinforzi con la prova della presenza dell'oro. Il nuovo governatore rifiutò una terza spedizione e ordinò a due navi di riportare tutti a Panama. Almagro e Luque colsero l'occasione per unirsi a Pizarro. Quando arrivarono alla Isla de Gallo, Pizarro tracciò una linea sulla sabbia, dicendo: "Là giace il Perù con le sue ricchezze; qui, Panama e la sua povertà. Scelga, ogni uomo, ciò che meglio diventa un castigliano coraggioso." Tredici uomini decisero di restare e divennero noti come i famosi tredici. Si diressero verso la Isla Gorgona dove rimasero sette mesi prima dell'arrivo delle provviste.
Decisero di navigare verso sud e, nell'aprile del 1528, raggiunsero la regione peruviana nordoccidentale di Tumbes ove furono accolti calorosamente dagli indigeni Tumpis. Due degli uomini di Pizarro riportarono storie d'incredibili ricchezze, comprese decorazioni in oro e argento intorno alla casa del capo. Videro per la prima volta un lama che Pizarro chiamò "piccoli cammelli". I nativi chiamarono gli spagnoli "Figli del Sole" per la loro carnagione chiara e le loro armature brillanti. Decisero quindi di tornare a Panama per preparare una spedizione finale. Prima di partire navigarono verso sud attraverso territori che hanno chiamato come Cabo Blanco, porto di Payta, Sechura, Punta de Aguja, Santa Cruz e Trujillo, raggiungendo il 9° S.
Nella primavera 1528, Pizarro salpò per la Spagna, dove ebbe un colloquio con Carlo d'Asburgo che promise di sostenerlo dopo aver finalmente avuto notizie di terre ricche d'oro e argento in Sud America. La Capitulación de Toledo autorizzò Pizarro a procedere alla conquista del Perù. Pizarro riuscì quindi a convincere molti amici e parenti a supportarlo: i suoi fratelli Hernándo Pizarro, Juan Pizarro, Gonzalo Pizarro e anche Francisco de Orellana, che in seguito avrebbe esplorato il Rio delle Amazzoni, così come suo cugino Pedro Pizarro.
La terza e ultima spedizione di Pizarro partì da Panama il 27 dicembre 1530: 3 navi e 180 uomini. Sbarcarono vicino all'Ecuador e salparono per Tumbes, trovandola distrutta. Marciarono nell'entroterra e fondarono il primo insediamento spagnolo in Perù, San Miguel de Piura. Uno degli uomini tornò con un inviato Inca e un invito per un incontro. Gli Inca erano in piena guerra civile e Atahualpa era riparato nel nord del Perù dopo la sconfitta di suo fratello Huáscar. Dopo aver marciato per due mesi, i conquistadores raggiunsero Atahualpa. Questi rifiutò però il loro aiuto, dicendo che sarebbe stato "tributario di nessuno". C'erano meno di 200 spagnoli per i suoi 80.000 soldati, ma Pizarro attaccò e vinse l'esercito Inca nella battaglia di Cajamarca, catturando Atahualpa nella cosiddetta "Sala del riscatto". Nonostante adempisse alla sua promessa di riempire una stanza con oro e due con argento, Atahualpa fu condannato per aver ucciso suo fratello e aver complottato contro Pizarro e fu giustiziato.
Nel 1533, Pizarro invase Cusco con truppe indigene e scrisse a Carlo I: " Questa città è la più grande e la più bella mai vista in questo paese o in qualsiasi altra parte delle Indie. [...] è così bella e ha edifici così belli che sarebbe notevole anche in Spagna." Dopo che gli spagnoli ebbero distrutto l'impero inca, Jauja nella fertile valle del Mantaro fu stabilita come capitale provvisoria del Perù ma era troppo in alto sulle montagne e Pizarro fondò allora la città di Lima il 18 gennaio 1535, atto da lui considerato uno dei più importanti della sua vita.

## Principali nuove rotte commerciali (1542-1565)

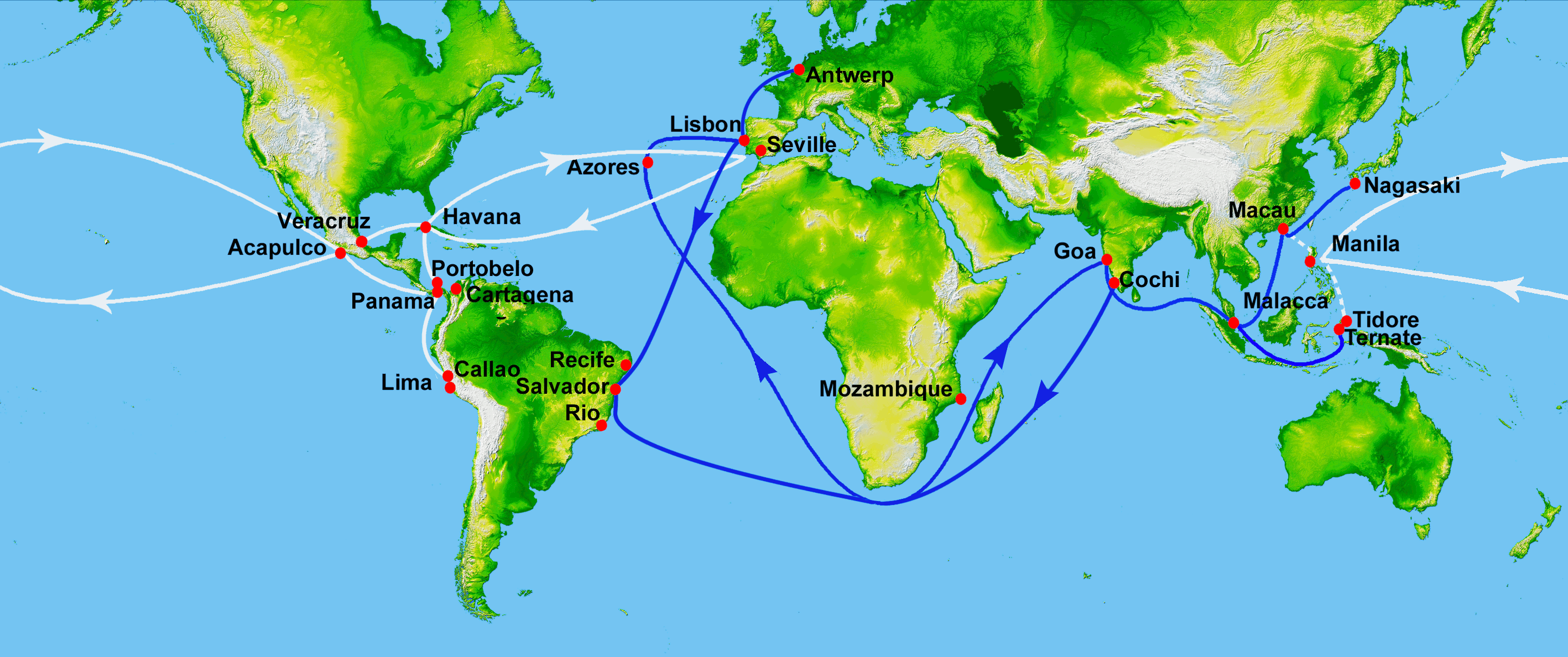
Rotte commerciali portoghesi (blu) e rotte commerciali rivali dei galeoni Manila-Acapulco (bianche) stabilite nel 1568

Nel 1543 tre commercianti portoghesi divennero accidentalmente i primi occidentali a raggiungere e commerciare con il Giappone. Secondo Fernão Mendes Pinto, presunto testimone dei fatti, arrivarono a Tanegashima ove i nativi furono tanto colpiti dalle armi da fuoco da replicarne immediatamente la tecnologia per poi passare a produrla in massa.
La conquista spagnola delle Filippine fu ordinata da Filippo II di Spagna e Andrés de Urdaneta fu il comandante designato. Urdaneta accettò di accompagnare la spedizione ma rifiutò di comandare e fu nominato Miguel López de Legazpi. La spedizione salpò nel novembre 1564. Dopo aver trascorso un po' di tempo sulle isole, Legazpi rimandò Urdaneta per trovare una via di ritorno migliore. Urdaneta salpò da San Miguel a Cebu il 1 giugno 1565 ma dovette spingersi fino al 38º parallelo Nord per trovare venti favorevoli.

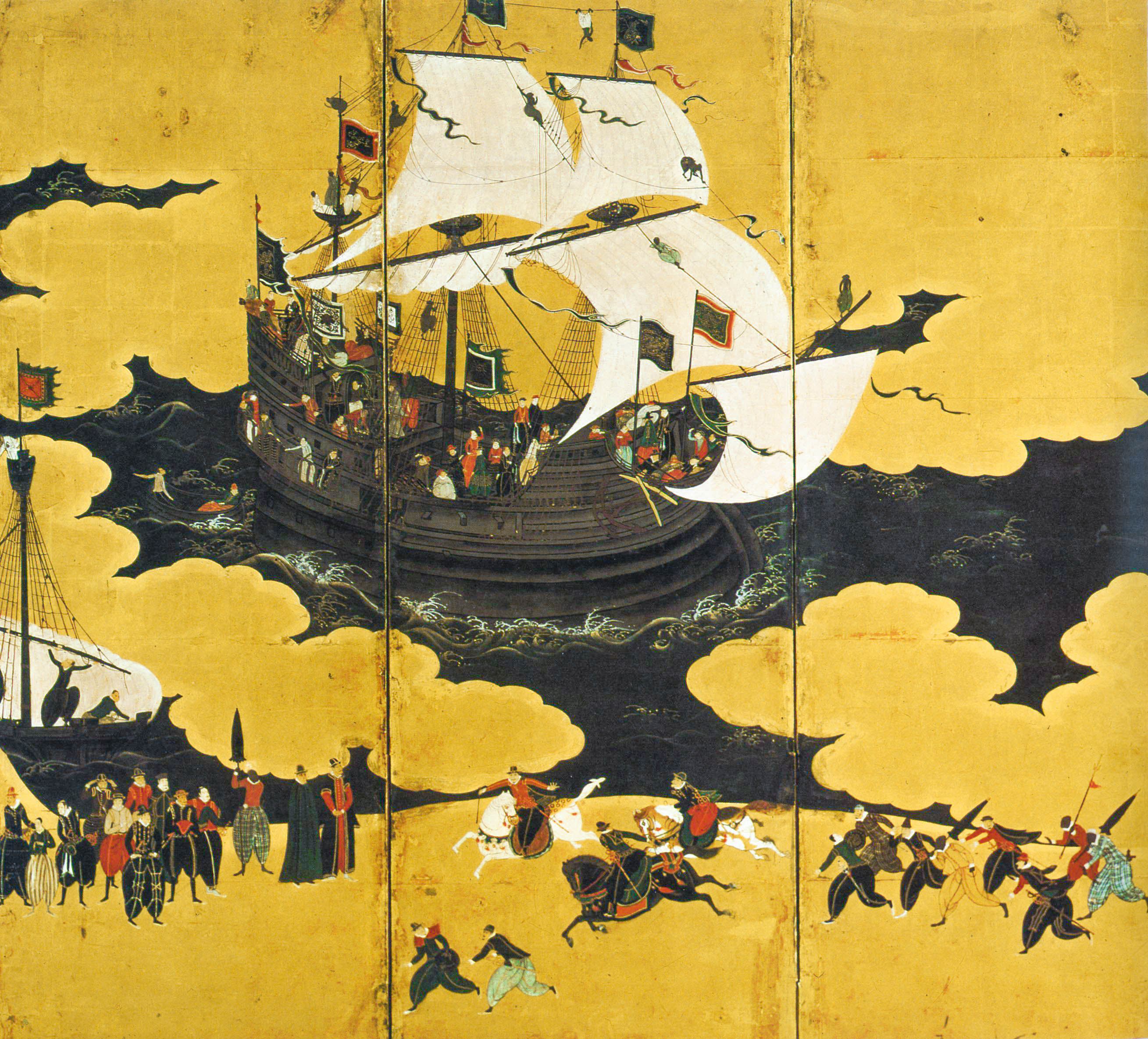
Caracca portoghese a Nagasaki, arte Nanban attribuita a Kanō Naizen, 1570-1616 Giappone

Ragionò allora sull'ipotesi che gli alisei del Pacifico disegnassero un vortice come quelli atlantici, rendendo quindi possibile replicare anche nel Pacifico la Volta do mar, puntare a nord e catturare venti favorevoli in direzione est per le Americhe. Raggiunse così la costa vicino a Cape Mendocino, in California, e poi ridiscese sotto-costa verso sud. Raggiunse il porto di Acapulco l'8 ottobre 1565 dopo aver percorso 12 000 miglia (19 312 chilometri) in 130 giorni: quattordici uomini dell'equipaggio erano morti e solo Urdaneta e Felipe de Salcedo, nipote di López de Legazpi, avevano abbastanza forza per gettare le ancore.
Fu così stabilita una rotta spagnola attraverso il Pacifico, tra il Messico e le Filippine. Per molto tempo queste rotte sono state utilizzate dai galeoni di Manila, creando così un collegamento commerciale che univa Cina, Americhe ed Europa attraverso le rotte combinate transpacifiche e transatlantiche.

## Coinvolgimento del Nord Europa (1595-XVII secolo)

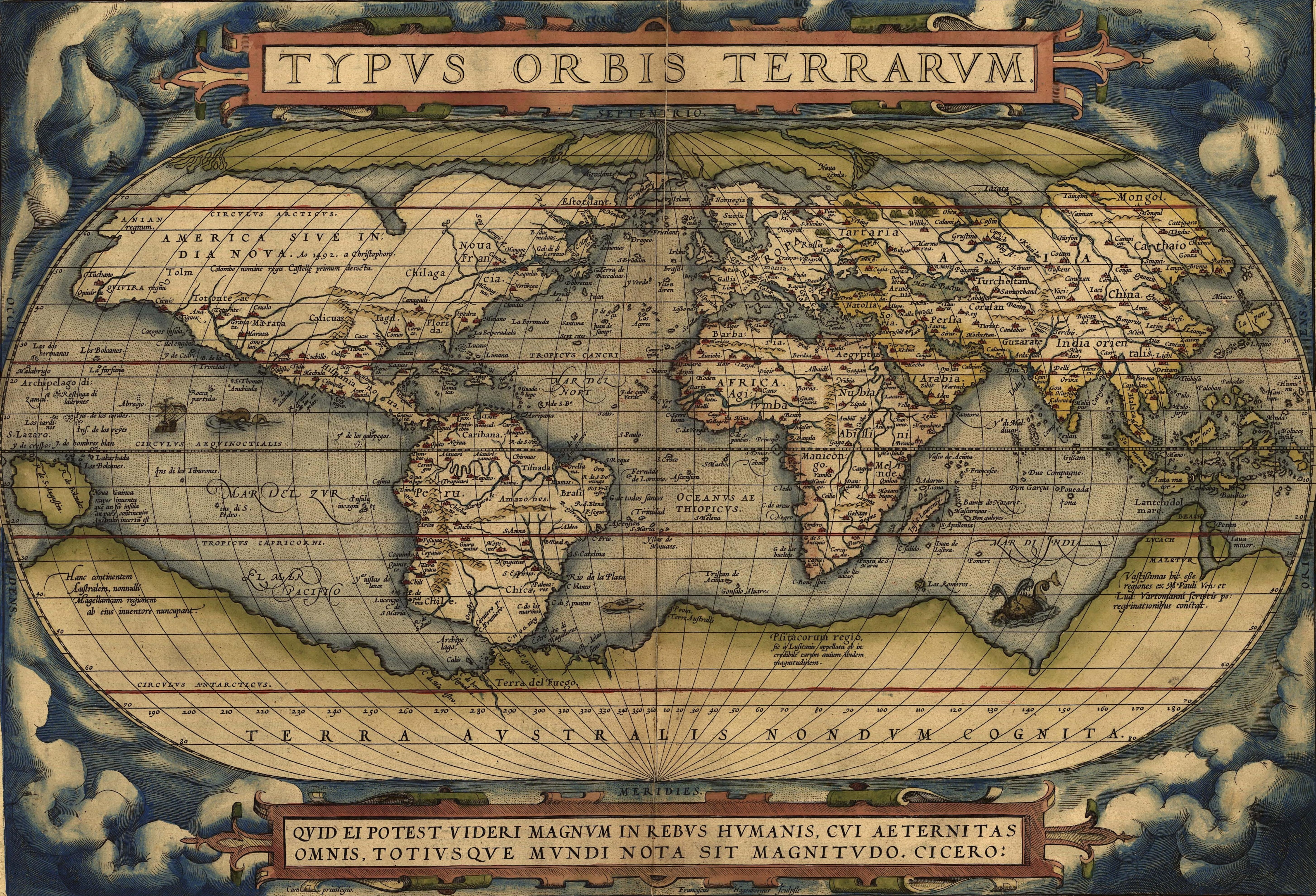
Mappamondo del Theatrum Orbis Terrarum di Abraham Ortelius (20 maggio 1570). Pubblicato ad Anversa, il Theatrum è considerato il primo atlante moderno. Tre edizioni latine, una olandese, una francese e una tedesca furono pubblicate prima della fine del 1572. Fu richiesto fino al 1612 circa.

Le nazioni europee non riconobbero il Trattato di Tordesillas, né riconobbero la donazione di papa Alessandro VI del Nuovo Mondo agli spagnoli. Francia, Paesi Bassi e Inghilterra avevano ciascuno una lunga tradizione marittima, sia commerciale sia di attività corsare, e riuscirono, a tempo debito, a mettere le mani sulle nuove tecnologie e mappe iberiche.
Dopo il fallimento del matrimonio di Enrico VIII d'Inghilterra e Caterina d'Aragona, il Tudor ruppe con la Chiesa cattolica romana e si stabilì come capo della Chiesa di Inghilterra, aggiungendo il conflitto religioso a quello politico. Quando gran parte dei Paesi Bassi divenne protestante, cercò l'indipendenza politica e religiosa dalla Spagna cattolica. Nel 1568 gli olandesi si ribellarono al dominio di Filippo II di Spagna avviando la guerra degli ottant'anni (1568-1648) cui si affiancò ben presto anche la Guerra anglo-spagnola (1585-1604). Nel 1580 Filippo II divenne re del Portogallo creando la cosiddetta "Unione iberica". Sebbene governasse il Portogallo e il suo impero come separati da quello spagnolo, l'unione delle corone produsse una superpotenza cattolica che Inghilterra e i Paesi Bassi sfidarono.
Negli ottant'anni della guerra d'indipendenza olandese, le truppe di Filippo conquistarono le importanti città commerciali di Bruges e Gand. Anversa, allora il porto più importante del mondo, cadde nel 1585. La popolazione protestante ebbe due anni per sistemare gli affari prima di lasciare la città. Molti si stabilirono ad Amsterdam. Si trattava principalmente di abili artigiani, ricchi mercanti delle città portuali e rifugiati fuggiti dalle persecuzioni religiose, in particolare ebrei sefarditi portoghesi e spagnoli e ugonotti francesi. Anche i Padri Pellegrini vi trascorsero del tempo prima di partire per il Nuovo Mondo. Quest'immigrazione di massa fu un importante volano: piccolo porto nel 1585, Amsterdam si trasformò rapidamente in uno dei centri commerciali più importanti del mondo. Dopo la sconfitta dell'Invincibile Armata nel 1588 ci fu un'enorme espansione del commercio marittimo ma la sconfitta della cosiddetta "Armada inglese" confermò la supremazia marittima spagnola sui concorrenti.
L'emergere della potenza marittima olandese fu rapido e notevole: per anni infatti gli olandesi avevano partecipato ai viaggi portoghesi verso est, sia come abili marinai sia come cartografi. Nel 1592, Cornelis de Houtman fu inviato dagli olandesi a Lisbona per raccogliere quante più informazioni possibili sulle Isole delle Spezie. Nel 1595, il mercante ed esploratore Jan Huygen van Linschoten, dopo aver viaggiato nell'Oceano Indiano al servizio dei portoghesi, pubblicò un resoconto di viaggio ad Amsterdam, il "Reys-gheschrift vande navigatien der Portugaloysers in Orienten" ("Rapporto di viaggio attraverso le navigazioni dei portoghesi in Oriente") con vaste indicazioni di viaggio dal Portogallo alle Indie orientali fino al Giappone. Nello stesso anno, Houtman guidò il primo viaggio esplorativo olandese e scoprì una nuova rotta marittima, dal Madagascar allo stretto della Sonda in Indonesia, e firmò un trattato con il sultano Banten.
L'interesse olandese e britannico, alimentato da nuove informazioni, portò a un movimento di espansione commerciale e alla fondazione di Compagnie commerciali privilegiate inglesi (1600) e olandesi (1602). Olandesi, francesi e inglesi inviarono navi che si opposero al monopolio portoghese, concentrato soprattutto nelle zone costiere, che si dimostrarono incapaci di difendersi da un'impresa così vasta e dispersa.

### Esplorazione del Nord America

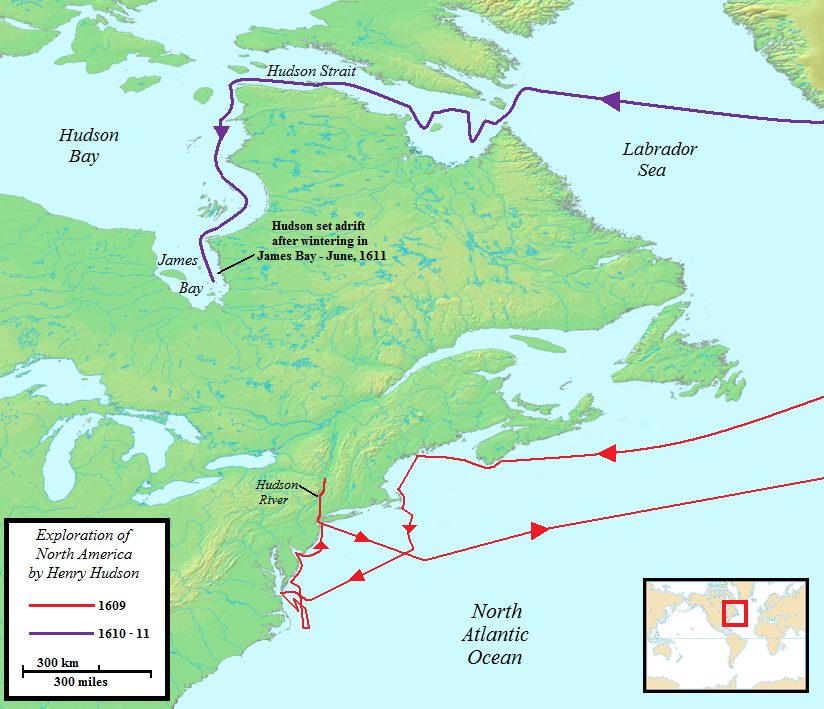
Mappa dei viaggi 1609-1611 di Henry Hudson in Nord America per la Compagnia olandese delle Indie orientali (VOC)

La spedizione inglese del 1497 autorizzata da Enrico VII d'Inghilterra era guidata dal veneziano Giovanni Caboto: la prima d'una serie di missioni francesi e inglesi che esplorarono il Nord America. I marinai italiani svolsero un ruolo indubbiamente importante nelle prime esplorazioni, in particolare il genovese Cristoforo Colombo le cui scoperte spianarono alla Spagna l'accesso alle miniere d'argento centro e sudamericane. Le spedizioni nordeuropee puntavano a individuare il cosiddetto "Passaggio a nord-ovest" per il commercio asiatico. Non fu mai scoperto ma permise di sviluppare nuove possibilità, sebbene nulla sulla scala di quelle spettacolari degli spagnoli. All'inizio del XVII secolo i coloni di numerosi stati del Nord Europa iniziarono a stabilirsi sulla costa orientale del Nord America. Nel 1520–1521 il portoghese João Álvares Fagundes, accompagnato da coppie del Portogallo continentale e delle Azzorre, esplorò Terranova e Nuova Scozia, probabilmente raggiungendo la baia di Fundy nel bacino di Minas, e stabilì una colonia di pescatori sull'Isola del Capo Bretone che sarebbe durata almeno fino al 1570 circa.
Nel 1524, l'italiano Giovanni da Verrazzano navigò per Francesco I di Francia, motivato dall'indignazione per la divisione del mondo tra portoghesi e spagnoli. Esplorò la costa atlantica del Nord America, dalla Carolina del Sud a Terranova, e fu il primo europeo a visitare quella che sarebbe poi diventata la colonia della Virginia e gli Stati Uniti. Nello stesso anno Esteban Gómez, un cartografo portoghese già della flotta di Magellano, esplorò la Nuova Scozia, navigando a sud attraverso il Maine, dove entrò nell'attuale porto di New York, nel fiume Hudson e infine raggiunse la Florida nell'agosto 1525. Come risultato della sua spedizione, la mappa del mondo di Diego Ribero del 1529 delinea quasi perfettamente la costa orientale del Nord America. Dal 1534 al 1536, il francese Jacques Cartier che si ritiene abbia accompagnato Verrazzano in Nuova Scozia e Brasile fu il primo europeo a viaggiare nell'entroterra nordamericano, descrivendo il Golfo di San Lorenzo, che chiamò "Il Paese dei Canadas ", dopo Nomi irochesi, rivendicando quello che oggi è il Canada per Francesco I di Francia.

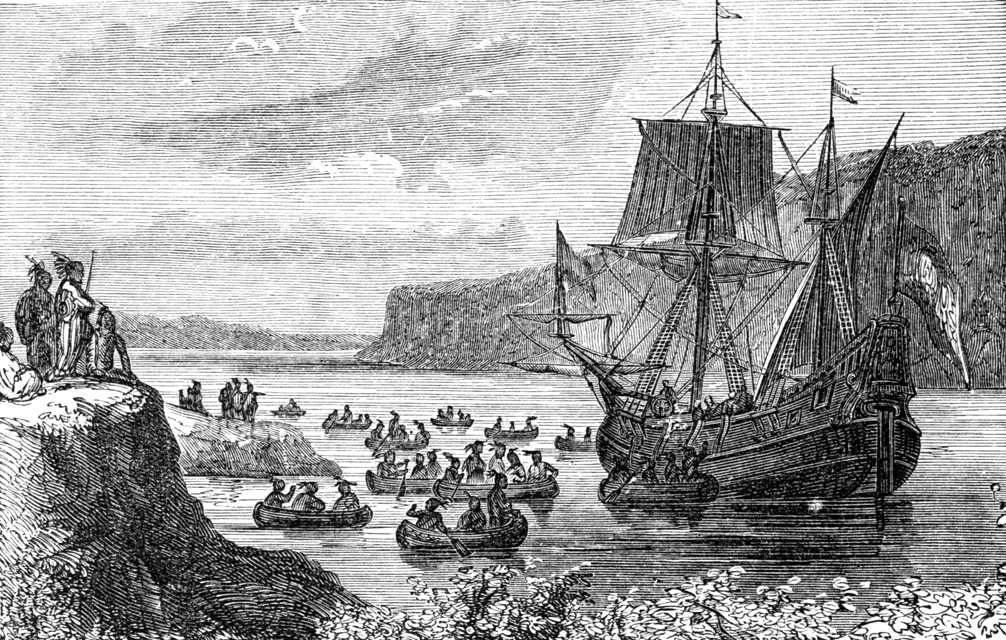
La nave Halve Maen di Henry Hudson nel fiume Hudson

Gli europei esplorarono la costa del Pacifico a partire dalla metà del XVI secolo. Lo spagnolo Francisco de Ulloa esplorò la costa occidentale del Messico, compreso il Golfo di California, dimostrando che la Bassa California (es. Baja California) era una penisola. Nonostante il suo rapporto basato su informazioni di prima mano, in Europa persisteva il mito che la California fosse un'isola. Fu sempre Ulloa a usare per primo il nome "California". Juan Rodríguez Cabrillo, un portoghese al servizio della Spagna, fu il primo europeo a mettervi piede il 28 settembre 1542 sulle rive della Baia di San Diego e rivendicandola per la Spagna. Sbarcò poi all'Isola di San Miguel, una delle Isole del Canale, e continuò a nord fino a Point Reyes sulla terraferma. Dopo la sua morte, l'equipaggio continuò a esplorare fino all'Oregon.
Il corsaro Francis Drake navigò lungo la costa nel 1579 a nord del luogo di sbarco di Cabrillo mentre circumnavigava il mondo. Drake ebbe una carriera lunga e di grande successo attaccando gli insediamenti spagnoli nei Caraibi e nella terraferma americana. Svolse anche un ruolo importante nella sconfitta dell'Armada spagnola a Gravelinga salvo poi guidare l'armata inglese che tentò invano di strappare i Caraibi alla Spagna venendo sonoramente sconfitta. Il 5 giugno 1579, Drake approdò brevemente a South Cove, Cape Arago, appena a sud di Coos Bay nell'Oregon, poi salpò verso sud alla ricerca di un porto adatto per riparare la sua nave danneggiata. Il 17 giugno, trovò una baia protetta sulla costa della California settentrionale, vicino a Point Reyes. Mentre era a terra, rivendicò l'area per la regina Elisabetta I d'Inghilterra battezzandola New Albion ("Nuova Albione") e lasciandovi una lastra di ottone incisa. Gli approdi di Drake sulla costa occidentale del Nord America sono una piccola parte della sua circumnavigazione del globo del 1577-1580. Il corsaro morì nel 1596 al largo della costa di Panama, in seguito alle ferite riportate in un raid.
Tra il 1609 e il 1611, dopo diversi viaggi per conto di mercanti inglesi alla ricerca del passaggio a nord-ovest, Henry Hudson, sotto gli auspici della Compagnia Olandese delle Indie Orientali (VOC), esplorò la regione intorno all'odierna New York City. Esplorò il fiume Hudson e pose le basi per la colonizzazione olandese della regione. L'ultima spedizione di Hudson si spostò più a nord alla ricerca del "Passaggio", portando alla scoperta dello Stretto e della Baia di Hudson. Dopo aver svernato a James Bay, Hudson tentò di proseguire il suo viaggio nella primavera del 1611 ma il suo equipaggio si ammutinò e lo uccise gettandolo alla deriva.

### La ricerca del "Passaggio a nord-ovest" (1533-1611)

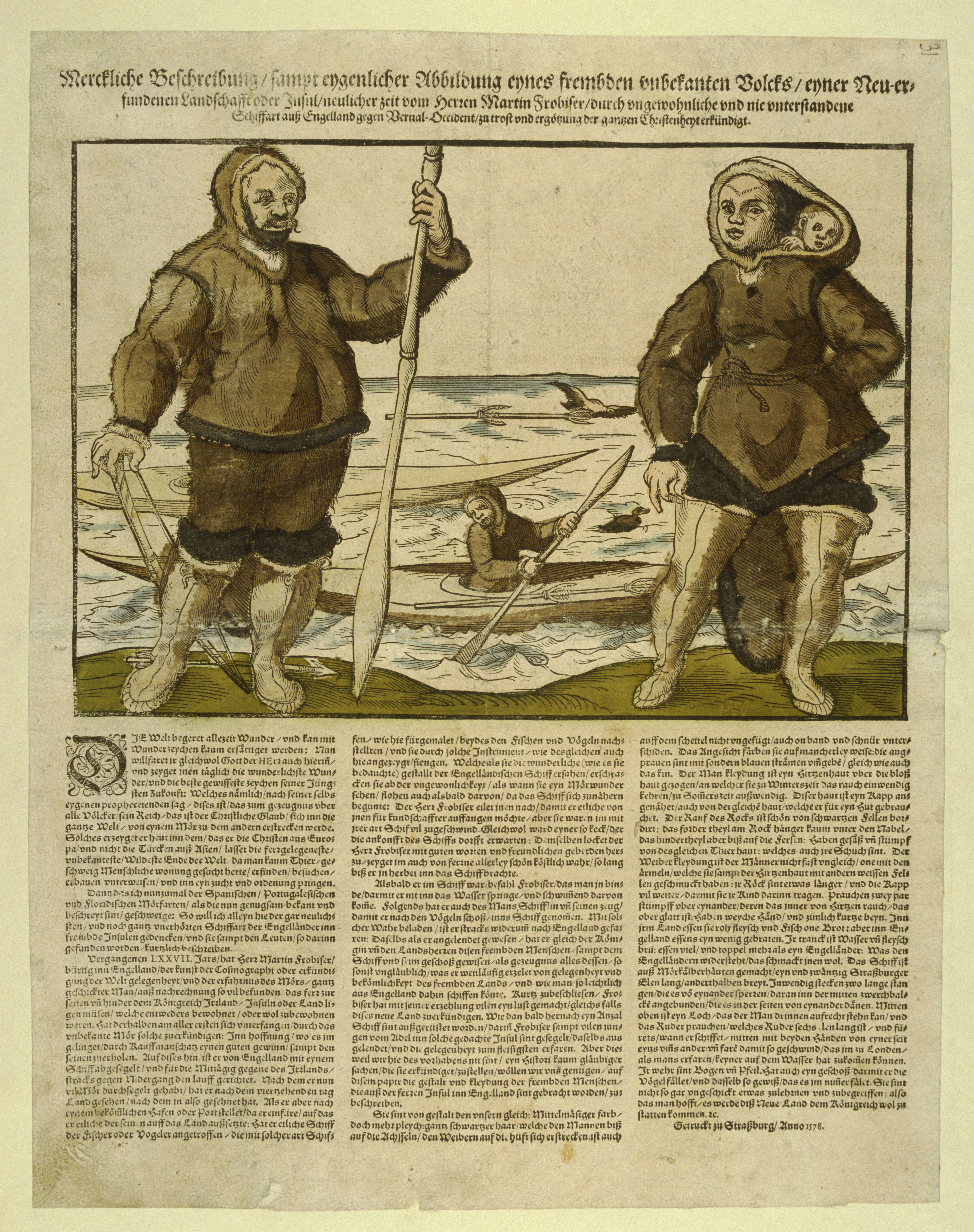
Rapporto in tedesco di una delle spedizioni artiche di Martin Frobisher

Francia, Paesi Bassi e Inghilterra, inibite a navigare lungo il Sud America e l'Africa, non avevano una rotta per l'Asia. Appurato che non esisteva una via attraverso l'entroterra americano, l'attenzione si rivolse alla possibilità di un passaggio attraverso le acque settentrionali. Il desiderio di tracciare tale rotta, il cosiddetto "Passaggio a nord-ovest", guidò gran parte dell'esplorazione europea delle coste artiche del Nord America e della Russia. In Russia l'idea di una possibile via marittima che collegasse l'Atlantico e il Pacifico fu avanzata per la prima volta dal diplomatico Dmitrij Gerasimov nel 1525, sebbene i coloni russi sulla costa del Mar Bianco, i Pomory, avessero esplorato parti della rotta già dal XI secolo.
Nel 1553 l'esploratore inglese Hugh Willoughby e il capo pilota Richard Chancellor furono inviati con tre navi alla ricerca di un passaggio dalla Compagnia londinese di Merchant Adventurers per New Lands. Durante il viaggio attraverso il Mare di Barents, Willoughby pensò di vedere isole a nord e isole chiamate Willoughby's Land furono mostrate sulle mappe pubblicate da Plancius e Mercator nel 1640. Le navi furono separate da "terribili trombe d'aria" nel Mare di Norvegia e Willoughby navigò in una baia vicino all'attuale confine tra Finlandia e Russia. Le sue navi con gli equipaggi congelati, incluso Willoughby e il suo diario, furono trovate dai pescatori russi un anno dopo. Chancellor gettò l'ancora nel Mar Bianco, giunse via terra a Mosca alla corte dello zar Ivan IV di Russia e avviò il commercio con la Russia, facendo della Compagnia degli Avventurieri Mercantili la Compagnia di Mosca.
Nel giugno 1576, l'inglese Martin Frobisher guidò una spedizione di tre navi e 35 uomini alla ricerca di un passaggio a nord-est intorno al Nord America. Il viaggio fu sostenuto sempre dalla Muscovy Company. Tempeste violente affondarono una nave e costrinsero un'altra a tornare indietro ma Frobisher e l'altra nave raggiunsero la costa del Labrador a luglio. Pochi giorni dopo arrivarono alla foce di quella che oggi è Frobisher Bay. Frobisher credeva che fosse l'ingresso al passaggio a nord-ovest e lo chiamò "Stretto di Frobisher" e rivendicò l'isola di Baffin per la regina Elisabetta. Dopo alcune esplorazioni preliminari, tornò in Inghilterra. Comandò due viaggi successivi nel 1577 e nel 1578 ma non riuscì a trovare il "Passaggio". Tornò in Inghilterra con le navi cariche di minerale ma fu ritenuto inutile e danneggiò la sua reputazione di esploratore. Rimane un'importante figura storica in Canada.

#### L'esplorazione artica di Barentsz (1594-1597)

1598 mappa di esplorazione artica di Willem Barentsz nel suo terzo viaggio

Il 5 giugno 1594, il cartografo olandese Willem Barentsz partì da Texel con tre navi per entrare nel Mare di Kara, con la speranza di trovare il Passaggio sopra la Siberia. A Williams Island l'equipaggio incontrò per la prima volta un orso polare: lo portarono a bordo ma l'orso s'infuriò e fu ucciso. Barentsz raggiunse la costa occidentale di Novaja Zemlja e la seguì verso nord, prima di essere costretto a tornare indietro dagli iceberg.
L'anno successivo, Maurizio di Nassau lo nominò capo pilota di una nuova spedizione di sei navi, cariche di merci che gli olandesi speravano di commerciare con la Cina. Il gruppo si imbatté negli "uomini selvaggi" di Samoiedo, ma alla fine tornò indietro dopo aver scoperto che il Mare di Kara era ghiacciato. Nel 1596, gli Stati Generali offrirono un'alta ricompensa a chiunque avesse trovato il Passaggio. Amsterdam acquistò e attrezzò due piccole navi, capitanate da Jan Rijp e Jacob van Heemskerck, per cercare il canale inafferrabile, al comando di Barents. Partirono a maggio e a giugno scoprirono l'Isola degli Orsi e Spitsbergen, avvistando la sua costa nord-occidentale. Videro una grande baia, in seguito chiamata Raudfjorden ed entrarono nel Magdalenefjorden che chiamarono Tusk Bay, navigando nell'ingresso settentrionale di Forlandsundet che chiamarono Keerwyck, ma furono costretti a tornare indietro a causa di una secca. Il 28 giugno doppiarono la punta settentrionale di Prins Karls Forland che chiamarono Vogelhoek per il gran numero di uccelli e puntarono a sud, passando Isfjorden e Bellsund, indicate sulla carta di Barentsz come Grooten Inwyck e Inwyck.

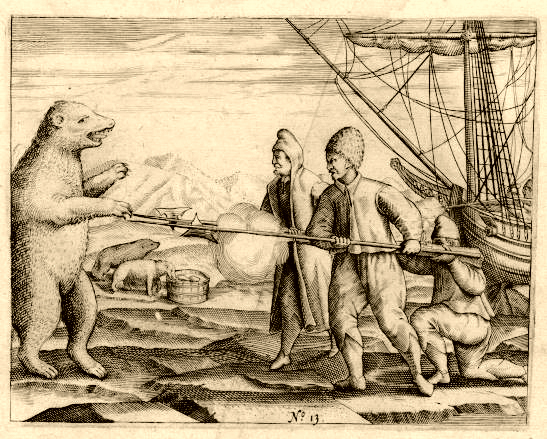
L'equipaggio di Barentsz combatte contro l'orso polare

Le navi raggiunsero nuovamente l'Isola degli Orsi il 1º luglio e nacquero contese. Si separarono, con Barentsz che continuò a nord-est, mentre Rijp si diresse a nord. Barentsz raggiunse Novaja Zemlja e, per evitare di rimanere intrappolato nel ghiaccio, si diresse verso lo stretto di Vaigatch ma rimase bloccato all'interno degli iceberg e dei banchi. Incagliato, l'equipaggio di 16 uomini dovette trascorrere l'inverno sul ghiaccio. Usarono il legname della nave per costruire un rifugio che chiamarono Het Behouden Huys (The Kept House). Affrontando il freddo estremo, usarono i tessuti mercantili per realizzare coperte e vestiti aggiuntivi e catturarono volpi artiche in trappole primitive così come orsi polari. Quando arrivò giugno e il ghiaccio non aveva ancora allentato la presa sulla nave, i sopravvissuti allo scorbuto vararono due piccole barche. Barentsz morì in mare il 20 giugno 1597 mentre studiava carte nautiche. Ci vollero altre sette settimane perché le barche raggiungessero Kola dove furono salvate da un mercantile russo. Sopravvissero solo 12 membri dell'equipaggio, raggiungendo Amsterdam nel mese di novembre. Due dei membri dell'equipaggio di Barentsz, Jan Huyghen van Linschoten che lo aveva accompagnato nei primi due viaggi e Gerrit de Veer che aveva servito come carpentiere della nave nell'ultimo, pubblicarono in seguito i loro diari della disavventura.
Nel 1608, Henry Hudson fece un secondo tentativo, cercando di passare da sopra la Russia: arrivò a Novaja Zemlja ma fu costretto a tornare indietro. Tra il 1609 e il 1611, dopo diversi viaggi per gli inglesi di ricerca della rotta dal Mare del Nord all'India, esplorò i dintorni della moderna New York City mentre navigava in cerca del Passaggio per conto cercava una rotta occidentale verso l'Asia sotto gli auspici della Compagnia olandese delle Indie orientali (VOC).

### Australia olandese e Nuova Zelanda

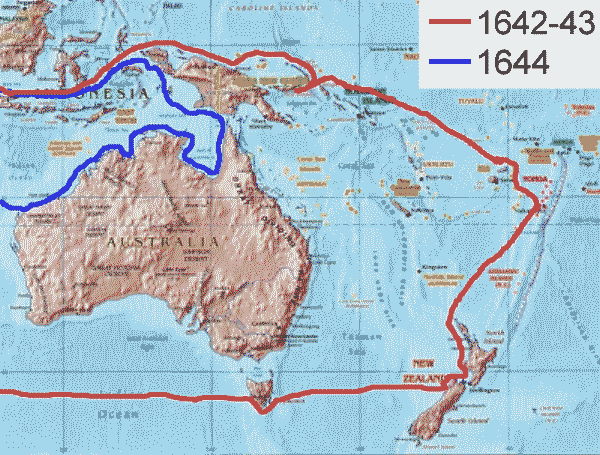
La rotta dei viaggi del 1642 e del 1644 di Abel Tasman nella Nuova Olanda (Australia) al servizio della VOC (Compagnia Olandese delle Indie Orientali)

La Terra Australis Ignota (it. "Terra sconosciuta meridionale") era un ipotetico continente apparso sulle mappe europee dal XV al XVIII secolo teorizzato secoli addietro da Aristotele. Raffigurato nelle Mappe di Dieppe della metà del XVI secolo, la sua costa appariva appena a sud delle isole delle Indie Orientali ed era spesso tracciato in modo elaborato, con una ricchezza di dettagli fittizi. Le scoperte hanno ridotto l'area in cui si poteva trovare questo continente; tuttavia, molti cartografi sostenevano l'opinione aristotelica, come Gerardus Mercator (1569) e Alexander Dalrymple anche fino al 1767 sostenevano la sua esistenza, argomentando la necessità di una grande massa continentale nell'emisfero australe quale contrappeso delle masse continentali settentrionali. Man mano che venivano scoperte nuove terre, si pensava spesso che facessero parte di questo ipotetico continente.
Juan Fernandez, salpando dal Cile nel 1576, affermò di aver scoperto il continente meridionale. Il galiziano Luis Váez de Torres dimostrò l'esistenza di un passaggio a sud della Nuova Guinea, ora noto come Stretto di Torres. Pedro Fernandes de Queirós, un portoghese al servizio della Spagna, vide una grande isola a sud della Nuova Guinea nel 1606 che chiamò La Australia del Espiritu Santo. Lo descrisse al re di Spagna come Terra Australis incognita. In realtà, non era l'Australia ma un'isola nell'attuale Vanuatu.

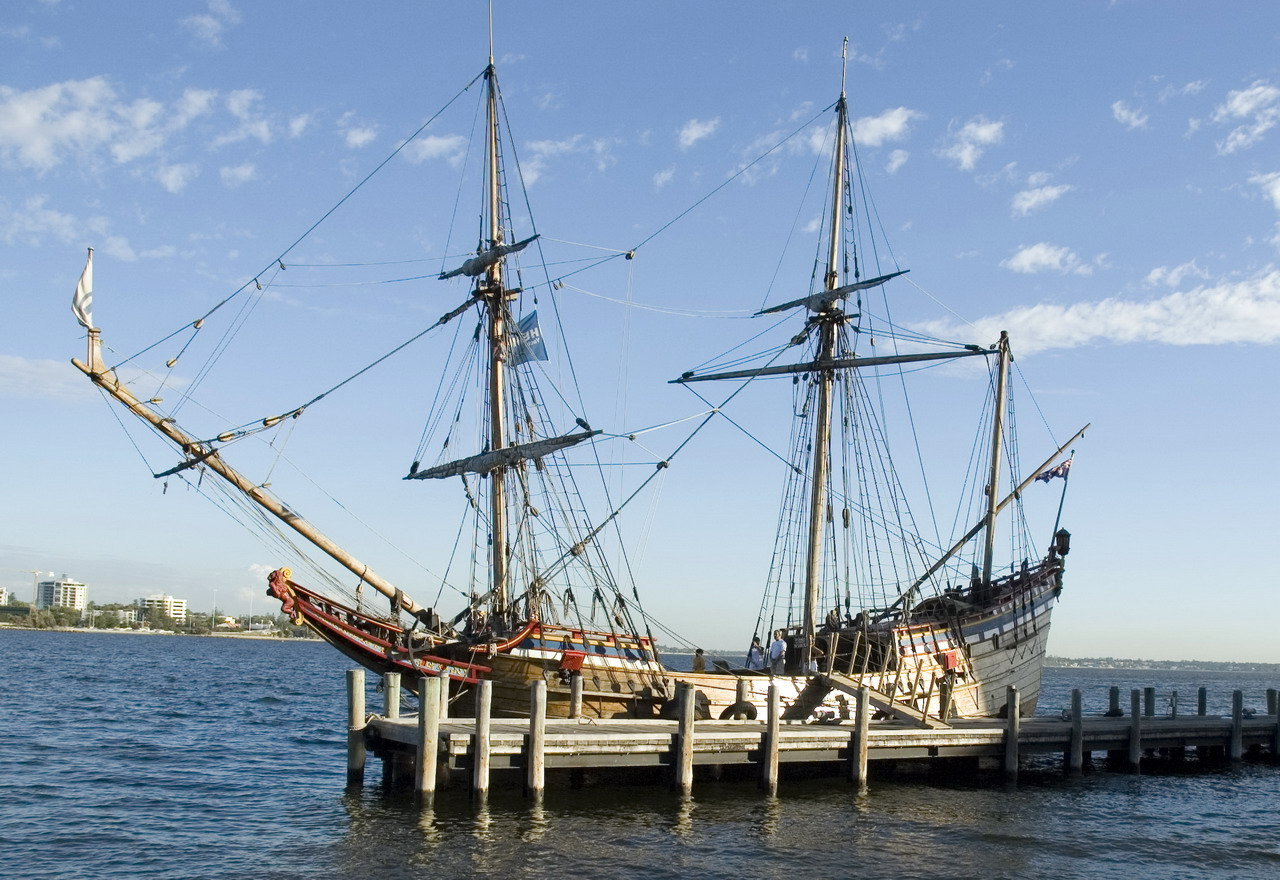
Duyfken (ricostruzione), Swan River (Australia)

Navigatore e governatore coloniale olandese, Willem Janszoon salpò dai Paesi Bassi per le Indie Orientali per la terza volta il 18 dicembre 1603, come capitano della Duyfken (o Duijfken, che significa "Piccola colomba"), una delle dodici navi della grande flotta di Steven van der Hagen. Una volta nelle Indie, Janszoon fu inviato alla ricerca di altri sbocchi commerciali, in particolare nella "grande terra della Nuova Guinea e in altre terre orientali e meridionali". Il 18 novembre 1605, il Duyfken salpò da Bantam verso la costa della Nuova Guinea occidentale. Janszoon attraversò l'estremità orientale del Mar degli Alfuri, senza vedere lo Stretto di Torres, nel Golfo di Carpentaria. Il 26 febbraio 1606 approdò al fiume Pennefather sulla sponda occidentale di Cape York nel Queensland, vicino alla moderna città di Weipa: il primo approdo europeo registrato nel continente australiano. Janszoon procedette a cartografare circa 320 chilometri (199 miglia) di costa che pensava fosse un'estensione meridionale della Nuova Guinea. Nel 1615, il giro di Capo Horn di Jacob le Maire e Willem Schouten dimostrò che la Terra del Fuoco era un'isola relativamente piccola.
Nel 1642-1644 Abel Tasman, anche lui esploratore e mercante olandese al servizio della VOC, circumnavigò la Nuova Olanda dimostrando che l'Australia non faceva parte del mitico continente meridionale. Fu la prima spedizione europea conosciuta a raggiungere le isole di Van Diemen's Land (ora Tasmania) e la Nuova Zelanda e ad avvistare le isole Figi nel 1643. Tasman, il suo navigatore Visscher e il suo mercante Gilsemans mapparono anche porzioni consistenti dell'Australia, della Nuova Zelanda e delle isole del Pacifico.

## Esplorazione russa della Siberia (1581-1660)
A metà del XVI secolo lo zar di Russia conquistò i khanati tartari di Kazan' e Astrachan', annettendo così l'intera regione del Volga e aprendo la strada ai monti Urali. La colonizzazione delle nuove terre più orientali della Russia e l'ulteriore assalto verso est furono guidate dai ricchi mercanti Stroganov. Lo zar Ivan IV concesse vaste proprietà vicino agli Urali e privilegi fiscali ad Anikej Stroganov che organizzò la migrazione su larga scala verso queste terre. Gli Stroganov svilupparono l'agricoltura, la caccia, le saline, la pesca e l'estrazione di minerali sugli Urali e stabilirono il commercio con le tribù siberiane.

### Conquista del Khanato di Sibir

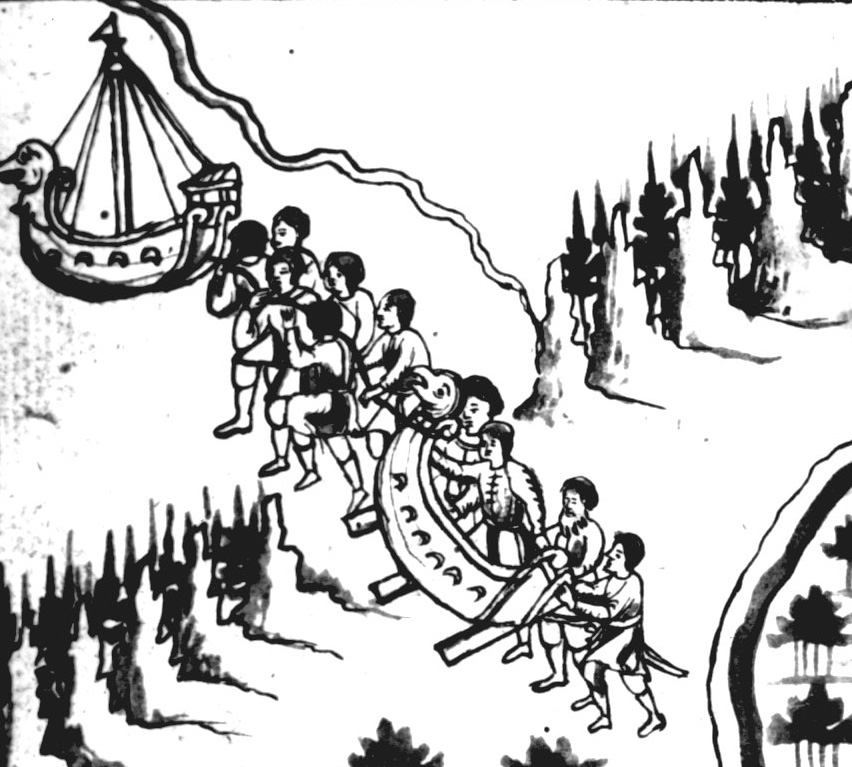
Ermak Timofeevič e la sua banda di avventurieri attraversano gli Urali a Tagil, entrando in Asia dall'Europa

Intorno al 1577, Semën Stroganov e altri figli di Anikej Stroganov assunsero un capo cosacco di nome Ermak Timofeevič per proteggere le loro terre dagli attacchi di Küçüm del Khanato di Sibir. Nel 1580 Stroganov e Ermak ebbero l'idea di una spedizione militare in Siberia, per combattere Küçüm nella sua stessa terra. Nel 1581 Ermak iniziò il suo viaggio nelle profondità della Siberia. Dopo alcune vittorie sull'esercito del khan, il popolo di Ermak sconfisse le forze principali di Küçüm sul fiume Irtyš nella battaglia di 3 giorni di Capo Čuvaš nel 1582. I resti dell'esercito del khan si ritirarono nelle steppe e Ermak conquistò il khanato inclusa la sua capitale, Qashiliq, vicino alla moderna Tobol'sk. Küçüm era però ancora sufficientemente forte da contrattaccare e nel 1585, in un attacco notturno, massacrò i nemici. Ferito, Ermak cercò di attraversare a nuoto il fiume Wagay, tributario dell'Irtyš, ma annegò sotto il peso della sua cotta di maglia. I cosacchi dovettero ritirarsi completamente dalla Siberia, ma grazie all'esplorazione di tutte le principali rotte fluviali della Siberia occidentale da parte di Ermak, i russi riconquistarono con successo tutte queste terre anni dopo.

### Rotte fluviali siberiane

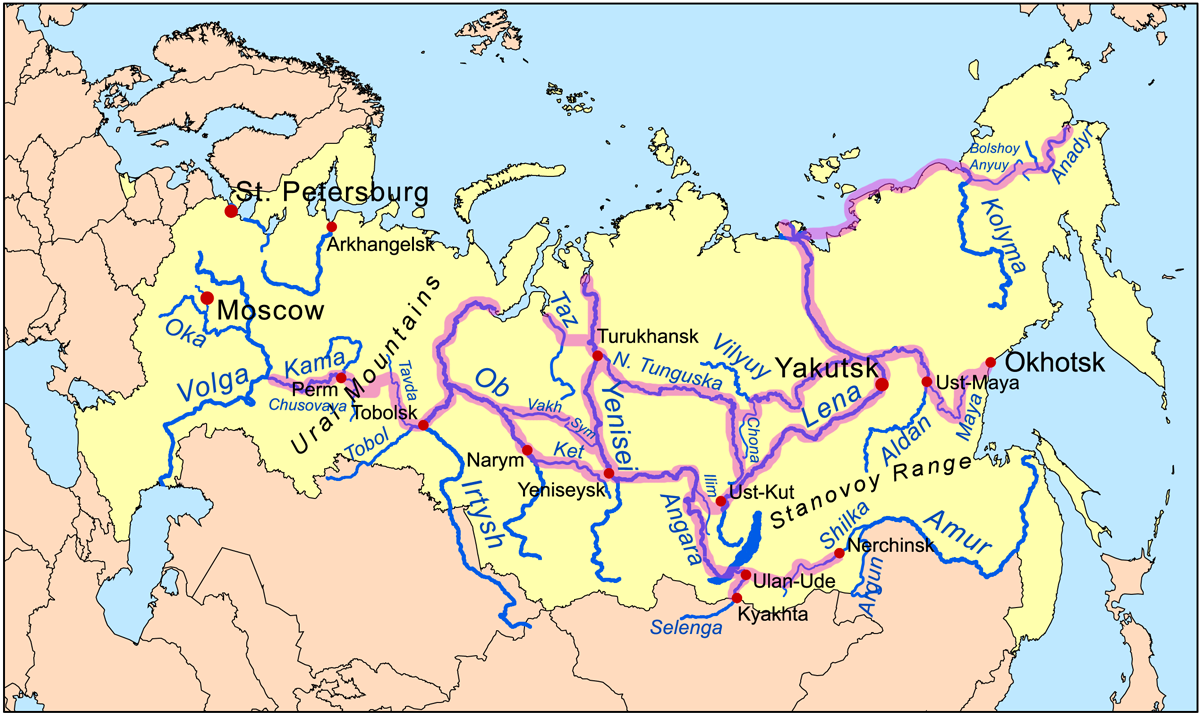
Le rotte fluviali siberiane erano di primaria importanza nel processo di esplorazione

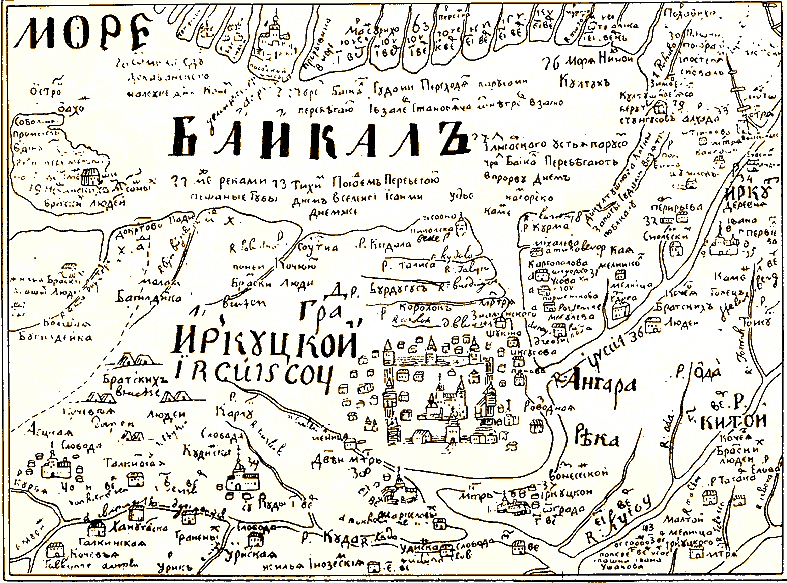
Una mappa di Irkutsk e del lago Bajkal nelle sue vicinanze, come illustrato nella Cronaca di Remezov della fine del XVII secolo

All'inizio del XVII secolo, il movimento verso est dei russi fu rallentato dai problemi interni del paese durante il cosiddetto "Periodo dei torbidi" (1598-1613). Con l'ascesa della Dinastia Romanov, riprese ben presto l'esplorazione e la colonizzazione degli immensi territori della Siberia. I cosacchi, a caccia di preziose pellicce e avorio, proseguirono con la loro penetrazione terrestre dagli Urali meridionali. Un secondo vettore esplorativo arrivò invece dall'Oceano Artico per opera dei Pomory del nord della Russia che già da molto tempo commerciavano via mare pellicce con Mangazeja, nel nord della Siberia occidentale. Nel 1607 fu fondato l'insediamento di Turuchansk, sul fiume Enisej settentrionale, vicino alla foce del Tunguska Inferiore, e nel 1619 fu fondato l'ostrog (lett. "Fortino") di Enisejsk sul medio Yenisei, alla foce del Tunguska superiore. Sfruttando una tipologia di nave in uso dal XI secolo, il Koč, i Pomory avevano gettato le basi per l'esplorazione marittima circumpolare. Grazie al fasciame della carena in pelle (ru. koca) e alla speciale configurazione dello scafo e del timone, il koč poteva navigare senza danni in acque con blocchi e banchi di ghiaccio galleggianti: fu l'unica imbarcazione di questo genere per secoli, antenata dei moderni rompighiaccio.
Tra il 1620 e il 1624, un gruppo di cacciatori di pellicce guidati da Demid Pjanda lasciò Turuchansk ed esplorò circa 1 430 miglia (2 301 chilometri) del Basso Tunguska, svernando in prossimità dei fiumi Viljuj e Lena. Secondo resoconti leggendari successivi, Pyanda scoprì il fiume Lena. Presumibilmente, esplorò circa 1 500 miglia (2 414 chilometri) della sua lunghezza, arrivando fino alla Jakuzia centrale. Tornò sul Lena finché non divenne troppo roccioso e poco profondo e si spostò nel fiume Angara. Pjanda può essere stato il primo russo a incontrare jakuti e buriati. Costruì nuove barche ed esplorò circa 870 miglia (1 400 chilometri) dell'Angara, raggiungendo infine Yeniseysk e scoprendo che l'Angara (un nome Burjat) e il Tunguska superiore (in russo Verchnjaja Tunguska) erano lo stesso fiume.
Nel 1627 Pëtr Ivanovič Beketov fu nominato Yenisei Voivoda in Siberia. Viaggiò con successo fino ai Zabajkal'e Burjat per riscuotervi tasse, diventando il primo russo a mettere piede in Buriazia. Qui fondò il primo insediamento russo, Rybinskij ostrog. Beketov fu inviato al fiume Lena nel 1631, dove nel 1632 fondò Jakutsk e mandò i suoi cosacchi a esplorare l'Aldan e più in basso il Lena, per fondarvi fortezze e riscuotervi tasse. Jakutsk si trasformò presto nel punto di partenza per ulteriori spedizioni russe verso est, sud e nord. Maksim Perfil'ev, già uno dei fondatori di Enisejsk, fondò l'ostrog di Bratskij sull'Angara nel 1631 e nel 1638 divenne il primo russo a entrare in Transbajkal, viaggiando da Yakutsk. Nel 1643 Kurbat Afanas'evič Ivanov guidò un gruppo di cosacchi da Jakutsk a sud dei Monti del Bajkal e scoprì il Lago Bajkal, visitando l'isola di Ol'chon. Successivamente, realizzò il primo grafico e la prima descrizione di Bajkal.

### I russi raggiungono il Pacifico
Nel 1639 un gruppo di esploratori guidati da Ivan Jur'evič Moskvitin furono i primi russi a raggiungere l'Oceano Pacifico e a scoprire il Mare di Ochotsk, avendo costruito un accampamento invernale sulla sua riva alla foce del fiume Ul'ja. I cosacchi appresero dagli indigeni del grande fiume Amur a sud. Nel 1640 apparentemente navigarono verso sud, esplorarono le coste sudorientali del Mare di Ochotsk, forse raggiungendo la foce dell'Amur e forse scoprendo le Isole Šantar sulla via del ritorno. Sulla base del racconto di Moskvitin, Kurbat Afanas'evič Ivanov disegnò la prima mappa russa dell'Estremo Oriente nel 1642.
Nel 1643, Vasilij Danilovič Pojarkov attraversò i Monti Stanovoj e raggiunse l'alto fiume Zeja nel paese dei Daur che rendevano omaggio ai Manciù. Dopo lo svernamento, nel 1644 Pojarkov discese lo Zeja e fu il primo russo a raggiungere l'Amur che navigò fino alla foce. Poiché i suoi cosacchi provocarono l'inimicizia degli indigeni, Pojarkov scelse un'altra strada per tornare. Costruirono barche e nel 1645 navigarono lungo la costa del Mare di Ochotsk fino al fiume Ul'ja e trascorsero l'inverno successivo nelle capanne che erano state costruite da Ivan Jur'evič Moskvitin sei anni prima. Nel 1646 tornarono a Jakutsk.
Nel 1644 Michail Staduchin scoprì il fiume Kolyma e fondò Srednekolymsk. Un mercante di nome Fedot Alekseevič Popov organizzò una spedizione verso est e Semën Ivanovič Dežnëv divenne capitano di uno dei koč. Nel 1648 salparono da Srednekolymsk fino all'Artico e dopo qualche tempo doppiarono Capo Dežnëv, diventando così i primi esploratori a passare attraverso lo Stretto di Bering e a scoprire la Penisola dei Ciukci e il Mare di Bering. Tutti i loro koč e la maggior parte dei loro uomini (compreso lo stesso Popov) furono persi nelle tempeste e negli scontri con i nativi. Un piccolo gruppo guidato da Dežnëv raggiunse la foce del fiume Anadyr' e lo risalì nel 1649, dopo aver costruito nuove barche dal relitto. Fondarono Anadyrsk e lì rimasero bloccati fino a quando Staduchin, in arrivo da Kolyma via terra, li ritrovò. Staduchin puntò a sud nel 1651 e scoprì la Baia della Penžina sulla costa settentrionale del Mare di Ochotsk. Potrebbe anche aver esplorato le coste occidentali della Kamčatka.
Nel 1649-50 Erofej Pavlovič Chabarov divenne il secondo russo a esplorare il fiume Amur. Traversando i fiumi Olëkma, Tungur e Šilka raggiunse Amur (Transbajkal), tornò a Jakutsk e poi di nuovo ad Amur con una forza più grande nel 1650-1653, incontrando resistenza armata. Costruì quartieri invernali ad Albazin, quindi navigò lungo l'Amur e trovò Achansk che precedeva l'attuale Chabarovsk, sconfiggendo o eludendo grandi eserciti di cinesi e coreani, dauriani e manciù lungo la strada. Tracciò l'Amur nel suo Progetto del fiume Amur. I russi tennero la regione dell'Amur fino al 1689, quando il Trattato di Nerčinsk la assegnò all'Impero cinese (fu restituita con il Trattato di Aigun nel 1858).
Nel 1659-1665 Kurbat Afanas'evič Ivanov fu il capo di Anadyrskij ostrog dopo Dežnëv. Nel 1660 salpò da Golfo dell'Anadyr' a Capo Dežnëv. A Ivanov è attribuita la creazione della prima mappa della Penisola dei Ciukci e dello Stretto di Bering che fu la prima a mostrare su carta (in modo molto schematico) l'Isola di Wrangel ancora sconosciuta, le isole Diomede e l'Alaska, sulla base dei dati raccolti dai nativi di Čukotka.
Alla metà del XVII secolo, i russi avevano già più o meno tracciato gli attuali confini del loro paese ed esplorato quasi tutta la Siberia, tranne la Kamčatka orientale e alcune regioni a nord del circolo polare artico. La conquista della Kamchatka sarebbe stata ottenuta nei primi anni del 1700 da Vladimir Vasil'evič Atlasov, mentre la scoperta della costa artica e dell'Alaska sarebbe stata completata dalla Seconda spedizione in Kamčatka nel 1733-1743.

## Impatto globale

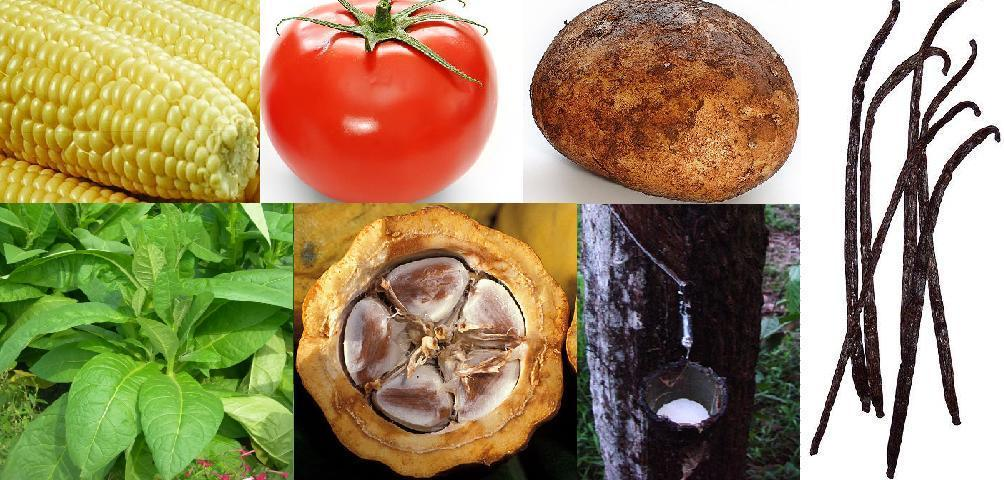
Colture del Nuovo Mondo. In senso orario da in alto a sinistra: 1. Mais (Zea mays) 2. Pomodoro (Solanum lycopersicum) 3. Patata (Solanum tuberosum) 4. Vaniglia (genere Vanilla, esp. Vaniglia planifolia) 5. Albero della gomma di Pará (Hevea brasiliensis) 6. Cacao (Theobroma cacao) 7. Tabacco (Nicotiana rustica)

L'espansione europea oltremare portò al contatto tra il Vecchio e il Nuovo Mondo producendo il cosiddetto "Scambio colombiano". La prima globalizzazione commerciale fu legata all'argento (XVI-XVIII secolo) ed ebbe come strascico il coinvolgimento europeo nel commercio della porcellana cinese. Beni unici iniziarono a essere trasferiti in massa da un emisfero all'altro del pianeta. Gli europei portarono bovini, cavalli e pecore nel Nuovo Mondo e ne ottennero tabacco, patate, pomodori e mais. Articoli e materie prime importanti nel commercio globale furono il tabacco, la canna da zucchero e il cotone delle Americhe, insieme all'oro e all'argento portati dal continente americano non solo in Europa ma altrove nel Vecchio Mondo.
La formazione di nuovi legami transoceanici e la successiva espansione dell'influenza europea portarono all'era dell'imperialismo, un periodo storico iniziato durante l'età delle scoperte nel quale le potenze coloniali europee assoggettarono gradualmente la maggior parte del pianeta. La domanda europea di scambi, merci, colonie e schiavi impattò drasticamente sul resto del mondo: durante la colonizzazione europea delle Americhe, le potenze europee conquistarono e colonizzarono numerose nazioni e culture indigene, condussero conversioni forzate e tentativi di assimilazione culturale forzata. Combinati con l'introduzione di malattie infettive dall'Europa, questi eventi portarono a una drastica diminuzione della popolazione indigena americana. I resoconti indigeni della colonizzazione europea sono stati riassunti dallo studioso Peter C. Mancall come tali: "l'arrivo degli europei ha portato morte, deportazione, dolore e disperazione ai nativi americani". In alcune aree come il Nord America, l'America Centrale, l'Australia, la Nuova Zelanda e l'Argentina, gli indigeni furono maltrattati e cacciati dalla maggior parte delle loro terre, riducendosi a piccole minoranze dipendenti.

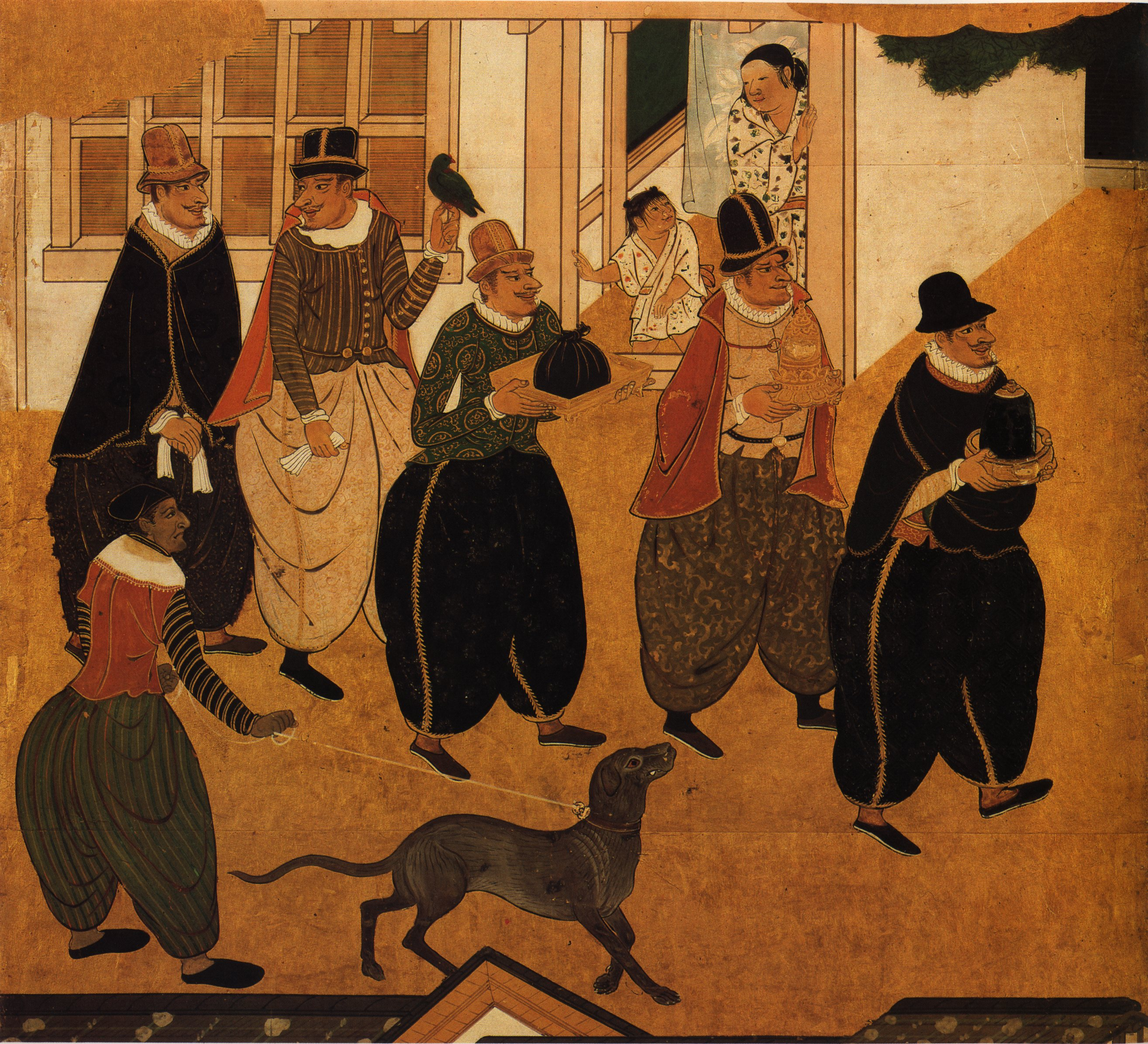
Nanbanjin portoghese che arriva in Giappone con grande sorpresa della gente del posto, dettaglio di un pannello Nanban della scuola Kanō, 1593-1600

Allo stesso modo, in Africa occidentale e orientale, gli stati locali soddisfacevano l'appetito dei mercanti di schiavi europei, modificando la struttura degli stati africani costieri e alterando sostanzialmente la natura della schiavitù in Africa, con impatti drastici sulle società e le economie dell'entroterra.
I nativi americani vivevano in Nord America al tempo della colonizzazione e lo fanno ancora oggi. Ebbero molti conflitti con gli europei, quasi sempre a vantaggio dei colonizzatori. L'esposizione degli indigeni alle malattie del Vecchio Mondo ha spazzato via il 50-90% della loro popolazione (v.si Storia della popolazione dei popoli indigeni delle Americhe).
Mais e manioca furono introdotti in Africa nel XVI secolo dai portoghesi. Ora sono importanti alimenti di base, alternativi alle colture autoctone. Alfred W. Crosby ipotizzò che l'aumento della produzione di mais, manioca e altre colture del Nuovo Mondo portò a maggiori concentrazioni di popolazione nelle aree di caccia degli schiavisti.
Nel commercio mondiale dell'argento dal XVI al XVIII secolo, i Ming furono stimolati dal commercio con portoghesi, spagnoli e olandesi. Gran parte del commercio globale dell'argento è finito nelle mani dei cinesi e la Cina ha dominato le importazioni d'argento, ricevendo, tra il 1600 e il 1800, in media 100 tonnellate di argento all'anno. Una grande popolazione vicino al Basso Yangzte contava in media centinaia di tael d'argento per famiglia alla fine del XVI secolo. Complessivamente, alla fine del XVIII secolo furono spedite da Potosí più di 150.000 tonnellate di argento. Dal 1500 al 1800, Messico e Perù produssero circa l'80% dell'argento mondiale, di cui oltre il 30% finì in Cina, in gran parte a causa dei mercanti europei che lo usavano per acquistare prodotti esotici cinesi. Tra la fine del XVI e l'inizio del XVII secolo, il Giappone esportava pesantemente anche in Cina e nel commercio estero in generale. Il commercio con le potenze europee e con i giapponesi ha portato enormi quantità di argento, che ha poi sostituito le banconote di rame e di carta come mezzo di scambio comune in Cina. Durante gli ultimi decenni Ming il flusso d'argento in Cina è notevolmente diminuito, minando così le entrate statali e l'intera economia cinese, un danno aggravato dagli effetti sull'agricoltura dell'incipiente piccola era glaciale, calamità naturali, raccolti scarsi ed epidemie improvvise. Il conseguente crollo dell'autorità e dei mezzi di sussistenza permise ai leader ribelli come Li Zicheng di sfidare l'autorità centrale imperiale.

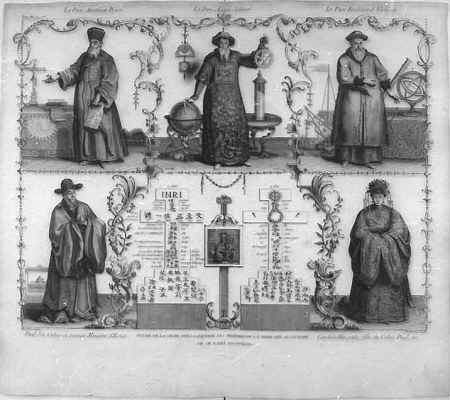
I Gesuiti collaborarono ampiamente con gli astronomi cinesi, introducendo il Principio copernicano.
- alto: Matteo Ricci, Adam Schaal e Ferdinand Verbiest (1623–1688);
- basso: Paul Siu (Xu Guangqi), Colao o Primo Ministro di Stato, e sua nipote Candida Hiu.

Le nuove colture giunte in Asia dalle Americhe tramite gli spagnoli nel XVI secolo contribuirono alla crescita della popolazione asiatica. Sebbene la maggior parte delle importazioni in Cina fosse argento, i cinesi acquistarono anche vettovaglie dal Nuovo Mondo: patate dolci, mais e arachidi. Questi alimenti potevano essere coltivati in terre dove le colture tradizionali cinesi di base (grano, miglio e riso) non crescevano, facilitando così un aumento della popolazione cinese: dai tempi della dinastia Song (960-1279), il riso era diventato il cibo di base dei poveri ma fu soppiantato dalle patate dolci introdotte intorno al 1560.
L'arrivo dei portoghesi in Giappone nel 1543 avviò il cosiddetto "Periodo del commercio Nanban" della storia nipponica. I giapponesi adottarono diverse tecnologie e pratiche culturali europee: l'archibugio, le armature a piastre, le navi europee, il cristianesimo, l'arte decorativa e la lingua. Dopo che i cinesi avevano vietato il commercio diretto con il Giappone ai loro mercanti, i portoghesi riempirono questo vuoto come intermediari tra Cina e Giappone: comprarono seta cinese e la vendettero ai giapponesi in cambio del loro argento, apprezzatissimi in Cina e capace di garantire l'acquisto di maggiori quantità di seta. Nel 1573, dopo che gli spagnoli stabilirono una base a Manila, il commercio intermediario portoghese fu stroncato dall'arrivo in Cina dell'argento ispano-americano. Sebbene la Cina abbia agito come ingranaggio della ruota del commercio globale nel XVI e il XVIII secolo, l'enorme contributo del Giappone nelle esportazioni d'argento in Cina fu fondamentale per l'economia mondiale e per la liquidità e la disponibilità di merce cinese.
Il gesuita italiano Matteo Ricci (1552-1610) fu il primo europeo a entrare nella Città Proibita. Insegnò ai cinesi come costruire e suonare la spinetta, tradusse testi cinesi in latino e viceversa e lavorò a stretto contatto con il cinese Xu Guangqi (1562–1633) su studi matematici.

### Impatto economico in Europa
Quando una più ampia varietà di beni di lusso globali entrò nei mercati europei via mare, i precedenti mercati europei del lusso ristagnarono. Il commercio atlantico in gran parte soppiantò le repubbliche marinare e le hanse e la loro rete commerciale con baltici, russi e islamici. Le nuove materie prime causarono anche sviluppo sociale, poiché zucchero, spezie, sete e porcellane entrarono nei mercati del lusso d'Europa.
Il centro economico europeo si spostò dal Mediterraneo all'Europa occidentale. La città di Anversa, parte del Ducato di Brabante, divenne "il centro dell'intera economia internazionale", e la città più ricca d'Europa in questo momento. Concentrato prima ad Anversa e poi ad Amsterdam, il cosiddetto "Secolo d'oro olandese" era strettamente legata all'Età delle scoperte. Francesco Guicciardini, un inviato veneziano, dichiarò che centinaia di navi passavano per Anversa ogni giorno e che 2.000 carri entravano in città ogni settimana. Le navi portoghesi cariche di pepe e cannella vi scaricavano. Con molti mercanti stranieri residenti in città e un'oligarchia dominante di banchieri-aristocratici a cui era vietato esercitare il commercio, l'economia di Anversa era controllata dagli stranieri, il che rese la città molto internazionale, con mercanti e commercianti provenienti da Venezia, Ragusa, Spagna e Portogallo e una politica di tolleranza che attirò una numerosa comunità ebraica ortodossa. La città conobbe tre boom durante la sua età d'oro, il primo basato sul mercato del pepe, il secondo sull'argento del Nuovo Mondo proveniente da Siviglia (terminato dalla bancarotta spagnola del 1557), e un terzo, dopo la Pace di Cateau-Cambrésis (1559), sull'industria tessile.
Nonostante le ostilità iniziali, dal 1549 i portoghesi inviavano missioni commerciali annuali all'isola di Shangchuan, in Cina. Nel 1557 riuscirono a convincere i Ming a concordare un trattato portuale legale che stabilisse Macao come colonia commerciale portoghese ufficiale. Il frate portoghese Gaspar da Cruz (c. 1520, 5 febbraio 1570) scrisse il primo libro completo sulla Cina e la dinastia Ming che fu pubblicato in Europa; includeva informazioni sulla sua geografia, province, regalità, classe ufficiale, burocrazia, navigazione, architettura, agricoltura, artigianato, affari mercantili, abbigliamento, costumi religiosi e sociali, musica e strumenti, scrittura, istruzione e giustizia.
Dalla Cina, le maggiori esportazioni erano seta e porcellana, adattate ai gusti europei. Le porcellane da esportazione cinesi erano tenute in così grande considerazione in Europa che, in inglese, china divenne un sinonimo comunemente usato per porcellana. La porcellana Kraak che si ritiene prenda il nome dalle caracche portoghesi in cui è stata trasportata fu tra le prime ceramiche cinesi ad arrivare in Europa in massa. Solo i più ricchi potevano permettersi queste prime importazioni e Kraak era spesso presente nelle nature morte olandesi. Presto la Compagnia Olandese delle Indie Orientali stabilì un vivace commercio con l'Oriente, importando 6 milioni di articoli in porcellana dalla Cina in Europa tra gli anni 1602 e 1682. La lavorazione cinese impressionò molti. Tra il 1575 e il 1587 la Porcellana Medici di Firenze fu il primo tentativo riuscito di imitare la kraak. Sebbene i ceramisti olandesi non imitassero immediatamente la porcellana cinese, iniziarono a farlo quando la fornitura in Europa fu interrotta dalla morte dell'imperatore Wanli nel 1620. La kraak, principalmente il tipo blu e bianco, fu imitata in tutto il mondo dai ceramisti di Arita, Giappone e Persia, dove i mercanti olandesi si rivolsero quando la caduta dei Ming reso indisponibili gli originali cinesi, e infine a Delft. Gli articoli Delft olandesi e successivamente inglesi ispirati ai disegni cinesi persistettero dal 1630 circa fino alla metà del XVIII secolo, insieme ai modelli europei.
Antonio de Morga (1559-1636), un funzionario spagnolo a Manila, elencò un inventario di merci che venivano scambiate dalla Cina Ming a cavallo tra il XVI e il XVII secolo, notando che c'erano "rarità che, mi riferisco a tutte, non finirei mai, né avrei carta sufficiente per farlo". Dopo aver notato la varietà dei beni di seta scambiati con gli europei, Ebrey scrive delle considerevoli dimensioni delle transazioni commerciali: In un caso un galeone spagnolo del Nuovo Mondo trasportava oltre 50.000 paia di calze di seta. In cambio la Cina importava da Manila principalmente argento dalle miniere peruviane e messicane. I mercanti cinesi erano attivi in queste iniziative commerciali e molti emigrarono in luoghi come le Filippine e il Borneo per sfruttare le opportunità.
L'aumento dell'oro e dell'argento sperimentato dalla Spagna coincise con un importante ciclo inflazionistico di portata europea noto come rivoluzione dei prezzi. La Spagna aveva accumulato grandi quantità di oro e argento dal Nuovo Mondo. Nel 1540 iniziò l'estrazione su larga scala dell'argento dal Guanajuato. Con l'apertura delle miniere d'argento di Zacatecas e Potosí in Bolivia nel 1546, grandi spedizioni di argento divennero la leggendaria fonte di ricchezza spagnola. Durante il XVI secolo, la Spagna deteneva l'equivalente di 1,5 trilioni di dollari USA (stime al 1990) in oro e argento della Nuova Spagna. Essendo il monarca europeo più potente in un'epoca piena di guerre e conflitti religiosi, il re di Spagna spendevano la ricchezza in guerre e arti in tutta Europa. "Qui ho imparato un proverbio", disse un viaggiatore francese nel 1603: "Tutto è caro in Spagna tranne l'argento". L'argento speso, improvvisamente diffuso in un'Europa precedentemente affamata di denaro, causò inflazione diffusa, aggravata da una crescita demografica con un livello di produzione statico, bassi salari e un aumento del costo della vita a danno dell'industria locale. La Spagna divenne sempre più dipendente dalle entrate dell'impero mercantile nelle Americhe e sperimentò la prima bancarotta nel 1557 a causa dell'aumento dei costi militari. Filippo II di Spagna fu inadempiente nei pagamenti del debito nel 1557, 1560, 1575 e 1596. L'aumento dei prezzi dovuto alla circolazione monetaria alimentò la crescita della classe media commerciale in Europa, la borghesia, che arrivò a influenzare la politica e la cultura di molti paesi nei secoli successivi.
Un effetto dell'inflazione, in particolare in Gran Bretagna, fu la diminuzione dell'affitto per i fittavoli che detenevano contratti di locazione a lungo termine dai signori. Alcuni Lord scelsero di vendere le loro terre in affitto, generando una nuova classe di piccoli agricoltori come gli Yeoman e i "gentiluomini di campagna".

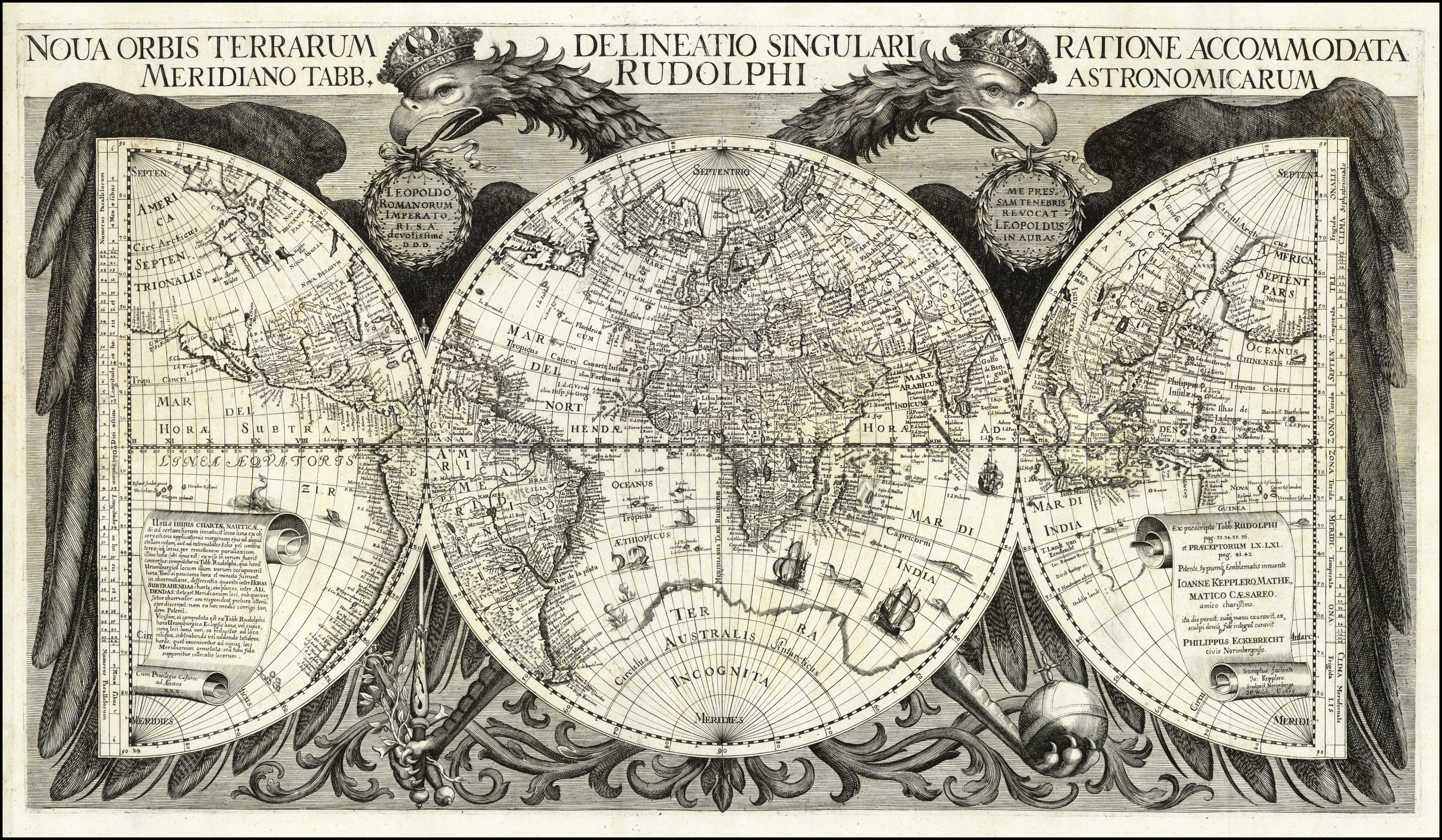
Mappa del mondo dalle Tavole rudolfine di Keplero (1627) incorporante molte delle nuove scoperte
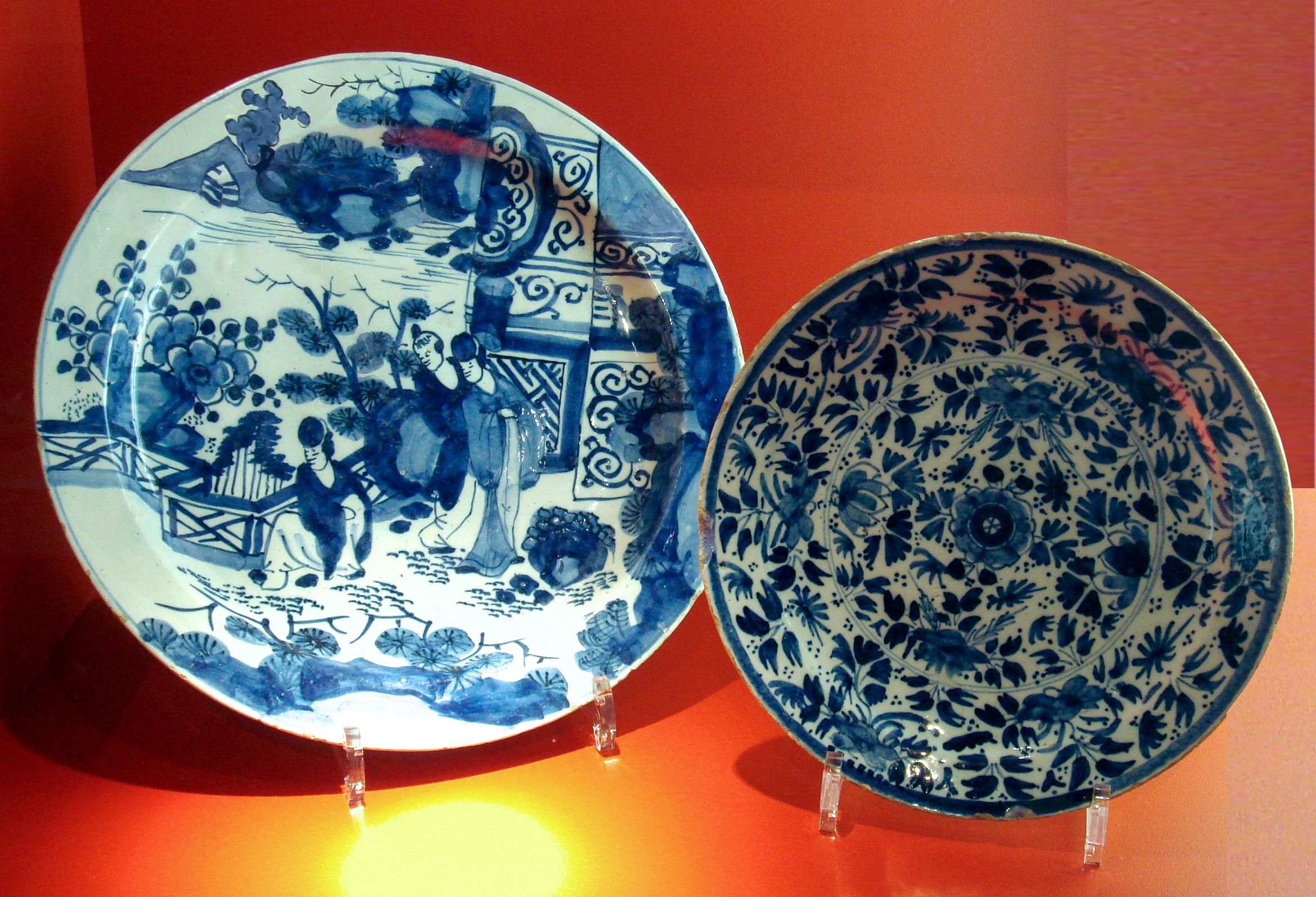
Delftware raffigurante scene cinesi, XVIII secolo - Ernest Cognacq Museum
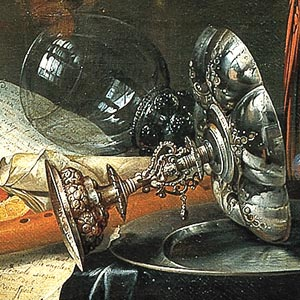
Jan Davidsz de Heem, particolare dell'argenteria da Una tavola riccamente imbandita con pappagalli, c. 1650

### Esplicative
1. ↑  L'importanza delle spezie per i principi dell'umorismo medievale della medicina era tale che poco dopo essere entrati nel commercio, speziali e medici come Tomé Pires e Garcia de Orta (Burns 2001, p. 14) furono inviati in India dopo aver studiato le spezie in opere come Suma Oriental (Pires 1512, p. lxii) e Colóquios dos simples e drogas da India ("Conversazioni sui semplici, le droghe e la materia medica dell'India).
2. ↑  (EN) Mancall PC, The Age of Discovery, vol. 26, ISSN 0048-7511 (WC · ACNP).
«Altri documenti del XVI secolo, come il magnifico Codice Fiorentino, contengono testimonianze di osservatori indigeni le cui opinioni furono registrate dai testimoni europei della conquista. Questi testi forniscono dettagli sulle pratiche indigene e viste della conquista dal punto di vista dell'invaso. Alcune di queste fonti indigene sono state tradotte in inglese. Sulla questione dell'incontro, queste fonti concordano: l'arrivo degli europei ha portato morte, sfollamento, dolore e disperazione ai nativi americani.»

### Bibliografiche
1. 1 2 3 4  (EN) Merson J, The Genius That Was China: East and West in the Making of the Modern World, Woodstock, NY, The Overlook Press, 1990,  p. 72, ISBN 978-0-87951-397-9.
2. ↑  David Salomoni, Tra religione e scienza - pedagogie a confronto, in Educazione, Costituzione, Cittadinanza, Roma TrE-Press, 2020 (p. 159)
3. 1 2  (EN) M. S. Nassaney, North America During the European Contact Period, in Encyclopedia of Global Archaeology, 2014.
4. ↑   Cultural Survival,  http://www.culturalsurvival.org/publications/cultural-survival-quarterly/lesser-antilles-age-european-expansion. URL consultato il 9 settembre 2021.
5. 1 2  Butel 1999, p. 36.
6. ↑  (EN) Washburn WE, The Meaning of "Discovery" in the Fifteenth and Sixteenth Centuries", in The American Historical Review, vol. 68, 1962, DOI:10.2307/1847180, ISSN 0002-8762 (WC · ACNP).
7. ↑  (EN) Parry JH, The Age of Reconnaissance: Discovery, Exploration, and Settlement, 1450–1650, Londra, Cardinal, 1973,  p. 13.
8. 1 2  (EN) O'Gorman E, The Invention of America. An Inquiry into the Historical Nature of the New World and the Meaning of History, Bloomington, 1961,  pp. 9-47.
9. ↑  (EN) Dismantling the Doctrine of Discovery (PDF), su Assembly of First Nations. URL consultato il 19 giugno 2021.
10. ↑  (EN) Frichner TG, Preliminary Study of the Impact on Indigenous Peoples of the International Legal Construct Known as the Doctrine of Discovery - Presented at the Permanent Forum on Indigenous Issues, Ninth Session, New York, United Nations Economic and Social Council, 2010.
11. ↑  (EN) Rohan DR, Science Still Bears the Fingerprints of Colonialism, su Smithsonian Magazine. URL consultato il 15 agosto 2021.
12. ↑  (EN) Rhetoric of space exploration, su Undark Magazine. URL consultato il 15 agosto 2021.
13. ↑  (EN) Caroline Haskins, The racist language of space exploration, su The Outline. URL consultato il 20 settembre 2019.
14. ↑  (EN) DNLee, When discussing humanity, su Scientific American. URL consultato il 20 settembre 2019.
15. ↑  (EN) We need to change way we talk about space exploration Mars, su nationalgeographic.com. URL consultato il 19 ottobre 2019.
16. ↑  (EN) Marshall A, Development and imperialism in space, in Space Policy, 11(1), febbraio 1995,  pp. 41-52, DOI:10.1016/0265-9646(95)93233-B.
17. ↑  (EN) Katie Whitehurst, The eras of Texas - Age of contact, su texasourtexas.texaspbs.org. URL consultato il 9 gennaio 2021.
18. ↑  (EN) Silliman, Culture Contact or Colonialism? Challenges in the Archaeology of Native North America, vol. 70, Cambridge University Press (CUP), 2005,  pp. 55-74, DOI:10.2307/40035268, ISSN 0002-7316 (WC · ACNP).
19. ↑  (EN) Wilson S, The emperor's giraffe and other stories of cultures in contact, Westview Press, 1999, ISBN 0-8133-3585-X, OCLC 40567393.
20. ↑  (PT) Bartolomeu Dias, su infoplease. URL consultato il 29 maggio 2015.
21. ↑  (EN) Leif Erikson (11th century), su bbc.co.uk. URL consultato il 6 ottobre 2020.
22. ↑  (EN) Fernández-Armesto F, Amerigo: The Man Who Gave His Name to America, New York, Random House, 2007,  p. 73, ISBN 978-1-4000-6281-2.
23. ↑  (EN) Davidson MH, Columbus Then and Now: A Life Re-examined, University of Oklahoma Press, 1997,  p. 417.
24. ↑  (EN) Columbus to the Caribbean, su fsmitha.com.
25. ↑  (EN) Christopher Columbus, su history.com.
26. ↑  Diffie 1977, p. 176.
27. ↑  (EN) Zweig S, Conqueror of the Seas – The Story of Magellan, Read Books, 2007, ISBN 1-4067-6006-4.
28. ↑  Paine 2013, p. 345.
29. ↑  Paine 2013, pp. 316-338.
30. ↑  Paine 2013, p. 328.
31. ↑  Paine 2013, pp. 351-352.
32. ↑  Paine 2013, p. 382.
33. 1 2 3  Paine 2013.
34. ↑  (EN) Shaffer LN, Maritime Southeast Asia to 1500., M.E. Sharpe. Quoting Johnstone, 1996  [1980],  pp. 191-192.
35. ↑  (EN) Wan Chen, Yiwu Zhi, a cura di Temple R.
36. ↑  (EN) Johnstone P e McGrail S, The Sea-craft of Prehistory, Routledge, 1988,  p. 191, ISBN 0-415-02635-0.
37. ↑  (EN) Mott LV, The Development of the Rudder, A.D. 100-1600: A Technological Tale (tesi), Texas A&M University, 1991.
38. ↑  Paine 2013, p. 342.
39. ↑  Arnold 2002, p. xi.
40. ↑  Houben 2002, pp. 102-104.
41. ↑  Harley-Woodward 1992, pp. 156-61.
42. ↑  Abu-Lughod 1991, p. 121.
43. 1 2  Arnold 2002, p. 7.
44. 1 2  Mancall 2006, p. 17.
45. ↑  Arnold 2002, p. 5.
46. ↑  Love 2006, p. 130.
47. ↑  silk-road 2008.
48. 1 2  DeLamar 1992, p. 328.
49. ↑  Abu-Lughod 1991, p. 158.
50. ↑  (EN) Crowley R, City of Fortune, Faber & Faber, 2011, ISBN 978-0-571-24595-6.
51. ↑  Mancall 2006, p. 14.
52. ↑  Mancall 2006, p. 3.
53. ↑  (EN) Stark R, The Victory of Reason: How Christianity Led to Freedom, Capitalism and Western Success, New York, Random House Trade Paperbacks, 2005,  p. 137, ISBN 978-0-8129-7233-7.
54. ↑  Diffie 1977, pp. 24-25.
55. ↑  Dunn 2004, p. 310.
56. ↑  Mancall 1999, p. 36.
57. ↑  DeLamar 1992, p. 329.
58. ↑  Tamura 1997, p. 70.
59. ↑  Cromer 1995, p. 117.
60. ↑  Tsai 2002, p. 206.
61. ↑  Mancall 2006, p. 115.
62. ↑  ScienceDaily 1998.
63. ↑  (EN) Fall of Costantinopole, su militaryhistory.about.com. URL consultato il 18 agosto 2012 (archiviato dall'url originale il 4 giugno 2015).
64. ↑  (EN) Age of Exploration - Overview, su learnerator.com. URL consultato il 18 agosto 201 (archiviato dall'url originale il 9 luglio 2012).
65. ↑  Spufford 1989, pp. 339-349.
66. ↑  Spufford 1989, p. 343.
67. ↑  Abu-Lughod 1991, p. 122.
68. ↑  Parry 1981, p. 33.
69. ↑  Diffie 1977, p. 210.
70. ↑  Newitt 2005, p. 9.
71. ↑  Diffie 1960, p. 49.
72. ↑  Diffie 1977, pp. 29-31.
73. ↑   K.N. Chaudhuri, Trade and Civilization in the Indian Ocean: An Economic History from the Rise of Islam to 1750, Cambridge University Press, 1985,  p. 64.
74. ↑  DeLamar 1992, p. 333.
75. ↑  Anderson 2000, p. 50.
76. ↑  (EN) Oliveira Martins JP, The Golden Age Of Prince Henry The Navigator, Dutton,  p. 72.
77. ↑  Locke 1824, p. 385.
78. ↑  Boxer 1969, p. 29.
79. ↑  (EN) Mindel N, Rabbi Abraham Zacuto (1450–1515).
80. ↑  Parry 1981, p. 145.
81. ↑  Diffie 1977, pp. 132-134.
82. ↑  Russell-Wood 1998, p. 9.
83. ↑  Daus 1983, p. 33.
84. ↑  Bagrow 1964, p. 72.
85. ↑  Diffie 1977, pp. 145-148.
86. ↑  DeLamar 1992, p. 335.
87. ↑  Anderson 2000, p. 59.
88. ↑  (PT) Lusa, Portugueses chegaram à América 19 anos antes de Colombo, Expresso. URL consultato il 7 novembre 2021 (archiviato dall'url originale il 15 dicembre 2018).
89. ↑  DeLamar 1992, p. 341.
90. ↑  Maclean 2008.
91. ↑  Forbes 1993, p. 22.
92. ↑  Mancall 1999, p. 26.
93. ↑  DeLamar 1992, p. 345.
94. ↑  Davenport 1917, pp. 107-11.
95. ↑  https://questionofwill.com/2985-what-were-the-minor-or-andalusian-trips
96. ↑   Copia archiviata (PDF), su lear.unive.it. URL consultato l'11 novembre 2021 (archiviato dall'url originale l'11 novembre 2021).
97. ↑  Croxton 2007.
98. ↑  Diffie 1977, pp. 463-464.
99. ↑  Diffie 1977, pp. 464-465.
100. ↑  Diffie 1977, p. 185.
101. ↑  (EN) Pohl FJ, Amerigo Vespucci: Pilot Major, New York, Octagon Books, 1966,  pp. 54-55.
102. ↑  Arciniegas 1978.
103. ↑  Morison 1974.
104. ↑  McAlister 1984, p. 75.
105. ↑  Crow 1992, p. 136.
106. ↑  Diffie 1977, p. 187.
107. ↑  (EN) Lunde P, The Coming of the Portuguese, in Saudi Aramco World, vol. 56, n. 4, 2005. URL consultato il 7 novembre 2021 (archiviato dall'url originale il 31 ottobre 2014).
108. ↑  Diffie 1977, pp. 456-462.
109. ↑  Catholic Encyclopædia 2.
110. ↑  Arciniegas 1978, pp. 295-300.
111. ↑  Diffie 1977, p. 458.
112. ↑  (EN) Levillier R, New light on Vespucci's third voyage, in Imago Mundi, Leida,  pp. 40-45.
113. ↑  (EN) Leslie Bethell, The Cambridge History of Latin America, Volume 1, Colonial Latin America, Cambridge, Cambridge University Press, 1984,  p. 257, ISBN 978-0-521-23223-4.
114. ↑  (PT) Rolando A Laguarda Trias, Pilotos portugueses en el Rio de La Plata durante el siglo XVI, Coimbra, UC Biblioteca Geral 1, 1988,  pp. 59-61.
115. ↑  (EN) Newen Zeytung auss Presillg Landt (PDF), su biblio.wdfiles.com.
116. ↑  (EN) Peabiru, the route lost, su novomilenio.inf.br.
117. ↑  Morison 1942, pp. 65-75.
118. 1 2  Abu-Lughod 1991, p. 252.
119. ↑  (EN) William J. Bernstein, A Splendid Exchange: How Trade Shaped the World, New York, Grove Press, 2008, ISBN 978-0-8021-4416-4.
120. ↑  Milton 1999, pp. 5-7.
121. ↑   Armando Cortesão, The Suma Oriental of Tomé Pires: an account of the east, from the Red Sea to Japan, written in Malacca and India in 1512–1515/The Book of Francisco Rodrigues rutter of a voyage in the Red Sea, nautical rules, almanack and maps, written and drawn in the east before 1515, The Halykut Society, 1944, ISBN 978-81-206-0535-0.
122. ↑  Pfoundes 1882, p. 89.
123. ↑  Nowell 1947, p. 8.
124. ↑  Cole 2002, p. 37.
125. ↑  Otfinoski 2004, p. 33.
126. ↑  Zweig 1938, p. 51.
127. ↑  Donkin 2003, p. 29.
128. ↑  DeLamar 1992, p. 349.
129. ↑  Catholic Encyclopædia 2007.
130. ↑  (EN) Apr 27, 1521 CE: Magellan Killed in Philippine Skirmish, su National Geographic Society. URL consultato il 26 marzo 2021.
131. ↑  Fernandez-Armesto 2006, p. 200.
132. 1 2 3  Newitt 2005, p. 104.
133. 1 2  Lach 1998, p. 1397.
134. ↑  Diffie 1977, p. 375.
135. ↑  Diffie 1977, pp. 368 e 473.
136. ↑  Galvano 1563, p. 168.
137. ↑  Fernandez-Armesto 2006, p. 202.
138. ↑  U.C. 2009.
139. ↑  Lawson 2007, pp. 84-88.
140. ↑  Lawson 2007, pp. 29-32.
141. ↑  Weddle 1985, p. 42.
142. 1 2 3 4 5 6  Grunberg 2007, magazine.
143. ↑  Restall 2004, pp. 659-87.
144. ↑  Castillo 1963, p. 294.
145. ↑  Cervantes web.
146. ↑  Pacey 1991, p. 88.
147. ↑  McAlister 1984, p. 316.
148. ↑  Boxer 1977, p. 18.
149. ↑  Linschoten 1598.
150. ↑  Boxer 1969, p 109.
151. 1 2  Paine 2000, p. xvi.
152. ↑  (EN) Marshlands: Records of Life on the Tantramar: European Contact and Mapping, Mount Allison University, 2004. URL consultato il 7 novembre 2021 (archiviato dall'url originale il 19 aprile 2021).
153. ↑  (PT) Francisco de Souza, Tratado das ilhas novas e descombrimento dellas e outras couzas, 1570,  p. 6.
154. ↑  Cartier 2009.
155. ↑  Histori.ca 2009.
156. ↑  Gutierrez 1998, pp. 81-82.
157. ↑  San Diego HS.
158. ↑  Pattridge, Blake D. "Francis Drake" in Encyclopedia of Latin American History and Culture, vol. 2, 402
159. ↑   Edward Von der Porten, Drake's First Landfall, vol. 28,  pp. 28-30.
160. ↑   Samuel Eliot Morison, The Great Explorere: The European Discovery of America, New York, Oxford University Press, Inc., 1978,  p. 700, ISBN 978-0195042221.
161. 1 2   Sir Simon Cassels, Where Did Drake Careen The Golden Hind in June/July 1579? A Mariner's Assessment, vol. 89, DOI:10.1080/00253359.2003.10659292.
162. 1 2   Barry Gough, Distant Dominion: Britain and the Northwest Coast of North America, 1579-1809, Vancouver, U Univ. of British Columbia Press, 1980,  p. 15, ISBN 0-7748-0113-1.
163. ↑   Michael Turner, In Drake's Wake Volume 2 The World Voyage, United Kingdom, Paul Mould Publishing, 2006,  p. 163, ISBN 978-1-904959-28-1.
164. ↑   John Sugden, Sir Francis Drake, London, Pimlico, 2006,  p. 136,137, ISBN 978-1-844-13762-6.
165. ↑   Michael Turner, In Drake's Wake Volume 2 The World Voyage, United Kingdom, Paul Mould Publishing, 2006,  p. 173, ISBN 978-1-904959-28-1.
166. ↑  Pattridge, "Francis Drake", 406
167. ↑  Hacquebord 1995.
168. ↑  (EN) Martin Frobisher, in The Canadian Encyclopedia.
169. ↑  Synge 1912, p. 258.
170. ↑  ULT 2009.
171. ↑  Wilford 1982, p. 139.
172. ↑  Medina 1918, pp. 136-246.
173. ↑  Mutch 1942, p. 17.
174. ↑  Wright 1902, pp. 131-132.
175. ↑  Lincoln 1994, pp. 41-43.
176. ↑  (RU) Bratkova T, Russkoye Ustye, in Novy Mir, n. 4, 1998.
177. ↑  (RU) Magidovich IP e Magidovich VI, Очерки по истории географических открытий ("Note sulla storia delle scoperte geografiche"), vol. 2, Mosca, Prosvescheniye, 1983,  pp. 268-271.
178. ↑  (FR) Gras C, L'hiver aux trousses : Voyage en Russie d'Extrême-Orient, Gallimard, 2017,  p. 187, ISBN 978-2-07-046794-5.
179. ↑  Lincoln 1994, p. 62.
180. ↑  Lincoln 1994, p. 247.
181. ↑  Fisher 1981, p. 30.
182. ↑  Dymytryshyn 1985.
183. ↑  McNeill 2019.
184. ↑  (EN) Hahn B, Tobacco (XML), su oxfordbibliographies.com, DOI:10.1093/obo/9780199730414-0141. URL consultato il 4 settembre 2021.
185. ↑   Antonio Gutiérrez Escudero, Hispaniola's Turn to Tobacco: Products from Santo Domingo in Atlantic Commerce, in Aram (a cura di), Global Goods and the Spanish Empire, 1492–1824: Circulation, Resistance, and Diversity, Basingstoke, Palgrave Macmillan, 2014,  pp. 216-229, DOI:10.1057/9781137324054_12, ISBN 978-1-137-32405-4.
186. 1 2   Frederick C. Knight, Cultivating Knowledge: African Tobacco and Cotton Workers in Colonial British America, in Working the Diaspora: The Impact of African Labor on the Anglo-American World, 1650–1850, New York and London, New York University Press, 2010,  pp. 65-85, DOI:10.18574/nyu/9780814748183.003.0004, ISBN 9780814748183, LCCN 2009026860.
187. ↑   Laura Nater, Colonial Tobacco: Key Commodity of the Spanish Empire, 1500–1800, in Topik (a cura di), From Silver to Cocaine: Latin American Commodity Chains and the Building of the World Economy, 1500–2000, Durham (Carolina del Nord), Duke University Press, 2006,  pp. 93-117, DOI:10.1215/9780822388029-005, ISBN 978-0-8223-3753-9.
188. ↑  Cook 1998, p. 13.
189. ↑  OSU 2006.
190. ↑  (EN) The Food and Agriculture Organization of the United Nations (FAO), The cassava transformation in Africa, su fao.org.
191. ↑  Scitizen 2007.
192. ↑  Crosby 1972, p. 188.
193. ↑  (EN) von Glahn R, Myth and Reality of China's Seventeenth Century Monetary Crisis, in Journal of Economic History, vol. 2, 1996,  p. 132.
«[...] silver wanders throughout all the world [...] before flocking to China, where it remains as if at its natural center.»
194. ↑  (EN) Huang R, Taxation and Governmental Finance in Sixteenth-Century Ming China, Cambridge University Press, 1975,  pp. 266-305, DOI:10.1017/cbo9780511735400.011, ISBN 9780511735400.
195. ↑  (EN) Potosi silver mines, su Atlas Obscura. URL consultato l'8 maggio 2016.
196. ↑  Columbia University 2009.
197. 1 2  Ebrey 2006, p. 211.
198. ↑  Crosby 1972, pp. 198-201.
199. ↑  Gernet 1962, p. 136.
200. ↑  Crosby 1972, p. 200.
201. ↑  Spence 1999, pp. 19-20.
202. ↑  Brook 1998, p. 205.
203. ↑  (EN) Flynn DO e Giraldez A, Cycles of Silver: Global Economic Unity through the Mid-Eighteenth Century, in Journal of World History, vol. 13,  pp. 391-427, DOI:10.1353/jwh.2002.0035, ISSN 1527-8050 (WC · ACNP).
204. ↑  Braudel 1985, p. 143.
205. ↑  Dunton 1896, p. 163.
206. ↑  Brook 1998, p. 124.
207. ↑  Aas 1976, pp. 410-411.
208. ↑  Per uno studio degli oggetti "stranieri" nella Pittura olandese v.si (EN) Hochstrasser, Still life and trade in the Dutch golden age, 2007..
209. ↑  Volker 1971, p. 22.
210. ↑  Brook 1998, p. 206.
211. ↑  Howard 1978, p. 7.
212. ↑  Brook 1998, pp. 205-206.
213. ↑  Walton 1994, pp. 43-44.
214. ↑  Braudel 1985, p. 171.
215. ↑  Tracy 1994, p. 655.
216. ↑  Braudel 1985, pp. 523-525.
217. ↑  (EN) Overton M, Agricultural Revolution in England: The transformation of the agrarian economy 1500–1850, Cambridge University Press, 1996, ISBN 978-0-521-56859-3.

### Fonti
- (ES) Bernal Díaz del Castillo, La conquista del Messico 1517-1521, 1632. ed. in (EN) Cohen JM (a cura di), The conquest of New Spain, Penguin Classics, 1963, ISBN 978-0-14-044123-9.
- (EN) António Galvão, The Discoveries of the World from Their First Original Unto the Year of Our Lord 1555, issued by the Hakluyt Society[collegamento interrotto], Kessinger Publishing, 1º marzo 2004  [1563], ISBN 978-0-7661-9022-1. URL consultato il 16 giugno 2011.
- (EN) Jan Huyghen van Linschoten, Voyage to Goa and Back, 1583–1592, with His Account of the East Indies: From Linschoten's Discourse of Voyages, in 1598, New Delhi, AES, 2004  [1598], ISBN 978-81-206-1928-9.
- (PT) Tomé Pires, Armando Cortesão e Francisco Rodrigues, Suma Oriental que trata do Mar Roxo até aos Chins, 1512. ed. in (EN) The Suma oriental of Tome Pires: an account of the East, from the Red Sea to China, written in Malacca and India in 1512–1515; and, The book of Francisco Rodrigues: Pilot-Major of the armada that discovered Banda and the Moluccas, Asian Educational Services, 1990, ISBN 978-81-206-0535-0.
- (ES) Real Cédula aprobando la capitulación concedida por Carlos V a Francisco Pizarro para la conquista y población del Perú, su cervantesvirtual.com, Biblioteca Virtual Miguel de Cervantes. URL consultato il 17 giugno 2010.

### Studi
- (EN) Abu-Lughod J, Before European Hegemony: The World System A.D. 1250–1350, Oxford University Press US, 1991, ISBN 978-0-19-506774-3. URL consultato il 16 giugno 2011.
- (EN) Anderson JM, The history of Portugal, Greenwood Publishing Group, 2000, ISBN 978-0-313-31106-2. URL consultato il 16 giugno 2011.
- (EN) Arciniegas G, Amerigo and the New World: The Life & Times of Amerigo Vespucci, Octagon Books, 1978, ISBN 978-0-374-90280-3.
- (EN) Armesto FF, Pathfinders: A Global History of Exploration, W.W. Norton & Company, 2006, ISBN 978-0-393-06259-5.
- (EN) Arnold D, The Age of Discovery, 1400–1600, Lancaster pamphlets, Routledge, 2002, ISBN 978-0-415-27996-3. URL consultato il 16 giugno 2011.
- (EN) Boxer CR, The Portuguese Seaborne Empire 1415–1825, Hutchinson, 1969, ISBN 0-09-131071-7.
- (EN) Boxer CR, The Dutch seaborne empire, 1600–1800, Taylor & Francis, 1977, ISBN 978-0-09-131051-6. URL consultato il 16 giugno 2011.
- (EN) Braudel F, The Wheels of Commerce, vol. II of Civilization and Capitalism 15th–18th Century, University of California Press, 1992  [1979], ISBN 978-0-520-08115-4. URL consultato il 16 giugno 2011.
- (EN) Braudel F, The perspective of the world, University of California Press, 1992  [1985], ISBN 978-0-520-08116-1. URL consultato il 16 giugno 2011.
- (EN) Brook T, The Confusions of Pleasure: Commerce and Culture in Ming China, University of California Press, 1998, ISBN 978-0-520-22154-3. URL consultato il 16 giugno 2011.
- (EN) Burns WE, The scientific revolution: an encyclopædia, ABC-CLIO, 2001, ISBN 978-0-87436-875-8. URL consultato il 16 giugno 2011.
- (EN) Butel P, The Atlantic, Taylor & Francis, 1999, ISBN 978-0-203-01044-0.
- Carlo M. Cipolla, Conquistadores, pirati, mercatanti. La saga dell'argento spagnuolo, Il Mulino, 2003  [1996], ISBN 8815095896.
- (EN) De Lamar J, Renaissance Europe: age of recovery and reconciliation, D.C. Heath, 1992, ISBN 978-0-669-20007-2.
- (EN) Diffie B, Foundations of the Portuguese Empire, 1415–1580, University of Minnesota Press, 1977, ISBN 0-8166-0782-6.
- (EN) Diffie B, Prelude to empire: Portugal overseas before Henry the Navigator, U of Nebraska Press, 1960, ISBN 0-8032-5049-5.
- (EN) Dunton L, The World and Its People, Silver Burdett, 1896.
- (EN) Lincoln WB, The Conquest of a Continent: Siberia and the Russians, Random House, 1994.
- (EN) Mancall PC, Travel narratives from the age of discovery: an anthology, Oxford University Press US, 2006, ISBN 978-0-19-515597-6. URL consultato il 16 giugno 2011.
- (EN) McAlister L, Spain and Portugal in the New World, 1492–1700, University of Minnesota Press, 1984, ISBN 0-8166-1216-1.
- (EN) Morison S, The European Discovery of America: The Southern Voyages, 1492–1616, New York, Oxford University Press, 1974.
- (EN) Newitt MDD, A History of Portuguese Overseas Expansion, 1400–1668[collegamento interrotto], Routledge, 2005, ISBN 0-415-23979-6.
- (EN) Nowell CE, The Discovery of the Pacific: A Suggested Change of Approach, in The Pacific Historical Review, XVI, n. 1, febbraio 1947,  pp. 1-10.
- (EN) Paine L, The Sea and Civilization: A Maritime History of the World, Random House, 2013.
- (EN) Pfoundes C, Notes on the History of Eastern Adventure, Exploration, and Discovery, and Foreign Intercourse with Japan, in Transactions of the Royal Historical Society, X, 1882,  pp. 82-92.
- (EN) Wright GF, Asiatic Russia, McClure, Phillips & Co., 1902.